# Liste der Kulturdenkmale in Rochlitz

Wappen von Rochlitz

In der Liste der Kulturdenkmale in Rochlitz sind die Kulturdenkmale der sächsischen Stadt Rochlitz verzeichnet, die bis März 2024 vom Landesamt für Denkmalpflege Sachsen erfasst wurden (ohne archäologische Kulturdenkmale). Die Anmerkungen sind zu beachten.
Diese Aufzählung ist eine Teilmenge der Liste der Kulturdenkmale im Landkreis Mittelsachsen.

## Rochlitz
| Bild                                    | Bezeichnung | Lage | Datierung | Beschreibung | ID       |
| --------------------------------------- | --- | --- | --- | --- | -------- |
|                                         | Denkmalschutzgebiet Altstadt Rochlitz (Vorschlag) | (Altstadt) (Karte) | 15.–19. Jahrhundert | Ortsgeschichtliche und städtebauliche Bedeutung | 09247643 |
| Weitere Bilder                          | Reste der inneren Stadtmauer und drei, in Teilen erhaltene Mauertürme der Stadtbefestigung, an verschiedenen Stellen der Stadt | (Flurstücke 142, 148, 176/1, 184, 185, 242, 247/3, 421, 442, 443, 444, 445, 454, 455) (Karte)                                                                                    | 1288 erstmals erwähnt | Zeugnis von hoher stadtgeschichtlicher, baugeschichtlicher und städtebaulicher Bedeutung. 1288 erstmals erwähnt, 1831 durch Ratsbeschluss an Anlieger aufgelassen, an Stadtsüdseite Reste von vier Türmen (Schalentürme), größerer zusammenhängender Teil der Stadtmauer im Grundstück Bahnhofstraße 2 und in Gasse. An der Stadtmauer bis zum ehemaligen Obert, in Grundstücken auf dem Sauberg einzige Reste der äußeren Stadtmauer (14. Jahrhundert), Stadtgraben mit Wall und Stadtmauer nur noch im Grundstück Gärtnerstraße 27 erhalten, ansonsten im 19. Jahrhundert verfüllt (siehe Karte mit hinteren Flurstücksgrenzen folgender Straßen: Burgstraße, Markt, Hauptstraße, Topfmarkt, Kunigundenstraße, Kunigundenplatz, Schulgasse und Rathausstraße, auf den Flurstücken 176 und 184 befinden sich Reste von Türmen, der auf Flurstück 176 ist restauriert und mit Dachaufbau versehen). | 09235324 |
| Weitere Bilder                          | Eisenbahnviadukt Rochlitz (Einzeldenkmal der Sachgesamtheit 09306179) | (Flurstücke 1064/4, 799/34) (Karte) | 1875; teilweiser Umbau 1937 | Einzeldenkmal der Sachgesamtheit Muldentalbahn; parallelgurtige Stahlträgerbrücke bei km 37,905, über die Mulde in Rochlitz, mit original erhaltenem Mittelstück in genieteter Stahlfachwerkkonstruktion, bedeutendes ingenieurtechnisches Bauwerk von stadtbildprägender Wirkung, parallelgurtige Stahlfachwerkträger im Bereich der Bahnstrecke Glauchau–Wurzen (Muldentalbahn), Seltenheitswert, eisenbahn-, verkehrs- und technikgeschichtlich von Bedeutung. 256 m langes Brückenbauwerk mit drei Stromöffnungen von je 33 m Lichtweite, von originalen Fachwerkträgern überspannt, sowie drei von Vollwandträgern überspannte Flutöffnungen von 16,5 m bzw. 17,2 m lichter Weite, im stadtseitigen Bereich der acht Ufer-, Wege- und Straßenunterführungen wurden das Tragwerk durch Eisenbetonkonstruktionen ersetzt und die Pfeiler teilweise erneuert, Strompfeiler und Auflager aus Porphyr- und Sandsteinmauerwerk. | 09306154 |
| Weitere Bilder                          | Schmuckplatz und sowjetisches Ehrenmal mit zugehöriger gestalteter Grünanlage und Alleen | Am Bahnhof (gegenüber der Empfangshalle des Bahnhofs) (Karte) | 1930er Jahre (Schmuckplatz); 1958 (Mahn- und Gedenkstätte Sowjetbürger) | Bahnhofsvorplatz mit Denkmal für die Helden der Sowjetunion, einst auch Begräbnisort für sowjetische Kriegsgefangene und Zwangsarbeiter, später nach Chemnitz umgebettet, als Mittelpunkt der Anlage Stele mit Soldatenfigur, Feuerschale und Inschriften, gartengeschichtlich, zeitgeschichtlich und ortshistorisch sowie städtebaulich von Bedeutung. Die Mahn- und Gedenkstätte befindet sich auf einem Stadtplatz (Bahnhofsvorplatz) im Südosten des Bahnhofs. - Denkmal: Porphyrkubus mit Feuerschale auf dreistufigem Sockel, an Vorderseite mannshohe Halbfigur eines Soldaten, rückseitige Inschrift: 1945 Jahr der Befreiung: „Zu Ehren der / Helden der / Sowjetunion, / die Ihr Leben für / die Befreiung des / deutschen Volkes / gaben“ - Grünanlage: längsrechteckige Grünanlage mit Wegeachse auf das Denkmal führend, wegbegleitenden Staudenrabatten und Rasenflächen mit Strauchgruppen (Kriechender Wacholder und Rhododendron) - Reste des alten Stadtplatzes: Fußweg, zwei Solitärbäume (Linden) im NW, Baumreihen (Linden) im Nordosten, Südosten und Südwesten, Ligusterhecken, niedrige Eisengitter Anmerkung: Der Stadtplatz mit Baumreihen (Linden), die von Südwesten zum Bahnhof führende Bahnhofstraße mit Allee (Linden) und die Baumgruppe (3 Rosskastanien) im Nordosten des Bahnhofgebäudes bilden städtebaulich eine Einheit. Der Stadtplatz liegt in der Achse des Bahnhofgebäudes. | 09300120 |
| Weitere Bilder                          | Mehrfamilienwohnhaus in offener Bebauung | Am Bahnhof 9, 10, 11 (Karte) | 1940 | Wohnhaus mit drei Eingängen, Putzbau in den typischen traditionalistischen Formen der 1940er Jahre, Teil einer Werkssiedlung, als Zeugnis des Wohnungsbaus in der NS-Zeit von bau- und stadtentwicklungsgeschichtlicher Bedeutung. Dreigeschossig, Kratzputz, Satteldach, Fensterläden im Erdgeschoss. | 09235144 |
| Weitere Bilder                          | Empfangsgebäude, Bahnmeisterei, Ringlokschuppen mit Drehscheibe, zwei Wirtschaftsgebäuden, Kohlenschuppen, Gleiswaage, Stellwerk B 2, Stellwerk W1, sechs Formhauptsignale sowie sechs Lampen des Bahnhofes Rochlitz (Einzeldenkmale der Sachgesamtheit 09306179)                                          | Am Bahnhof 12, 12a, 12c, 13 (Leipziger Straße 52) (Karte) | 1870 (Empfangsgebäude); 1871 (Lokschuppen); um 1890 (Güterbahnhof); um 1900 (Kohlenschuppen); 1935 (Stellwerk W1); 1965 (Stellwerk B2) | Einzeldenkmale der Sachgesamtheit Muldentalbahn; aufgrund seiner geografischen Lage im Mittelteil der Bahnstrecke Glauchau–Wurzen (Muldentalbahn) für den Streckenbetrieb wichtiger Bahnhof mit zumeist original erhaltenen Hochbauten, eisenbahn-, verkehrs- und technikgeschichtlich von Bedeutung. - Empfangsgebäude: Putzfassade, schmuckloser Bau, Fenster- und Türgewände erhalten, Fenster erneuert, Mittelbau mit zwei Flügelbauten (Mittelbau eingeschossig, Flügelbauten zweigeschossig mit Drempel), Satteldach mit später errichteter Mansarde, Fenster- und Türeinfassungen sowie das Zwischengesims aus Rochlitzer Porphyr, Erdgeschoss mit Rundbogen, Obergeschoss Hochrechteckfenster, Fassade mit klassizistischen Stilelementen - Bahnwärterhaus mit Nebengebäude: zweigeschossiger Ziegel-Putzbau auf Porphyrsockel, Porphyrgewände im Wesentlichen original erhalten, Tür zugesetzt - Kohlenschuppen: entsprechend der Bedeutung der Bahnhofsanlage relativ groß dimensionierter Putzbau mit Satteldach (Preoliteindeckung), beidseitige Laderampe, Betonung der Torgewände mit Klinkern, vermutlich um 1902 - Bahnmeisterei: zweigeschossiger backsteinsichtiger Baukörper über rechteckigem Grundriss mit mittigem Treppenhausvorbau an der Traufseite zur Bahn, Ecklisenen, Gurtgesims, Blendbögen über den Segmentbogenfenstern, Fenster defekt, desolat - Siebenständiger Ringlokschuppen vor dem Ersten Weltkrieg auf zwölf Ständer erweitert, Dachkonstruktion (Holz) noch original, Rauchabzüge entfernt, Tore original, backsteinsichtiges Mauerwerk, Werksteinwölbebogen der Tore, ein Flachbodenbehälter in Nietkonstruktion erhalten. - sechs (fünf?) Formsignale (Flügelsignale) Bahnkilometer 39,3 - Stellwerk B 2; sechs Lampen, vier davon im Bereich des Lokschuppens, Klinkerbau, Inbetriebnahme 1965 - Stellwerk W1, Klinkersockel Inbetriebnahme 1935 Geschichte: bereits 1870 (Quelle sachsenschiene.de, abgerufen am 11. November 2015) für die vom Staat gebaute Verbindung Rochlitz – Narsdorf – Penig angelegt, wichtiger, durch seine zentrale Lage hervorgehobener Bahnhof mit überwiegend original erhaltenen Hochbauten. | 09235172 |
| Weitere Bilder                          | Straßenbrücke (Einzeldenkmal der Sachgesamtheit 09306179) | Bahnhofstraße (Karte) | 1875 | Einzeldenkmal der Sachgesamtheit Muldentalbahn; erneuert 2008, km 39,8, Polygonalmauerwerk, Bogen mit Ziegeln gemauert, eisenbahn- und technikgeschichtlich von Bedeutung | 09306155 |
|                                         | Mietshaus in geschlossener Bebauung | Bahnhofstraße 13 (Karte) | Um 1890 | Putzfassade in historistischen Formen, stadtentwicklungsgeschichtliche Bedeutung. Vier Achsen, dreigeschossig, Konsolen unter Dach, Dreiecksgiebelverdachung im ersten Obergeschoss, kannelierte Pilaster um Haustür, waagerechte Fensterverdachungen. | 09235188 |
|                                         | Mietshaus in geschlossener Bebauung | Bahnhofstraße 15 (Karte) | Um 1900 | Putzbau in historistischen Formen, äußere Achsen durch Blendrahmungen betont, stadtentwicklungsgeschichtliche Bedeutung. Relativ aufwendig gegliederte Fassade, Fensterverdachungen, sieben Achsen, dreigeschossig, erstes Obergeschoss mit waagerechter Fensterverdachung, Gesims, Karyatiden. | 09235185 |
|                                         | Mietshaus in geschlossener Bebauung | Bahnhofstraße 17 (Karte) | Um 1890 | Putzfassade in späthistoristischen Formen, Mittenbetonung durch zweigeschossigen Erker, ortsentwicklungsgeschichtlich von Bedeutung. Erker zweigeschossig, zweiachsig, Haus sechs Achsen, Fensterverdachungen im ersten Obergeschoss waagerecht, dreigeschossig, Zwerchgiebel zweiachsig, Haustür und Fenster verändert, relativ aufwendig gestaltete Fassade. | 09235184 |
| Weitere Bilder                          | Ehemaliges Postamt | Bahnhofstraße 18 (Karte) | 1889–1890, Erweiterung um 1925 | Zweiteiliges Gebäude über rechtwinkligem Grundriss, älterer Hauptteil mit repräsentativer Klinkerfassade in Formen der Neurenaissance, Naturstein- und Klinkergliederungen, Erweiterungsbau mit Klinkerfassade im traditionellen Stil der 1920er Jahre, von orts- und baugeschichtlicher Bedeutung. Klinkerfassade, roter Klinker, Fensterverdachung, originale Haustür und Fenster, angebauter Seitenflügel vermutlich um 1925/1930, ebenfalls Klinker. | 09235263 |
|                                         | Mietshaus in geschlossener Bebauung | Bahnhofstraße 21 (Karte) | Um 1895 | Putzfassade in späthistoristischen Formen, leichte Mittenbetonung durch aufwändigere Achsengestaltung und Zwerchhaus, ortsentwicklungsgeschichtlich von Bedeutung. Dreigeschossig, sechs Achsen, Zwerchgiebel zweiachsig, Fensterverdachungen im ersten Obergeschoss waagerecht bzw. zwei Dreiecksgiebel, Haustür nicht original, Fenster original. | 09235183 |
|                                         | Villa Carola | Bahnhofstraße 33 (Karte) | 1895/1896 | Klinkerbau in späthistoristischen Formen, malerische Baukörpergestaltung, Gliederungselemente in Porphyrtuff, bau- und ortsentwicklungsgeschichtlich von Bedeutung. Anbau entstellend, gelber Klinker mit Porphyrfenstergewänden, Eckquaderung Porphyr, Gesims ebenfalls Porphyr, Haustür original, Wintergarten Holz verziert, Inschrift über Fenster im Erdgeschoss „trew und vest“. | 09235189 |
| Direkt Bild zu diesem Denkmal hochladen | Hauszeichen des ehemaligen Gasthofs Goldener Löwe (Markt 3) | Bismarckstraße 2 (Karte) | 17. Jahrhundert | Heute im Kundenraum des neu errichteten Bankgebäudes in der Bismarckstraße 2, ortsgeschichtlich von Bedeutung | 09235358 |
| Weitere Bilder                          | Wohnhaus, in offener Bebauung und Ecklage | Bismarckstraße 16 (Karte) | Um 1890 | Putzfassade in historistischen Formen, Putzgliederungen, risalitartige Eckgestaltung mit Balkonen, seitliche Vorlagen, ortsentwicklungsgeschichtlich von Bedeutung. Putzfassade mit Fensterverdachungen im ersten Obergeschoss, waagerechte Verdachungen bzw. mit Dreiecksgiebelchen, Balkone in Ecklage, schmiedeeiserne Balkongitter, originale Haustür, Polygonmauerwerk am Sockel, schlichte Fassadengestaltung. | 09235180 |
| Weitere Bilder                          | Schulgebäude mit Turnhalle und zwei Nebengebäuden, Schulhof mit Freiraumgestaltung und Einfriedung (Johann-Mathesius-Gymnasium, ehemaliges Lehrerseminar) | Bismarckstraße 16a (Seminarstraße 1) (Karte) | 1895 | Gymnasium, ehemals Königliches Lehrerseminar, repräsentatives Schulgebäude im Stil der Neurenaissance, U-förmige Anlage mit reich gegliedertem Mittelrisalit und zwei Seitenflügeln, hofseitig in der Hauptachse Turnhalle angeordnet, auf der Südseite mit dem Südflügel verbundenes Nebengebäude, gelbe Klinkerfassaden mit Porphyrtuffgliederungen, bau-, sozial- und ortsgeschichtlich von Bedeutung. - Schulgebäude: repräsentatives Schulgebäude mit reich gegliedertem Mittelrisalit und zwei Flügeln, guter Originalbestand, Inschrift unter Dach „Deutsche Oberschule“, viergeschossig, Aula mit bleiverglasten Fenstern, Klinkerfassade, Porphyreckquaderung und Pophyrfenstergewände - Geschichte: Nach zweijähriger Bauzeit 1895 als Lehrerseminar eingeweiht. Laut Schulchronik handelte es sich bei diesem Gebäude um das modernste Schulgebäude Sachsens. Das Gebäude war mit dem modernsten Standard seiner Entstehungszeit (zum Beispiel Gasbeleuchtung und Warmwasserheizung) ausgestattet. Ab 1922 wurde das Gebäude als „Deutsche Oberschule Typ B“ eingeweiht. In dieser Schule wurden die Schüler für das Studium an Hochschulen und Universitäten vorbereitet. Auch Mädchen waren in der Schule zugelassen. Nach dem Ende des Zweiten Weltkrieges diente das Gebäude zunächst als Truppenunterkunft sowjetischer Soldaten. Bis 1949 konnte jedoch wieder eine Schule im Gebäude eingerichtet werden. Sie erhielt den Namen „Friedrich-Engels-Schule“. Von 1953 bis 1992 war im Gebäude gleichzeitig das Institut für Lehrerbildung „Clara Zetkin“ untergebracht. | 09235182 |
| Weitere Bilder                          | Wohnhaus, in offener Bebauung und Ecklage | Bismarckstraße 17 (Karte) | Um 1895 | Klinker-Putz-Fassade in späthistoristischen Formen, Gliederungen in Putz, Klinker, Natur- und Kunststein, verbrochene Ecke mit Balkonen, ortsentwicklungsgeschichtlich von Bedeutung. Klinkermischbauweise, Erdgeschoss Putzquaderung, Ecklage, Balkone aus Schmiedeeisen an Hausecke, roter Klinker, abgesetzt mit gelben Klinkern, dreigeschossig. | 09235179 |
| Weitere Bilder                          | Wohnhaus in offener Bebauung | Bismarckstraße 19 (Karte) | Bezeichnet mit 1896 | Villenartiger Bau mit Klinkerfassaden in späthistoristischen Formen, Naturstein-, Putz- und Klinkergliederungen, Straßenfront mit Seitenrisalit, ortsentwicklungsgeschichtlich von Bedeutung. Oranger Klinker mit Bändern aus rotem Klinker, Türportal und Fenstergewände Sandstein, reich verzierte Haustür, kleine Freitreppe, Sockel Polygonmauerwerk aus Porphyr, Wintergarten in Holzkonstruktion. | 09235178 |
| Weitere Bilder                          | Wohnhaus in offener Bebauung | Bismarckstraße 21 (Karte) | Um 1900 | Putzbau in späthistoristischen Formen, Putz- und Natursteingliederungen, Straßenfront mit Vorlage als Mittenbetonung, ortsentwicklungsgeschichtlich von Bedeutung. Putzfassade mit Putzstuck, Balkone, Haustür und Fenster original, Sockel Polygonmauerwerk, einfache Gestaltung. | 09235177 |
| Weitere Bilder                          | Schule mit Einfriedung und Gehwegpflasterung vor dem Schuleingang (ehemals Realschule und Berufliches Schulzentrum Haus II, heute Regenbogen-Grundschule) | Bismarckstraße 23 (Karte) | 1897 | Ehemalige Realschule, symmetrischer Putzbau im Stil des Historismus, Putz- und Steingliederungen, bau- und ortsgeschichtlich von Bedeutung. Reich gegliederter Bau mit Mittelrisalit, zweiflüglig, Fensterverdachungen, originale Haustür und Fenster, 14 Achsen, Putzbau, Gewände, Gesimse u. a. Details in Naturstein. | 09235176 |
|                                         | Villa | Bismarckstraße 25 (Karte) | Bezeichnet mit 1897 | Putzbau in späthistoristischen Formen, Natursteingliederungen in Porphyrtuff, abwechslungsreiche Baukörpergestaltung, seitliche Vorlagen mit Ziergiebeln, ortsentwicklungs- und baugeschichtlich von Bedeutung. Putzfassade mit Balkonen und Erker, Haustür und einer der Anbauten verändert. | 09235175 |
| Weitere Bilder                          | Wohnhaus in offener Bebauung, mit Einfriedung | Bismarckstraße 35 (Karte) | 1897 | Villenartiger Putzbau in späthistoristischen Formen, Putz-, Stein- und Klinkergliederungen, mittenbetonende Vorlage mit Staffelgiebel, reicher Eckerker auf Säulenfuß, ortsentwicklungs- und baugeschichtlich von Bedeutung. Neugotischer Staffelgiebel, Erker, Putzfassade, Gesims, Balkone, Fenster aus Entstehungszeit. | 09235174 |
| Weitere Bilder                          | Ehemaliges Verwaltungsgebäude (ehemalige Königliche Bezirkssteuereinnahme, später Finanzamt) | Bismarckstraße 37 (Karte) | Um 1910 | Putzbau in Formen des ausgehenden Historismus, Putz- und Natursteingliederungen, Zeugnis zur Entwicklung der sächsischen Steuer- und Finanzverwaltung, bau- und ortsgeschichtlich von Bedeutung. Putzfassade, Werksteinsockel, Eckquaderung, Porphyrfenstergewände und -gesimse, Treppenhaus betont. | 09235173 |
| Direkt Bild zu diesem Denkmal hochladen | Ehemalige Schmiede und Schänke, heute Wohnhaus mit Ladennutzung in offener Bebauung (ehemalige Brückenschänke) | Brückenplatz 1 (Karte) | Um 1750, Umbau bezeichnet mit 1838 | Putzbau in zeittypischen Formen des frühen 19. Jahrhunderts, Porphyrtuffgliederungen, Portalrahmung mit bezeichnetem Schlussstein, dreiteilige, gefelderte Haustür, heimatgeschichtlich von Bedeutung. Massiv aus Feldstein, in der Mittelachse Krüppelwalmdach, fünf Achsen mit Dachausbau, am Türportal datierter Schlussstein „1838“, Haus älter, nachträgliche Anbauten, originale Haustür. | 09235360 |
|                                         | Ehemaliges Armenhaus | Brückenstraße 11 (Karte) | Um 1800 | Kleinstadttypischer Wohnbau mit massivem Erdgeschoss und Fachwerkobergeschoss, beide an der Straßenfront verputzt, Fenster- und Türgewände im Erdgeschoss in Rochlitzer Porphyrtuff, orts- und sozialgeschichtlich von Bedeutung. Fachwerk-Obergeschoss verputzt, sechs Achsen, zweigeschossig, Satteldach. | 09235255 |
|                                         | Wohnhaus in geschlossener Bebauung | Brückenstraße 13 (Karte) | Um 1800 | Zeittypischer Kleinstadt-Wohnbau mit massivem Erdgeschoss und Fachwerkobergeschoss, beide verputzt, Sockel in Porphyrtuff, ortsentwicklungsgeschichtlich von Bedeutung. Dreiachsig, zweigeschossig, Fachwerk-Obergeschoss verputzt, Satteldach. | 09235256 |
|                                         | Wohnhaus in geschlossener Bebauung | Brückenstraße 14 (Karte) | Bezeichnet mit 1795 | Zeittypischer Kleinstadt-Wohnbau mit Putzfassade, Fenster- und Türgewände des Erdgeschosses in Porphyrtuff, Schlussstein mit Initialen und Datierung, bau- und ortsentwicklungsgeschichtlich von Bedeutung, zweigeschossig, sechs Achsen, Krüppelwalmdach | 09235254 |
| Weitere Bilder                          | Wohnhaus in halboffener Bebauung | Brückenstraße 23 (Karte) | Bezeichnet mit 1774 | Zeittypischer Kleinstadt-Wohnbau mit massivem Erdgeschoss und Fachwerkobergeschoss, orts- und baugeschichtlich von Bedeutung. Fachwerk-Obergeschoss aufgebrettert, Türportal mit Schlussstein und Rokokokartusche, Mansarddach, zweigeschossig, fünf Achsen, drei veränderte Dachausbauten. | 09235253 |
|                                         | Wohnhaus in geschlossener Bebauung | Burgstraße 1 (Karte) | 1805 (Wohnhaus); bezeichnet mit 1539 (Datierungsstein) | Zweiteiliger Putzbau in spätbarocken Formen, Gliederungselemente in Porphyrtuff, überhöhter Hauptbau zum Markt, profiliertes Hausportal mit Schlussstein, Erdgeschoss mit Ladennutzung, an der Seitenfront zur Burgstraße Datierungsstein 1539, Seitenflügel an der Burgstraße durch schlichtere Fassadengestaltung untergeordnet, bau- und ortsentwicklungsgeschichtlich von Bedeutung | 09235349 |
| Direkt Bild zu diesem Denkmal hochladen | Hauszeichen | Burgstraße 2 (Karte) | Bezeichnet mit 1632 | Relikt des ehemaligen Gasthofes Schwarzer Bär, ortsgeschichtliche Bedeutung | 09235350 |
| Direkt Bild zu diesem Denkmal hochladen | Wohnhaus in geschlossener Bebauung, mit Seitengebäude | Burgstraße 3 (Karte) | 1803 datiert | Putzbau in nachklingenden Barockformen, Gliederungselemente in Porphyrtuff, profilierte Haustürrahmung mit datiertem Schlussstein, Erdgeschoss mit Ladennutzung, bau- und ortsentwicklungsgeschichtlich von Bedeutung | 09235348 |
| Direkt Bild zu diesem Denkmal hochladen | Wohnhaus in geschlossener Bebauung | Burgstraße 11 (Karte) | Nach 1802, 1888 (2. Obergeschoss erbaut) | Fassade in historistischen Formen, Gliederungselemente in Putz und Porphyrtuff, im Kern älterer Bau, Erdgeschoss mit Ladennutzung, seitlicher Hauseingang mit Kreuzgratgewölben, ortsentwicklungs- und baugeschichtlich von Bedeutung. Kreuzgewölbe im Hausflur, Haustür und Obergeschoss von 1888, kannelierte Lisenen, dreigeschossig, drei Achsen, Fassade durch Pilaster, Gesimse und Spiegel gegliedert, Satteldach. | 09235346 |
| Direkt Bild zu diesem Denkmal hochladen | Wohnhaus in geschlossener Bebauung | Burgstraße 12 (Karte) | Um 1800 | Putzbau in schlichten Formen um 1800, Gliederungselemente in Porphyrtuff, Erdgeschoss mit Ladennutzung, Teil der historischen Bebauung in der Burgstraße, ortsentwicklungsgeschichtlich von Bedeutung. - Wohnhaus: hofseitig Schlussstein ehemaliges Türportal aus Barock mit Monogramm, 1802 auf Hofseite versetzt, Wohnhaus 1803 datiert am Türportal, dreigeschossig, Laden modernisiert - Nebengebäude (Abbruch 2003): wahrscheinlich mit Laubengang, teilweise Fachwerk im Obergeschoss, Erdgeschoss massiv | 09235347 |
| Direkt Bild zu diesem Denkmal hochladen | Wohnhaus in geschlossener Bebauung | Burgstraße 14 (Karte) | Nach 1802 | schlichter Putzbau mit Gliederungselementen in Porphyrtuff, Erdgeschoss mit Ladennutzung, Teil der historischen Bebauung in der Burgstraße, ortsentwicklungsgeschichtlich von Bedeutung. Dreigeschossig mit Laden, drei Achsen, Satteldach, Kreuzgewölbe im Hausflur. - 1. Nebengebäude (Abbruch 2003): Erdgeschoss massiv, Fachwerk im Obergeschoss, Mansarddach - 2. Nebengebäude (Abbruch 2003): wahrscheinlich mit ehemaligem Laubengang, verbrettert | 09235345 |
| Direkt Bild zu diesem Denkmal hochladen | Wohnhaus in geschlossener Bebauung | Burgstraße 16 (Karte) | Um 1810 | Putzbau in schlichten Formen um 1800, Gliederungselemente in Porphyrtuff, Erdgeschoss mit Ladennutzung, Teil der historischen Bebauung in der Burgstraße, ortsentwicklungsgeschichtlich von Bedeutung. Kreuzgewölbe im Hausflur, Fassade und Laden verändert, dreigeschossig, fünf Achsen, Satteldach, Schrankeinbau im Hausflur. | 09235344 |
| Weitere Bilder                          | Wohnhaus in geschlossener Bebauung (ehemalige Posthalterei) | Burgstraße 19 (Karte) | 2. Hälfte 18. Jahrhundert | Breitgelagerter Putzbau in spätbarocken Formen, Gliederungselemente in Porphyrtuff, profilierter Torbogen mit Schlussstein, 1831–1893 Posthalterei, jüngerer Ladeneinbau, bau-, ortsentwicklungs- und postgeschichtliche Bedeutung. Dreigeschossig, großer Torbogen, acht Achsen, Satteldach, Kreuzgewölbe in Tordurchfahrt. | 09235343 |
| Weitere Bilder                          | Wohnhaus in geschlossener Bebauung | Burgstraße 20 (Karte) | Um 1800 | Putzbau in Formen um 1800, Gliederungen in Porphyrtuff, Erdgeschoss mit historistischer Ladenfront, Wohnhaus des Bürgerschuldirektors und Atlasverlegers Friedrich Wilhelm Putzger, bau-, ortsentwicklungs- und personengeschichtliche Bedeutung. - Wohnhaus: dreigeschossig, Laden, Kreuzgewölbe im Hausflur, nachträglich aufgestockt, Satteldach, Stuckdecken im ersten Obergeschoss aus zweiter Bauphase - Seitengebäude (ehemals denkmalgeschützt, zwischen 2009 und 2016 abgerissen): Fachwerk, ehemals Laubengang | 09235351 |
| Weitere Bilder                          | Wohnhaus in geschlossener Bebauung mit Resten des ehemaligen westlichen Nebengebäudes (Teil der Stadtmauer) | Burgstraße 24 (Karte) | Um 1750 | Stattlicher Putzbau mit Gliederungselementen in Porphyrtuff, Torrahmung in spätbarocken Formen, Geburtshaus des Künstlers Hans Theo Richter, orts-, bau- und personengeschichtliche Bedeutung. Dreigeschossig, Satteldach, Kreuzgewölbe im Hausflur und Treppenhaus, um ein Stockwerk gehoben, ursprünglich wahrscheinlich Mansarddach. | 09235342 |
|                                         | Wohnhaus in Ecklage in geschlossener Bebauung | Burgstraße 25 (Karte) | Um 1800 | Putzbau in den Formen um 1800, Gliederungselemente in Porphyrtuff, Mansarddach, Teil der historischen Bebauung vor dem ehemaligen Obertor, bau- und ortsentwicklungsgeschichtlich von Bedeutung. Massiv, Mansarddach, Porphyrgewände, Tür verändert, ebenso Türgewände. | 09235340 |
| Direkt Bild zu diesem Denkmal hochladen | Wohnhaus und Hintergebäude in geschlossener Bebauung | Burgstraße 35 (Karte) | 1. Hälfte 19. Jahrhundert | Zeittypischer spätbarocker Wohnhausbau mit Stichbogenportal aus Rochlitzer Porphyrtuff und Fachwerkobergeschoss, Teil der historischen Bebauung vor dem ehemaligen Obertor, ortsentwicklungs- und baugeschichtlich von Bedeutung. Fachwerk im Obergeschoss verputzt, Mansarddach, Erdgeschoss massiv, mit Porphyrfenster- und –türgewänden. Hinterhofgebäude zweigeschossig, Fachwerk im Obergeschoss regelmäßig und gut erhalten, Erdgeschoss massiv, typisches Hinterhofgebäude aus 1. Hälfte des 19. Jahrhunderts in gutem Erhaltungszustand. | 09235339 |
| Direkt Bild zu diesem Denkmal hochladen | Wohnhaus in geschlossener Bebauung | Burgstraße 37 (Karte) | 1802 | Fachwerkbau mit massivem Erdgeschoss und Porphyrtuffelementen, Teil der historischen Bebauung vor dem ehemaligen Obertor, ortsentwicklungs- und baugeschichtlich von Bedeutung. Fachwerk im Obergeschoss, Erdgeschoss massiv, Porphyrtür- und -fenstergewände, Satteldach. | 09235338 |
| Direkt Bild zu diesem Denkmal hochladen | Zwei Wohnhäuser in geschlossener Bebauung, davon ein Mietshaus mit Laden und Ladenausstattung | Burgstraße 45 (Karte) | 1. Hälfte 19. Jahrhundert (Wohnhaus); um 1905 (Wohnhaus mit Laden) | Das ältere Wohnhaus mit verputztem Fachwerk-Obergeschoss, das zweite, gründerzeitliche Mietshaus mit originaler Ladenausstattung, straßenbildprägende Ecklage Mühlgasse und in Blickbeziehung Petrikirche, stadtentwicklungs- und baugeschichtlich von Bedeutung. - Wohnhaus: zweigeschossig, ausgebautes Dachgeschoss, Erdgeschoss massiv, Hausdurchgang mit Lehmdecke, Obergeschoss mit Fachwerk (verputzt), Erdgeschoss Gewände aus Rochlitzer Porphyrtuff, Sockel aus Porphyrtuffquadern, teilsaniert 1998; original: Fenster, Innentüren mit Beschlägen, Gaupen, Porphyrtreppe ins erste Obergeschoss - Wohnhaus mit Laden, in Ecklage Mühlgasse: um 1905, Erdgeschoss Putz geglättet, Obergeschosse rote Klinkerfassade mit Klinkergliederung, Sockel aus Rochlitzer Porphyrtuff, Laden mit originaler Ausstattung (Wandfliesen-Muster, Mattglasdecke mit Goldmuster und Spruch), im Haus originale Treppe mit Eisengeländer, Türen | 09235336 |
| Direkt Bild zu diesem Denkmal hochladen | Wohnhaus in halboffener Bebauung | Burgstraße 53 (Karte) | 1802 datiert | Stattlicher Putzbau in den Formen um 1800, Gliederungselemente in Porphyrtuff, bau- und ortsentwicklungsgeschichtlich von Bedeutung. Ursprünglich mit Laden, Fensterläden mit originalen Beschlägen aus Entstehungszeit, Hausflur mit Kreuzgewölbe, ehemalige Bäckerei, Haus eventuell nachträglich aufgestockt | 09235335 |
| Weitere Bilder                          | Postsiedlung (Sachgesamtheit) | Casparistraße 4, 6, 8, 10, 12 (Friedrich-August-Straße 4, 6, 8, 10, 12, 14; Hochuferstraße 4, 5, 6; Körnerstraße 1, 3, 5, 7, 9) (Karte)                                          | 1919 (Friedrich-August-Straße 10, 12, 14); 1920–1921 (Mehrfamilienwohnhaus) | Sachgesamtheit Postsiedlung, mit folgenden Einzeldenkmal: Mehrfamilienhaus Friedrich-August-Straße 10, 12, 14 (09307383) und acht Mehrfamilienhäusern mit Siedlungsgrün als Sachgesamtheitsteile; typische Siedlungsanlage der Zeit der Weimarer Republik in der Nachfolge der Gartenstadtbewegung, schlichte zweigeschossige Putzbauten, eingebettet in Grünflächen (Vorgärten und ausgedehnter Hofbereich mit Mietergärten), baugeschichtliche, sozialgeschichtliche und städtebauliche Bedeutung. Siedlungsanlage mit Eckbebauung und Zwischenbauten, Haustypen variieren, schlichte Fassadengestaltung, Putzfassaden. | 09235141 |
| Weitere Bilder                          | Postmeilensäule | Chemnitzer Straße 1 (bei) (Karte) | 2012 (Kopie), Original 1722 | Kursächsische Postmeilensäulen (Sachgesamtheit), Kopie einer Ganzmeilensäule (Nr. 16) unter Verwendung eines originalen Reststücks, verkehrsgeschichtlich von Bedeutung | 09306954 |
| Weitere Bilder                          | Kursächsische Postmeilensäule | Clemens-Pfau-Platz (Karte) | 2006–2007 (Kopie), Original bezeichnet mit 1722 | Kursächsische Postmeilensäulen (Sachgesamtheit), Kopie einer Distanzsäule, verkehrsgeschichtlich von Bedeutung. Kopie einer kursächsischen Distanzsäule aus Rochlitzer Porphyr vom ehemaligen Untertor; Obelisk auf Sockel, mit Wappenstück, „AR“-Monogramm, Posthornzeichen und Inschriften, auf zwei nebeneinanderliegenden Seiten mit Entfernungsangaben, auf den anderen Seiten „O.Th.“ (Oberes Tor) und „Rochlitz 1820“. Die Jahreszahl nennt das Jahr, in dem das gesamte Oberteil einschließlich des im 19. Jahrhundert gültigen Wappens des Königreichs Sachsen (Balkenschild mit Rautenkranz) neu angefertigt wurde. Das originale Kopfstück wurde 1965 in Methau (Zettlitz) vermauert wiederentdeckt, von der Steinmetzfirma Gebr. Heidel KG (Rochlitz) restauriert und am heutigen Platz aufgestellt (Jahr unbekannt). 2006 nochmalige Restaurierung, 2007 wieder aufgestellt. Achtung Fehler in der Denkmalliste, beschreibt zum Teil Objekt 09305158 | 09235341 |
| Weitere Bilder                          | Wohnhaus in Ecklage | Clemens-Pfau-Platz 1 (Karte) | 1859–1862 | Putzbau im historistischen Stil mit gotisierenden Formen, reiche Gliederungselemente in Porphyrtuff, ehemals Wohnhaus des Rochlitzer Heimatforschers William Clemens Pfau (1862-1946), dazu Gedenktafel über dem Hauseingang in der Schützenstraße, bau-, orts- und personengeschichtlich von Bedeutung. Satteldach, Historismusfassade, zweigeschossig, reiche Steinmetzarbeit, Formziegel, Portal, Neogotik, Geburtshaus des Heimatforschers Professor Dr. Clemens Pfau Gedenktafel über Eingang: „In diesem Haus lebte und wirkte der Rochlitzer Heimatforscher Prof.Dr.W.C.Pfau 20.4.1862 25.7.1946“. | 09235241 |
| Weitere Bilder                          | Ehemaliges Hospital in halboffener Bebauung, heute Wohnhaus | Clemens-Pfau-Platz 2 (Karte) | 1854 | Platzbildprägender Putzbau im Stil der Neogotik, symmetrische Fassade mit aufwändigen Porphyrtuffgliederungen, jüngeres Dachtürmchen mit Uhr, bau-, orts- und sozialgeschichtlich von Bedeutung. Satteldach, zweigeschossig, Türmchen über Giebel, fünf Achsen, Mittelachse durch Lisenen gefasst, mit Staffelgiebel über Hauptgesims überhöht, Neogotik. | 09235240 |
| Weitere Bilder                          | Wohnhaus in geschlossener Bebauung | Clemens-Pfau-Platz 8 (Karte) | Um 1880 | Putzfassade in historistischen Formen, reiche Gliederungen in Putz und Porphyrtuff, ortsentwicklungs- und baugeschichtliche Bedeutung. Dreigeschossig, sechs Achsen, Putzfassade mit Putznutung und Putzstuck, Fensterverdachungen im ersten Obergeschoss, Satteldach, Gesimsüberdachung auf Konsolen. | 09235233 |
| Weitere Bilder                          | Wohnhaus in geschlossener Bebauung | Clemens-Pfau-Platz 10 (Karte) | 1. Hälfte 19. Jahrhundert | Putzfassade mit Gliederungen in Putz und Porphyrtuff, Erdgeschoss für Ladennutzung nachträglich verändert, ortsentwicklungsgeschichtlich von Bedeutung. Satteldach, sechs Achsen, zweigeschossig. | 09235231 |
|                                         | Wohnhaus in geschlossener Bebauung | Clemens-Pfau-Platz 11 (Karte) | 2. Hälfte 19. Jahrhundert | Putzfassade in schlichten historistischen Formen, Erdgeschoss mit Ladennutzung, ortsentwicklungsgeschichtlich von Bedeutung. Datierung nach äußerem Erscheinungsbild, Putzfassade, dreigeschossig, fünf Achsen, Fensterverdachungen im ersten Obergeschoss, Satteldach. | 09235230 |
| Weitere Bilder                          | Wohnhaus in geschlossener Bebauung und Ecklage | Clemens-Pfau-Platz 13 (Karte) | Um 1800, um 1860 überformt | Putzfassade mit Gliederungen in Putz, Porphyrtuff und Stuck, ursprünglich Putzquaderung im Erdgeschoss, platzbildprägende Lage, ortsentwicklungs- und baugeschichtlich von Bedeutung. Sieben Achsen, Erdgeschoss Putzquaderung, Porphyrgewände mit Nutung (um 1800), Fassade überformt nach 1860, Lisenen, Gesims. | 09235229 |
| Direkt Bild zu diesem Denkmal hochladen | Wohnhaus in halboffener Bebauung | Clemens-Pfau-Platz 14 (Karte) | 1806 datiert | Zeittypischer Kleinstadt-Wohnbau mit massivem Erdgeschoss und Fachwerkobergeschoss, beide verputzt, Tür- und Fenstergewände im Erdgeschoss in Porphyrtuff, ortsentwicklungsgeschichtlich von Bedeutung. Tür- und Fenstergewände, Fachwerk im Obergeschoss verputzt, Krüppelwalmdach. | 09235234 |
| Weitere Bilder                          | Wohnhaus in halboffener Bebauung und Ecklage | Clemens-Pfau-Platz 19 (Karte) | Um 1800 | Zeittypischer Kleinstadt-Wohnbau mit Putzfassade, Obergeschoss wohl in Fachwerk, Gewände im Erdgeschoss ursprünglich in Porphyrtuff, ortsentwicklungsgeschichtlich von Bedeutung. Tür- und Fenstergewände, zweigeschossig, sechs Achsen, Walmdach abgeflacht, wahrscheinlich Fachwerk im Obergeschoss. | 09235235 |
|                                         | Wohnhaus in geschlossener Bebauung | Clemens-Pfau-Platz 20 (Karte) | Um 1800 | Schmaler, zeittypischer Kleinstadt-Wohnbau mit Fachwerkobergeschoss, ursprünglich verputzt, Tür- und Fenstergewände im Erdgeschoss in Porphyrtuff, bau- und ortsentwicklungsgeschichtlich von Bedeutung. Zweigeschossig, zwei Achsen, veränderte Fenster, Tür- und Fenstergewände im Erdgeschoss nicht aus Entstehungszeit, sehr steiles Satteldach. | 09235236 |
|                                         | Wohnhaus in geschlossener Bebauung | Clemens-Pfau-Platz 21 (Karte) | Um 1680, 1826 Erdgeschoss massiv ersetzt | Kleinstadt-Wohnbau mit altertümlichem Fachwerkobergeschoss (Andreaskreuze), Erdgeschoss mit jüngeren Veränderungen, hier Tür- und Fenstergewände in Porphyrtuff, Fassade zeitweise vollständig verputzt, im Kern wohl eines der ältesten Wohngebäude von Rochlitz, bau- und ortsentwicklungsgeschichtlich von Bedeutung. Fachwerk im Obergeschoss mit geschweiften Andreaskreuzen, geblattete Kopfbänder, sehr steiles Satteldach, Erdgeschoss massiv, Tür- und Fenstergewände von 1826, nachträglich eingebauter Laden. | 09235237 |
|                                         | Wohnhaus in geschlossener Bebauung | Clemens-Pfau-Platz 22 (Karte) | Um 1600; 19. Jahrhundert (Fassade) | Kleinstadttypischer Wohnbau mit Putzfassade, Tür- und Fenstergewände in Renaissanceformen deuten auf Ursprung des Gebäudes im 16. Jahrhundert oder frühen 17. Jahrhundert, im Kern eines der ältesten Wohngebäude in Rochlitz, bau- und ortsentwicklungsgeschichtlich von Bedeutung. Fassade 19. Jahrhundert, Erdgeschoss Renaissance-Türportal aus 16. Jahrhundert und Renaissance-Fenstergewände, Türportal und Haustür jünger, Hausinneres modernisiert, Satteldach, fünf Achsen, zweigeschossig. | 09235238 |
|                                         | Wohnhaus in halboffener Bebauung | Clemens-Pfau-Platz 26 (Karte) | Um 1870 | Malerischer Putzbau in historistischen Formen, Putz- und Porphyrtuffgliederungen sowie reiches Zierfachwerk im Dachbereich und an den Giebeln, zum Platz erkerartiger Vorbau, darüber schmuckvoller, überdachter Holzbalkon und vorspringendes Dachhaus, ehemals Sitz des Amtshauptmanns, später Wohnhaus und Praxis des Arztes Dr. med. Fritz Gelbke, orts- und baugeschichtlich von Bedeutung . Zweigeschossig, Satteldach, Erdgeschoss polygonal ausgebildet, darüber baldachinartige Holzarchitektur, Dachausbau, Fachwerkelemente, Gebäudesubstanz älter als 1860, wurde nachträglich prägend überformt, Fachwerkdrempel. | 09235239 |
| Weitere Bilder                          | Ehemaliger Alter Friedhof (Sachgesamtheit) | Dresdner Straße (Karte) | 1534 | Sachgesamtheit Alter Friedhof mit folgenden Einzeldenkmalen: ehemaliger Friedhof, heute städtische Grünanlage mit Mauereinfassung und vier darin eingelassenen Inschriften- bzw. Datierungssteinen sowie Leichenhalle (09235242); um 1534 Neuanlage des Friedhofs hinter der ehemaligen Hospitalkirche, 1937/38 Umgestaltung zu kleinem Volkspark, Datierungssteine mit Jahreszahl 1563 wohl von der ehemaligen Hospitalkirche, Herkunft der Inschriftensteine unklar, von ortsgeschichtlicher sowie ortsbildprägender Bedeutung | 09306737 |
| Weitere Bilder                          | Ehemaliger Friedhof, heute städtische Grünanlage mit Mauereinfassung und vier darin eingelassenen Inschriften- bzw. Datierungssteinen sowie Leichenhalle (Einzeldenkmale der Sachgesamtheit 09306737) | Dresdner Straße (Karte) | 1563 (Datierungssteine); bezeichnet mit 1631 (Inschriftstein); bezeichnet mit 1673 (Inschriftstein); 1856 (Leichenhalle); 1930er Jahre (Parkanlage) | Einzeldenkmale der Sachgesamtheit Alter Friedhof; 1534 Neuanlage des Friedhofs hinter der ehemaligen Hospitalkirche, 1937/38 Umgestaltung zu kleinem Volkspark, Datierungssteine mit Jahreszahl 1563 wohl von der ehemaligen Hospitalkirche, Herkunft der Inschriftensteine unklar, von ortsgeschichtlicher sowie ortsbildprägender Bedeutung Anlage von großer stadtgeschichtlicher sowie städtebaulicher Bedeutung. Beide Gedenksteine an der Restmauer des alten Friedhofs bezeichnen die Bauzeit des Hauses an der Friedhofsmauer, Bauzeit ergibt sich aus Dreißigjährigem Krieg; - 1. Stein: „Anno 1631 angefangen und biß hie her verblieben“ - 2. Stein: „Ao 1673 vollends verfertigt – sub concile – Herren Moritz und Hospitalverwaltern Michael v…chen.“ - Spittelfriedhof: Um 1535 wurde ein neuer Friedhof vor den Toren der Stadt angelegt. Er befand sich im Garten hinter dem ehemaligen Spittal. Nachdem 1894 ein neuer Friedhof angelegt wurde, ging der alte Friedhof ein. In den 1930er Jahren wurde der alte Gottesacker eingeebnet, wobei die historischen Grabsteine weitgehend verloren gingen. Statt des Friedhofs wurde eine schlichte Grünanlage (kein Gartendenkmal) angelegt. Der Denkmalwert ergibt sich vorwiegend aus der stadtgeschichtlichen Bedeutung sowie weiterhin aus der städtebaulichen Bedeutung der Anlage. | 09235242 |
|                                         | Wohnhaus in halboffener Bebauung | Dresdner Straße 1 (Karte) | Um 1855, im Kern vermutlich älter | Putzfassade mit neugotischen Anklängen, Putz- und Porphyrtuffgliederungen, bau- und ortsentwicklungsgeschichtlich von Bedeutung | 09306513 |
|                                         | Wohnhaus in halboffener Bebauung | Dresdner Straße 4 (Karte) | 2. Hälfte 18. Jahrhundert | Zeittypischer Kleinstadt-Wohnbau mit massivem Erdgeschoss und Fachwerkobergeschoss, beide verputzt, hohes Mansarddach, Fenstergewände im Erdgeschoss in Porphyrtuff, bau- und ortsentwicklungsgeschichtlich von Bedeutung. Ursprünglich mit Laden, sechs Achsen, Fachwerk im Obergeschoss verputzt, Türportal fehlt, neue Haustür, hohes Mansarddach. | 09235244 |
|                                         | Wohnhaus in geschlossener Bebauung | Dresdner Straße 5 (Karte) | 1. Drittel 19. Jahrhundert | Zweigeschossiger Putzbau mit Porphyrtuffelementen, ortsentwicklungsgeschichtliche Bedeutung. Drei Achsen, Segmentbogenportal aus Rochlitzer Porphyrtuff, Fenstergewände mit einer Hohlkehle ebenfalls Rochlitzer Porphyrtuff, Mansarddach mit zu großer Gaupe, Fenster vereinfacht, Haustür erneuert. | 09300422 |
|                                         | Wohnhaus in geschlossener Bebauung | Dresdner Straße 6 (Karte) | Um 1830 | Zeittypischer Kleinstadt-Wohnbau mit massivem Erdgeschoss und Fachwerkobergeschoss, Tür- und Fenstergewände im Erdgeschoss mit Porphyrtuffelementen, bau- und ortsentwicklungsgeschichtlich von Bedeutung. Zweigeschossig, Erdgeschoss massiv verputzt, mittig angeordnet Hauseingang mit Porphyrtuffgewände mit waagerechtem Gebälk, beiderseits des Hauseingangs zwei Fensterachsen ebenfalls mit Porphyrtuffgewänden mit einer Hohlkehlung, ursprünglich mit Fensterläden, die Fensterläden erneuert, Fachwerk-Obergeschoss vermutlich aufgebrettert, profiliertes Kranzgesims, zu große Gaupe, aber nicht wichtig auf Grund des bau- und auch des stadtentwicklungsgeschichtlichen Wertes. | 09300423 |
|                                         | Wohnhaus in geschlossener Bebauung | Dresdner Straße 7 (Karte) | Um 1820 | Zeittypischer Putzbau mit Porphyrtuffgliederungen, jüngerer Ladeneinbau, bau- und ortsentwicklungsgeschichtliche Bedeutung. Zweigeschossig, Putzbau, vier Achsen, Segmentbogenportal, vermutlich teilweise erneuert, u. a. bezeichnet mit 1794 sowie „No 519“ „No 320“ (ehemalige Hausnummern), Fassade gestaltet durch Porphyrtuffgewände mit einer bzw. zwei Hohlkehlen, teilweise erneuert, Sockel ebenfalls mit Porphyrtuffplatten verblendet, Haustür mit Oberlicht, Mansarddach mit Ausbauten. | 09235245 |
|                                         | Wohnhaus in geschlossener Bebauung | Dresdner Straße 9 (Karte) | Um 1830 | Zeittypischer Putzbau mit Porphyrtuffelementen, ortsentwicklungsgeschichtliche Bedeutung. Zweigeschossig, vereinfacht mit nicht denkmalgerecht erneuerter Tür und Fenstern, Putz ebenfalls erneuert, aber Hausstruktur und Anordnung der Fensterachsen sowie des Eingangs im Original erhalten, Stichbogenportal mit Schlussstein aus Porphyrtuff sowie Fenstergewände ebenfalls aus Porphyrtuff, im Obergeschoss erneuert, im Erdgeschoss aus der Zeit um 1830, Mansardwalmdach mit zu großen Gaupen. | 09300428 |
|                                         | Wohnhaus in geschlossener Bebauung | Dresdner Straße 12 (Karte) | Um 1830 | Zeittypischer Putzbau mit Porphyrtuffelementen, ortsentwicklungsgeschichtliche Bedeutung. Zweigeschossiger, breit lagernder Putzbau, Erdgeschoss mit Porphyrtuffgewänden und Porphyrtuffportal mit waagerechtem Gebälk, Obergeschoss mit erneuerten Fenstergewänden möglicherweise sogar Beton, Mansardwalmdach | 09300427 |
|                                         | Wohnhaus in geschlossener Bebauung | Dresdner Straße 16 (Karte) | Um 1820 | Zeittypischer Putzbau mit Porphyrtuffelementen, Laden mit aufwändiger Rahmung, bau- und ortsentwicklungsgeschichtlich von Bedeutung. Türportal fehlt, Kreuzgewölbe im Hausflur, Mansarddach mit jüngerem Dachausbau, zweigeschossig, sieben Achsen, Ladeneinbau 2. Hälfte 19. Jahrhundert. | 09235246 |
|                                         | Wohnhaus in geschlossener Bebauung | Dresdner Straße 20 (Karte) | Um 1800 | Zeittypischer Kleinstadt-Wohnbau mit Putzfassade und Mansarddach, Porphyrtuff- und Putzgliederungen, bau- und ortsentwicklungsgeschichtlich von Bedeutung. Mansarddach, zweigeschossig, fünf Achsen, Hochwassermarke am Haussockel vom 1. August 1858. | 09235247 |
| Weitere Bilder                          | Wohnhaus in halboffener Bebauung | Fischergasse 6 (Karte) | 1807 | Putzbau mit Porphyrtuffgliederungen, Zeugnis für die einst außerhalb der ummauerten Kernstadt gelegenen Bebauung, ortsentwicklungsgeschichtlich von Bedeutung. Fenster- und Türgewände erhalten, Haustür verändert, Walmdach, Giebel verkleidet. | 09235260 |
|                                         | Mietshaus in offener Bebauung | Fleischerstraße 5 (Karte) | Bezeichnet mit 1885 | Zeittypischer Putzbau mit reicher Fassadengestaltung in historisierenden, klassizistisch nachklingenden Formen, Putz- und Natursteingliederungen, bau- und stadtentwicklungsgeschichtliche Bedeutung. Putzquaderung und Putznutung im Erdgeschoss, kannelierte Lisenen; Mittelrisalit, Dreiecksgiebelchen als Fensterverdachung im ersten Stock, zweigeschossig, vier Achsen, Dreiecksgiebel. Das 1885 erbautes Wohnhaus außerhalb des ehemals durch Stadtmauer eingefassten historischen Stadtkerns. Das Gebäude gehört in eine Zeitepoche, in der in anderen sächsischen Städten eine stürmische Entwicklung durch die Industrialisierung einsetzte und sich diese zu Groß- und Mittelstädten entwickelten. Auch in Rochlitz hinterließ diese Entwicklung ihre Spuren, allerdings nur sehr verhalten, was wohl mit der Lage der Stadt inmitten einer ländlichen Umgebung zusammenhängt. Der heute immer noch isoliert stehende verputzte Ziegelbau blieb in bauzeitlicher Gestaltung erhalten. Es wird geprägt durch die regelmäßige Reihung der Segmentbogenfenster, welche durch Porphyrtuffgewände eingefasst werden. Weiterhin prägend sind Fensterverdachungen durch Segmentbögen und Dreieckgiebel am leicht vorspringenden Mittelrisalit sowie die feine Putzgliederung durch Eckquaderung und Friese. Nur noch vereinzelt sind Gebäude in dieser beeindruckenden Originalität erhalten geblieben, so dass dieses Gebäude neben dem stadtentwicklungsgeschichtlichen Wert auch baugeschichtliche Bedeutung erlangt. | 09235261 |
| Weitere Bilder                          | Wohnhaus in offener Bebauung | Friedrich-August-Straße 9, 11 (Karte) | Um 1940 | Putzbau in den typischen traditionalistischen Formen der 1940er Jahre, Teil einer Werkssiedlung (siehe auch Am Bahnhof 9/10/11 und Friedrich-August-Straße 13), als Zeugnis des Wohnungsbaus in der NS-Zeit von bau- und stadtentwicklungsgeschichtlicher Bedeutung. Zweigeschossig, Putzfassade, Kratzputz, Satteldach, Fensterläden. | 09235142 |
| Direkt Bild zu diesem Denkmal hochladen | Mehrfamilienhaus mit drei Eingängen (Einzeldenkmal der Sachgesamtheit 09235141) | Friedrich-August-Straße 10, 12, 14 (Karte) | 1919 | Einzeldenkmal der Sachgesamtheit Postsiedlung; Putzbau in Formen der Reformarchitektur um 1915, an der Straßenfront Mittenbetonung durch Zwerchhaus, Natursteinsockel in Rochlitzer Porphyrtuff, Putzfassaden in DDR-Zeit erneuert, rückseitig Balkone, erster Bau der Siedlungsanlage, baugeschichtliche, sozialgeschichtliche und städtebauliche Bedeutung | 09307383 |
| Weitere Bilder                          | Wohnhaus in offener Bebauung | Friedrich-August-Straße 13 (Karte) | 1940 | Putzbau in den typischen traditionalistischen Formen der 1940er Jahre, Teil einer Werkssiedlung, als Zeugnis des Wohnungsbaus in der NS-Zeit von bau- und stadtentwicklungsgeschichtlicher Bedeutung. Kratzputz, Fensterläden, Satteldach, zweigeschossig. | 09235143 |
|                                         | Wohnhaus in halboffener Bebauung | Gärtnerstraße 9 (Karte) | 1890 | Zeittypischer Putzbau mit reicher Fassadengestaltung in historisierenden, klassizistisch nachklingenden Formen, Putz- und Natursteingliederungen, bau- und stadtentwicklungsgeschichtliche Bedeutung. Vier Achsen, zweigeschossig, mit Putzquaderung. | 09235262 |
| Weitere Bilder                          | Ehemalige Schule, heute Wohnhaus (ehemals 2. Bürgerschule und Landwirtschaftsschule) | Gärtnerstraße 34 (Karte) | 1860–1861 | Putzbau in spätklassizistischen und biedermeierlichen Formen, Gliederungselemente in Porphyrtuff, Betonung der drei Mittelachsen durch Pilastergliederung, bau-, sozial- und ortsgeschichtlich von Bedeutung. Zweigeschossig, sieben Achsen, die mittleren drei Achsen durch Pilaster hervorgehoben, Fassade vereinfacht, Porphyrgewände überstrichen, massiv, Putzfassade; Landwirtschaftsschule gegründet 1877. | 09235298 |
|                                         | Wohnhaus in geschlossener Bebauung | Gärtnerstraße 42 (Karte) | Um 1880 | Putzbau in historistischen Formen, Gliederungselemente in Putz und Porphyrtuff, Mittenbetonung durch Vorlage mit Zwerchhaus, bau- und ortsentwicklungsgeschichtlich von Bedeutung . Tür- und Fenstergewände, Überschlagsgesims, Fries unter Dach, originale Haustür, Treppen Porphyr, Zwerchgiebel, zweigeschossig, vier Achsen. | 09235297 |
|                                         | Wohnhaus in offener Bebauung | Gärtnerstraße 43 (Karte) | Um 1880 | Putzbau in einfachen historistischen Formen, Gliederungselemente in Putz und Porphyrtuff, ortsentwicklungs- und baugeschichtlich von Bedeutung. Putzfassade mit Eckquaderung, Porphyrgewänden, Gesims, Satteldach, Mezzaningeschoss. | 09235296 |
|                                         | Wohnhaus in halboffener Bebauung | Gärtnerstraße 44 (Karte) | Um 1890 | Zeittypischer Putzbau in historistischen Formen, Gliederungselemente in Putz, Porphyrtuff und Stuck, bau- und ortsentwicklungsgeschichtlich von Bedeutung | 09236782 |
| Weitere Bilder                          | Wohnhaus in offener Bebauung, heute Diakoniestation | Gärtnerstraße 46 (Karte) | 1868 | Putzbau in einfachen Formen der Zeit um 1860/70, Gliederungselemente in Porphyrtuff, ehemals Wohnhaus der Orgelbaufamilie Schmeisser, orts-, ortsentwicklungs- und orgelbaugeschichtlich von Bedeutung. Bei dem Gebäude handelt es sich um das einstige Wohnhaus der Orgelbaufamilie Schmeisser. Zunächst war das 1844 von Wilhelm Eduard Schmeisser gegründete Unternehmen in der Hauptstraße 5 ansässig. 1868 verlegte man den Firmensitz in die neu errichteten Gebäude an der Gärtnerstraße. Nach dem Abriss der rückwärtig gelegenen Werkstätten ist jetzt nur noch das straßenseitige Wohnhaus des traditionsreichen Familienunternehmens erhalten. Heute wird es als Sozialstation genutzt. Der traufständige Bau hat gleichmäßig gegliederte Fassaden mit Prophyrtuffelementen. Die schon ursprünglich schlichte Gestaltung zwischen biedermeierlichen Nachklängen und Historismuseinfluss zeigt sich heute durch nachträgliche Vereinfachungen noch nüchterner. Die Ecklisenen des Erdgeschosses gehen in der heutigen Form vermutlich auf die 1930er Jahre zurück, einst waren sie genutet. Das Objekt ist ein Zeugnis der örtlichen Bauentwicklung in der zweiten Hälfte des 19. Jahrhunderts. Es verweist auf den zunehmenden Prozess der Stadterweiterung jenseits der alten Grenzen. Einen herausragenden Denkmalwert hat es als Erinnerungsort an die Rochlitzer Orgelbaufirma Schmeisser, die durch ihre Tätigkeit im 19. und 20. Jahrhundert einen wichtigen Beitrag zur reichen sächsischen Orgellandschaft leistete. Unter diesen Aspekten erlangt das Gebäude ortsentwicklungs-, orts- und orgelbaugeschichtliche Bedeutung. | 09235295 |
| Weitere Bilder                          | Meilenstein | Gröblitzer Weg (Ecke B 175) (Karte) | Nach 1858 | Königlich-Sächsischer Meilenstein, Kopie eines Ganzmeilensteins mit Krone, das Original wurde 1860 aufgestellt und um 1900 zum Kilometerstein umgestaltet, 2008 durch den Geschichtsverein Rochlitz erneuert und unweit des Fundortes aufgestellt, verkehrsgeschichtlich von Bedeutung | 09300168 |
|                                         | Villa Planitz, mit Sitznischenportal und Einfriedung | Gröblitzer Weg 1 (Karte) | 1707 (Portal), 1904 (Wohnhaus) | Malerischer Bau in Landhausstil um 1900, Gliederungen in Klinker und Naturstein, über den Vorlagen hohe Giebel mit reichem Zierfachwerk, seitlich der verbrochenen Ecke aufwändige Holzveranden, Hauseingang mit älterem Sitznischenportal in Renaissanceformen, baugeschichtlich von Bedeutung. Eckhaus mit verbrochener Ecke und überhöhtem Geschoss in Hauptschauseite, Sitznischenportal mit Schlussstein von 1707, Putzfassade mit Klinkerelementen, Klinkerquaderung, Bossenquaderung im Erdgeschoss, Fachwerkdrempel, originale Dachaufbauten, dominante Lage, Balkongeländer aufwendig verziert, Fachwerk Zwerchgiebel, Renaissanceportal mit Handwerkswappen der Schlosser. | 09235211 |
| Direkt Bild zu diesem Denkmal hochladen | Wohnhaus, mit östlichem Anbau | Gröblitzer Weg 2 (Karte) | 1803 | Neogotischer Putzbau in gutem Originalzustand, baugeschichtlich von Bedeutung. Frühe Neogotik, schlichtes, herrenhausartiges Gebäude, zweigeschossig, sieben Achsen mit einfachen Spitzbogenfenstern, Walmdach, Mittelrisalit mit Balkon und Treppengiebel. | 09235353 |
| Direkt Bild zu diesem Denkmal hochladen | Wohnhaus in geschlossener Bebauung | Hauptstraße 1 (Karte) | 1805 | Putzbau mit Porphyrtuff- und Putzgliederungen, spätbarocke und zopfstielige Einzelformen, Laden, Teil der historischen Altstadtbebauung, bau- und ortsentwicklungsgeschichtlich von Bedeutung . Dreigeschossig, fünf Achsen, Satteldach, drei Dachausbauten, Kreuzgewölbe im Hausflur, Ladeneinbau später. | 09235283 |
|                                         | Wohnhaus in geschlossener Bebauung | Hauptstraße 8 (Karte) | Um 1810 | Putzbau mit Porphyrtuffgliederungen, Türgewände mit Schlussstein, Teil der historischen Altstadtbebauung, ortsentwicklungsgeschichtlich von Bedeutung. Zweigeschossig, vier Achsen, Satteldach, Zwerchgiebel über zwei Achsen, Tür- und Fenstergewände original. | 09235284 |
|                                         | Wohnhaus in geschlossener Bebauung | Hauptstraße 10 (Karte) | 1. Hälfte 19. Jahrhundert | Fachwerkbau mit massivem Erdgeschoss, Gewände im Erdgeschoss in Porphyrtuff, große Spitzgaupe, Teil der historischen Altstadtbebauung, ortsentwicklungsgeschichtlich von Bedeutung. Fachwerk im Obergeschoss, Erdgeschoss massiv, originale Fenster- und Türgewände, wahrscheinlich ursprünglich mit Laden, schlichte Gestaltung des Hauses. | 09235285 |
|                                         | Wohnhaus in geschlossener Bebauung | Hauptstraße 12 (Karte) | 1. Hälfte 19. Jahrhundert | Putzbau mit Porphyrtuffelementen, Obergeschoss verputztes Fachwerk, Teil der historischen Altstadtbebauung, ortsentwicklungsgeschichtlich von Bedeutung. Fachwerk im Obergeschoss verputzt, Erdgeschoss massiv, Fenstergewände erhalten, Bogen des Türportals fehlt. | 09235286 |
| Direkt Bild zu diesem Denkmal hochladen | Wohnhaus in geschlossener Bebauung, mit Hinterhaus | Hauptstraße 13 (Karte) | 1805 laut Inschrift | Putzbau mit Porphyrtuffelementen, Zwerchhaus, ältere, vermutlich mittelalterliche Kelleranlagen, bau- und ortsentwicklungsgeschichtlich von Bedeutung. Wohnhaus zweigeschossig, fünf Achsen, Satteldach, Zwerchgiebel mit drei Achsen, originale Haustür, originale Türbeschläge im Treppenhaus, dreietagiger Keller, im untersten spitzbogiges Türgewände, gewölbte Keller. | 09235282 |
| Direkt Bild zu diesem Denkmal hochladen | Wohnhaus in geschlossener Bebauung | Hauptstraße 15 (Karte) | 1805 | Putzbau mit Porphyrtuffgliederungen, profiliertes Türportal mit datiertem Schlussstein, Teil der historischen Altstadtbebauung, bau- und ortsentwicklungsgeschichtlich von Bedeutung. Porphyrtür- und -fenstergewände, Kreuzgewölbe im Hausflur, zweigeschossig, sieben Achsen, Satteldach mit drei Ausbauten, Haustür jünger, aber gute handwerkliche Arbeit. | 09235280 |
| Direkt Bild zu diesem Denkmal hochladen | Wohnhaus in geschlossener Bebauung, mit Gartentisch | Hauptstraße 17 (Karte) | Nach 1800 (Wohnhaus); 1654 (Steintisch) | Im Kern vermutlich älteres Wohnhaus, später baulich überformt und erweitert, Ladenfront in Art-déco-Formen, im Garten singulärer Tisch aus Porphyrtuff (1654), Teil der historischen Altstadtbebauung, bau- und ortsentwicklungsgeschichtliche Bedeutung. Gartentisch Rochlitzer Porphyrtuff, quadratische Grundform, Tischwangen geschweift, dort eingravierte Jahreszahl „1654“, einziges bekanntes Beispiel im Altkreis Rochlitz, die ursprüngliche Nutzung sowie der ursprüngliche Standort sind unbekannt; Ladeneinbau im Wohnhaus erfolgte um 1925, heute fehlt Ladenausstattung, aber Ladenfront mit plastischen Darstellungen von Kuh und Schwein über den Schaufenstern sind erhalten, die ein Hinweis für einen Fleischerladen sind. | 09235278 |
|                                         | Wohnhaus in geschlossener Bebauung | Hauptstraße 18 (Karte) | 1819 | Putzbau mit Porphyrtuffgliederungen in klassizistischen Formen, bemerkenswerte Bohlendachkonstruktion, Säulen am Seiteneingang ursprünglich wohl am Zugang der einst nordöstlich am Gebäude angeschlossenen Fleischbänke, mit anderen Wohnhäusern stadtbildprägender Gebäudekomplex zwischen Hauptstraße und Rathausstraße, Teil der historischen Altstadtbebauung, bau- und ortsentwicklungsgeschichtlich von Bedeutung Sieben Achsen, schlichter Bau, zweigeschossig, Innenhof, Westseite Vorbau zweigeschossig, Welsche Haube, bekrönt mit kupferner Vase, Popyrsäulen im Erdgeschoss, Bohlenbinderdach mit sieben Ausbauten (gewölbtes Dach wie Schiffsrumpf), einziges Beispiel im Kreis Rochlitz. | 09235279 |
| Direkt Bild zu diesem Denkmal hochladen | Wohnhaus in geschlossener Bebauung, mit Hofgebäude | Hauptstraße 19 (Karte) | 1805 | Putzbau mit Porphyrtuffgliederungen, Rahmung der Toreinfahrt mit Schlussstein, Hofgebäude verputztes Fachwerk, Teil der historischen Altstadtbebauung, bau- und ortsentwicklungsgeschichtlich von Bedeutung. Laden aus Entstehungszeit, Portal und Tür erhalten, dreigeschossig, sechs Achsen, Satteldach, im Hof Reste der alten Bebauung, zugesetztes Türgewände. Hinterhaus: Fachwerk verputzt. Laut Datierung im Schlussstein des Toreingangs wurde das Gebäude 1805 errichtet. Demnach wurde der Vorgängerbau bei dem Stadtbrand 1804 zerstört. Diesem zweiten großen Brand am Anfang des 19. Jahrhunderts fielen viele Häuser auf der Südseite der Altstadt, aber auch in der sogenannten Mittelseite bis zum Untertor zum Opfer. Wie die meisten nach den Bränden des frühen 19. Jahrhunderts errichteten Häuser in der Rochlitzer Altstadt ist das Haus insgesamt einfach gestaltet, wobei es eine charakteristische Putzfassade mit Porphyrtuffgliederungen aufweist. Hauptschmuck der Fassade ist der Toreingang mit seinem Korbbogengewände, in dessen Form der Spätbarock des 18. Jahrhunderts nachklingt. Vielleicht ist es auch noch ein Teil des Vorgängerbaues, das den Brand überstanden hat. Der Laden, der neben der Hausgang den anderen Teil des Erdgeschosses einnimmt, hatte um 1900 einen zeittypischen Vorbau in historistischen Formen. Im ausgehenden 19. Jahrhundert war das Haus in Besitz des Kaufmanns Ernst Louis Hübler. Zum Denkmalbestand des Objekts gehört ein Hofgebäude, ausgeführt in verputztem Fachwerk. Das Objekt verweist auf den Wiederaufbau der Altstadt nach den Stadtbränden 1802 und 1804 und ist Teil der damals neu entstandenen Bebauung, die bis heute wesentlich das Erscheinungsbild von Rochlitz prägt. Außer seinem Zeugniswert für jene einschneidenden Abschnitte der örtlichen Baugeschichte veranschaulicht es die Wohn- und Lebensverhältnisse der Rochlitzer Bürgerschaft in der Vergangenheit. Unter diesen Aspekten erlangt es ortsentwicklungs- und baugeschichtliche Bedeutung. | 09235277 |
| Direkt Bild zu diesem Denkmal hochladen | Wohn- und Geschäftshaus in geschlossener Bebauung | Hauptstraße 23 (Karte) | 1. Hälfte 18. Jahrhundert | Putzfassade mit Porphyrtuffgliederungen, Betonung der Mittelachse durch Spitzbogenöffnungen, Erdgeschoss als Ladenzone genutzt, Teil der historischen Altstadtbebauung, ortsentwicklungs- und baugeschichtlich von Bedeutung | 09306985 |
| Direkt Bild zu diesem Denkmal hochladen | Wohnhaus in geschlossener Bebauung | Hauptstraße 25 (Karte) | Um 1810 | Putzfassade mit Porphyrtuffelementen, Erdgeschoss als Ladenzone genutzt, Hausflur mit Kreuzgewölben, Teil der historischen Altstadtbebauung, ortsentwicklungs- und baugeschichtlich von Bedeutung. Dreigeschossig, sechs Achsen, Satteldach, drei Ausbauten, Kreuzgewölbe im Hausflur, altes Türgewände hofseitig, Kreuzgewölbe im Laden, Grundstück mit teilweise erhaltenem Stadtmauerturm. | 09235276 |
| Direkt Bild zu diesem Denkmal hochladen | Wohnhaus in geschlossener Bebauung | Hauptstraße 27 (Karte) | Um 1800 | Putzbau mit Porphyrtuffelementen, Haustorrahmung mit Schlussstein, Teil der historischen Altstadtbebauung, ortsentwicklungs- und baugeschichtlich von Bedeutung. Beispiel der ursprünglichen zweigeschossigen Bebauung des Marktplatzes, zweigeschossiger Putzbau mit Tür- und Fenstergewänden aus Rochlitzer Porphyr, Satteldach, heute saniert. | 09300122 |
|                                         | Stützmauern am Mühlgraben, Mühlgasse und Hohe Gasse, mit Keller und Terrassengarten am Mühlgraben | Hohe Gasse (Mühlgasse, Mühlgraben) (Karte) | 2. Hälfte 18. Jahrhundert | Bruchsteinmauerwerk in Rochlitzer Porphyrtuff, ortsentwicklungsgeschichtlich von Bedeutung | 09306927 |
| Weitere Bilder                          | Postmeilensäule | Hohe Gasse (Ecke Burgstraße) (Karte) | Bezeichnet mit 1820 (Kopie), Original 1722 | Kursächsische Postmeilensäulen (Sachgesamtheit), Kopie einer Distanzsäule, verkehrsgeschichtlich von Bedeutung. Kopie einer kursächsischen Distanzsäule aus Rochlitzer Porphyrtuff vom ehemaligen Obertor; Obelisk auf Sockel, mit Wappenstück, „AR“-Monogramm, Posthornzeichen und Inschriften, auf zwei nebeneinanderliegenden Seiten mit Entfernungsangaben. 2006 nochmalige Restaurierung, 2007 wieder aufgestellt. Achtung Fehler in der Denkmalliste, beschreibt zum Teil Objekt 09235341 | 09305158 |
|                                         | Wohnhaus mit Seitengebäude und kleiner Brücke (Hohes Haus) | Hohe Gasse 5, 6 (Karte) | 1740 Dendro (Freihaus); 1793 Dendro (Nebengebäude) | Barockbau am Standort eines ehemaligen befestigten Herrensitzes (Freihaus), im Kern wohl Bauteile vor 1500, Putzfassade mit Porphyrtuffelementen, hohes Mansarddach, Seitengebäude ebenfalls Putzbau mit Porphyrtuffgliederungen, zeitweise wohl durch die Herberge zur Heimat genutzt (siehe Hohe Gasse 7), stadtgeschichtlich, baugeschichtlich und baukünstlerisch von Bedeutung. Barockgebäude zweigeschossig, Mansarddach mit Ausbauten, wichtige städtebauliche Lage auf dem Standort eines ehemaligen befestigten Herrensitzes, ehemals zugehöriger Wirtschaftshof, heute Wäscherei, Seitengebäude Mansardwalmdach, guter Originalzustand, vermutlich 2. Hälfte 18. Jahrhundert. | 09235329 |
| Direkt Bild zu diesem Denkmal hochladen | Wohnhaus, zeitweise „Herberge zur Heimat“ für Obdachlose und wandernde Handwerker | Hohe Gasse 7 (Karte) | 2. Hälfte 18. Jahrhundert | Putzbau mit Porphyrtuffelementen, stadtbildprägende Lage am Mühlgraben (siehe auch Hohe Gasse 5 und 6), ortsentwicklungs- und sozialgeschichtlich von Bedeutung | 09235330 |
| Direkt Bild zu diesem Denkmal hochladen | Wohnhaus in halboffener Bebauung und Ecklage | Kirchgasse 2 (Karte) | Spätes 18. Jahrhundert | Putzfassade mit Porphyrtuffgliederungen, Teil der historischen Altstadtbebauung, ortsentwicklungsgeschichtliche Bedeutung | 09235215 |
| Weitere Bilder                          | Sogenannte Simonsche Laube, Gartenlaube in der Kleingartensparte „Am Klinkborn“ | Klinkbornweg 1 (Karte) | 1922–1923 | Holzkonstruktion auf kleinen Pfeilern, eine der ersten Lauben des Gartenvereins. Holz auf kleinen Steinpfeilern, da die Anlage im Überschwemmungsgebiet liegt. Anlage 1922 gegründet, ab Herbst Parzellierung, original auch Fenster, Tür mit originaler Klinke. | 09236991 |
| Weitere Bilder                          | Kunigundenplatz und Matthesius-Denkmal | Kunigundenplatz (Karte) | 1904 (Büste); Ende 12. Jahrhundert bis Ende 15. Jahrhundert (Platzanlage) | Leicht trapezförmige Platzanlage neben der Kunigundenkirche mit nicht unbeträchtlichen Resten mittelalterlicher Flusskieselpflasterung und Bildnisbüste von ortsgeschichtlicher Bedeutung. - Mathesiusdenkmal: Überlebensgroße Kupferbüste auf hohem Porphyrsockel, Bildhauer Arthur Schulz (Berlin), Initiator Heimatforscher Clemens Pfau. Johann Mathesius wurde 1504 in Rochlitz geboren und starb 1565 in Joachimsthal, Pfarrer, 1. Lutherbiograph. - Der Kunigundenplatz war ursprünglich Teil des langgestreckten Marktplatzes der vermutlich im 12. Jahrhundert gegründeten Stadt. Diese Platzanlage wurde durch spätere Bebauung in mehrere Abschnitte unterteilt. Der Kunigundenplatz umgibt die gleichnamige Kirche aus der 2. Hälfte des 15. Jahrhunderts. Die Erscheinung des Platzes wurde bis heute im Wesentlichen beibehalten. Fußwege mit Granitpflaster, moderne Fahrspur im Süden, Osten und Norden des Platzes, im Norden kleine Grünanlage in Verlängerung der alten Lateinschule von 1538 (Stand 1993). Anmerkung 2007: Der Platz wurde unter Verwendung des alten Pflasters nach 1993 saniert, der Solitärbaum im Nordosten der Kirche durch einen jungen Baum (Linde) ersetzt, Bänder aus alten Granitgehwegplatten in die Platzfläche eingefügt, Parktaschen in die Platzfläche im Südwesten der Kirche eingeschoben. Der kleine Platz im Nordosten der Kirche ist mit einer niedrigen Mauer aus Bruchsteinmauerwerk als Abgrenzung zur Straße und zwei Solitärbäumen (Spitzahorn) ergänzt worden. | 09235320 |
| Weitere Bilder                          | Kunigundenkirche mit Ausstattung | Kunigundenplatz (Karte) | 1470–1499 (Kirche); 1513 (Hochaltar); Anfang 16. Jahrhundert (Schnitzaltar); 1688 (Kirchturm); Mitte 19. Jahrhundert (Kanzel) | Bedeutende spätgotische Hallenkirche, Schiff und Chor mit reicher Fassadengestaltung in Porphyrtuff, Westteile mit Turm verputzt, Gliederungselemente in Porphyrtuff, baugeschichtlich, ortsgeschichtlich, künstlerisch und städtebaulich von Bedeutung. Spätgotischer Neubau, restauriert 1933–1935, Untergeschoss im Kern romanisch (13. Jahrhundert), Mittelturm 1688, Äußeres in Werksteintechnik (Rochlitzer Porphyr). Hochaltar: Schnitzereien vom Meister der Freiberger Domapostel, Malereien der mittleren Wandlung Hans Dürer. | 09235319 |
| Direkt Bild zu diesem Denkmal hochladen | Wohnhaus in geschlossener Bebauung | Kunigundenplatz 2 (Karte) | 1806 | Putzbau mit Porphyrtuffgliederungen, aufwändige Haustürrahmung in spätbarocken Formen, ortsentwicklungs- und baugeschichtlich von Bedeutung. Dreigeschossig, sechs Achsen, Satteldach, Portal, Gewölbe im Hausflur, ein Laden nachträglich eingebaut sowie ehemaliger Laden aus Entstehungszeit. | 09235224 |
| Weitere Bilder                          | Wohnhaus in Ecklage | Kunigundenplatz 5 (Karte) | Um 1800 | Putzbau mit Porphyrtuffgliederungen, zweites Obergeschoss jüngere Aufstockung, ortsentwicklungsgeschichtlich von Bedeutung. Dreigeschossig, fünf Achsen, Satteldach, einseitig mit Krüppelwalm, im zweiten Obergeschoss Fachwerk überputzt, Kreuzgewölbe im Flur. | 09235227 |
| Direkt Bild zu diesem Denkmal hochladen | Wohnhaus in Ecklage, ehemalige Küsterwohnung | Kunigundenplatz 8 (Karte) | Um 1805 | Putzbau mit Porphyrtuffgliederungen im Erdgeschoss, Obergeschoss Fachwerk, orts- und kirchengeschichtlich von Bedeutung | 09306929 |
| Weitere Bilder                          | Wohnhaus in geschlossener Bebauung, mit angebautem Seitenflügel | Kunigundenstraße 1, 1b (Karte) | Um 1800 | Haupthaus in Ecklage Topfmarkt Putzbau mit Porphyrtuffgliederungen und Krüppelwalmdach, barockes Segmentbogenportal, Erdgeschoss für Ladennutzung später verändert, Seitenflügel an der Kunigundenstraße mit Fachwerkobergeschoss, Teil der historischen Altstadtbebauung, ortsentwicklungs- und baugeschichtlich von Bedeutung. Laden jünger, zurückgesetzte, qualitätvoll bearbeitete Haustür, zweigeschossig, sieben Achsen, Satteldach, Fenstergewände, Sockel, Gesims und Potal Naturstein 19. Jahrhundert. | 09235291 |
|                                         | Wohnhaus in geschlossener Bebauung | Kunigundenstraße 2 (Karte) | Um 1800 | Putzbau mit Porphyrtuffelementen, Korbbogenportal mit Schlussstein, ortsentwicklungsgeschichtlich von Bedeutung. Dreigeschossig, vier Achsen, Giebelausbau über zwei Achsen, Satteldach, Reste des Kreuzgewölbes im Mittelflur. | 09235218 |
|                                         | Wohnhaus in geschlossener Bebauung | Kunigundenstraße 3 (Karte) | Um 1800 | Putzbau mit Porphyrtuffelementen, symmetrisch gegliederte Fassade mit flacher Vorlage als Mittenbetonung, hier Hauseingang mit Korbbogenportal, Erdgeschoss Ladenzone, ortsentwicklungs- und baugeschichtliche Bedeutung. Sieben Achsen, Mittelrisalit über eine Achse, Türportal, auch auf Hofseite Türportal, Satteldach vermutlich erneuert. | 09235220 |
|                                         | Wohnhaus in geschlossener Bebauung | Kunigundenstraße 4 (Karte) | Um 1800 | Putzbau mit Porphyrtuffgliederungen, Haustür mit spätbarocker Rahmung, ortsentwicklungsgeschichtlich von Bedeutung. Dreigeschossig, vier Achsen. | 09235219 |
|                                         | Wohnhaus in geschlossener Bebauung mit Laden | Kunigundenstraße 6 (Karte) | Bezeichnet mit 1805 | Putzbau mit Porphyrtuffgliederungen, Hauseingang mit spätbarocker Rahmung, jüngerer Ladeneinbau, ortsentwicklungsgeschichtlich von Bedeutung. Fünf Achsen, zweigeschossig, Mansarddach mit kleinem Giebeldreieck, Laden nachträglich, Portal mit datiertem Schlussstein. | 09235221 |
| Direkt Bild zu diesem Denkmal hochladen | Wohnhaus in geschlossener Bebauung | Kunigundenstraße 10 (Karte) | Um 1800 | Putzbau mit Porphyrtuffgliederungen, profilierte Haustürrahmung mit Schlussstein, jüngere Dachgaupe, ortsentwicklungs- und baugeschichtlich von Bedeutung. Fünf Achsen, zweigeschossig, Satteldach, Türportal und Haustür original, hatte ursprünglich Laden. | 09235222 |
| Direkt Bild zu diesem Denkmal hochladen | Wohnhaus in geschlossener Bebauung | Kunigundenstraße 15 (Karte) | Um 1800 | Putzbau mit Porphyrtuffgliederungen, Haustürrahmung mit Schlussstein, ortsentwicklungsgeschichtlich von Bedeutung. Zweigeschossig, steiles Satteldach, Gebäude vermutlich älter als 1800, drei Achsen, Türportal erhalten. | 09235223 |
| Weitere Bilder                          | Sachgesamtheitsbestandteil der Sachgesamtheit Muldentalbahn, Teilabschnitt Rochlitz | Leipziger Straße (Flurstücke 799/6, 799/7, 799/12, 799/28, 799/29, 799/30, 799/31, 799/35, 799/34, 799/36, 926a, 1064/4, 799/18, 799/19, 799/20, 799/22, 799/23, 799/24) (Karte) | 1875 | Sachgesamtheitsbestandteil der Sachgesamtheit Muldentalbahn, Teilabschnitt Rochlitz, mit den Einzeldenkmalen: Viadukt Rochlitz (09306154), Bahnhof Rochlitz (09235172) sowie Straßenbrücke (09306155) und den Sachgesamtheitsteilen Straßenbrücke (siehe auch Glauchau, 09306181); Sachgesamtheit mit allen Bahnanlagen, darunter Gleisanlagen mit Unter- und Oberbau, Streckenkilometrierung, Fernmelde- und Signalanlagen, Bahnstationen einschließlich aller Funktionsbauten, Wärterhäuschen, Brücken und Durchlässen in den Gemeinden Glauchau (Ortsteile Glauchau, Kleinbernsdorf, Reinholdshain, Niederlungwitz), Limbach-Oberfrohna (Ortsteile Wolkenburg-Kaufungen, Herrndorf, Uhlsdorf), Remse (Ortsteil Remse), Waldenburg (Ortsteile Niederwinkel, Oberwinkel, Waldenburg), Lunzenau (Ortsteile Lunzenau, Berthelsdorf, Cossen, Rochsburg, Göritzhain), Penig (Ortsteile Markersdorf, Penig, Amerika, Arnsdorf, Thierbach, Zinnberg), Rochlitz (Ortsteile Penna, Rochlitz; Zaßnitz), Seelitz (Ortsteile Fischheim, Seelitz, Biesern, Steudten), Colditz (Ortsteile Colditz, Lastau, Möseln, Sermuth, Zschetzsch), Grimma (Ortsteile Großbothen), für die Industrieentwicklung des Muldentals wichtige und landschaftsbildende prägende Normalspurbahn, wirtschaftsgeschichtlich, eisenbahngeschichtlich, landschaftsgestaltend sowie regionalgeschichtlich von Bedeutung | 09306179 |
| Direkt Bild zu diesem Denkmal hochladen | Wohnhaus in halboffener Bebauung | Leipziger Straße 1 (Karte) | Um 1800 | Putzbau mit Porphyrtuff und Putzgliederungen, Krüppelwalmdach, Mittenbetonung durch barockes Stichbogenportal und Zwerchhaus, ehemals wohl Superintendentur Rochlitz, straßenbildprägende Lage, ortsentwicklungs- und baugeschichtlich von Bedeutung. Originale Tür- und Fenstergewände sowie Fenster und Haustür, zweigeschossig, Krüppelwalmdach, Dachausbau über drei Achsen. | 09235206 |
| Direkt Bild zu diesem Denkmal hochladen | Wohnhaus in offener Bebauung, mit Hofgebäuden | Leipziger Straße 3 (Karte) | 1712 | Vierflüglige Hausanlage der Barockzeit, Putzfassaden mit Porphyrtuffgliederungen, Straßenfront durch flache Vorlage mittenbetont, hier aufwändiges Portal und geschmückte Fensterrahmungen, Geburtshaus des Malers Leopold Thieme, bau- und regionalgeschichtlich von Bedeutung. Schlichtes Barockgebäude, zweigeschossig, Mansarddach, liegt auf Gelände des ehemaligen Schlossvorwerks, Mittelrisalit über drei Achsen, Putzgliederung über Fenster und Putzquaderung um Portal, im Inneren Stuckdecken, Kreuzgewölbe, Kamine, originale Türen und Fenster. Während des Siebenjährigen Krieges nächtigte Preußen-König Friedrich II. im Gebäude. | 09235207 |
| Direkt Bild zu diesem Denkmal hochladen | Wohnhaus in offener Bebauung | Leipziger Straße 18 (Karte) | 1. Hälfte 19. Jahrhundert | Putzbau mit Porphyrtuffgliederungen, ortsentwicklungsgeschichtlich von Bedeutung. Porphyrfenster- und Türgewände, Krüppelwalmdach, schlichter Bau. | 09235264 |
| Direkt Bild zu diesem Denkmal hochladen | Villa mit Einfriedung, Toranlage und Nebengebäude | Leipziger Straße 21 (Karte) | 1880 | Vielgliedrige Baukörpergestaltung in Historismusformen, Klinker-Putz-Fassaden mit kräftigen Porphyrtuffgliederungen, Hauseingang hofseitig und mit Veranda verbunden, Einfriedung Schmiedeeisen über Bruchsteinsockel, Torpfosten in Porphyrtuff, ortsentwicklungs- und baugeschichtlich von Bedeutung. Klinkermischbauweise, eineinhalbgeschossig, unregelmäßiger Grundriss, hohes Erdgeschoss mit gequadertem Sockel, Eckquaderung, niedriges Obergeschoss, Veranda verglast und überdacht, Architekt Hugo Franz (Leipzig). | 09235192 |
| Direkt Bild zu diesem Denkmal hochladen | Villa mit Nebengebäuden und Einfriedung | Leipziger Straße 23 (Karte) | Um 1890 | Abwechslungsreiche Baukörpergestaltung in Historismusformen, Fassaden mit Porphyrtuffverkleidung und kräftigen Gliederungselementen, oberes Halbgeschoss verputzt, zum Hof offene Veranda, daneben Hauseingang, Nebengebäude Putzfassaden mit Gliederungselementen in Porphyrtuff, Einfriedung teils Mauer in Porphyrtuff, teils schmiedeeiserner Zaun, bau- und ortsentwicklungsgeschichtlich von Bedeutung. Porphyrverkleidungen, Putzfassade, Putznutung, eineinhalbgeschossig, unregelmäßiger Grundriss, hohes Erdgeschoss und niedriges Obergeschoss, kräftige Quaderung um Fenster im Erdgeschoss, Veranda offen, verdacht, flaches Walmdach. | 09235193 |
| Direkt Bild zu diesem Denkmal hochladen | Wohnhaus in offener Bebauung | Leipziger Straße 24 (Karte) | Um 1890 | Putzbau in historistischen Formen, Gliederungen in Putz und Porphyrtuff, bau- und ortsentwicklungsgeschichtlich von Bedeutung | 09235190 |
| Direkt Bild zu diesem Denkmal hochladen | Ehemalige Superintendentur, heute Pfarramt, mit Einfriedung und Toreinfahrt | Leipziger Straße 26 (Karte) | Um 1870 | Putzbau in historistischen Formen, Gliederungen in Putz und Porphyrtuff, Straßenfront durch Vorlage mit Dreieckgiebel betont, seitlicher eingeschossiger Anbau jünger, bau- und ortsgeschichtlich von Bedeutung. Zweigeschossig, vier Achsen, Mittelrisalit mit zwei Achsen, Putzfassade mit Porphyrfenstergewänden, waagerechte Fensterverdachungen bzw. Verdachung mit Segmentgiebel, Eckquaderung aufgeputzt, Putznutung, Satteldach, Balkon, aufwendig gestaltetes Türgewände. | 09235191 |
| Direkt Bild zu diesem Denkmal hochladen | Villa mit Einfriedung | Leipziger Straße 30 (Karte) | 2. Hälfte 19. Jahrhundert | Historismusbau in Formen der Neurenaissance, Putzfassaden mit Putz- und Porphyrtuffgliederungen, Straßenfront durch reich geschmückte Vorlage betont, bau- und ortsentwicklungsgeschichtlich von Bedeutung. Zweigeschossig, flaches Walmdach, Mittelrisalit mit drei durch Pilaster voneinander getrennten Fensterachsen, Putzquaderung, Porphyrfenstergewände, Konsolen unter Dach, Fenster nur teilweise original. | 09235194 |
| Direkt Bild zu diesem Denkmal hochladen | Villa, mit Nebengebäude | Leipziger Straße 47 (Karte) | Um 1885 | Putzbau in historistischen Formen, Anklänge der Neugotik, Gliederungen in Putz und Porphyrtuff, einachsige Vorlage zur Betonung der Straßenfront, weiter Dachüberstand mit schlichtem Gespärre, hofseitiger Turmanbau, Nebengebäude Putzbau mit Porphyrtuffgliederungen, bau- und ortsentwicklungsgeschichtlich von Bedeutung. Putzfassade, falsche Farbfassung, Fenster original, Fenstergewände Porphyr, zweigeschossig, steiles Satteldach, Giebel über Mittelrisalit mit Balkon im Obergeschoss, Turm, Seitengebäude ist ehemaliges Wirtschaftsgebäude. | 09235195 |
|                                         | Bahnwärterhaus mit Nebengebäude (Einzeldenkmal der Sachgesamtheit 09306179) | Leipziger Straße 52 (Karte) | 19. Jahrhundert | Einzeldenkmal der Sachgesamtheit Muldentalbahn; aufgrund seiner geografischen Lage im Mittelteil der Bahnstrecke Glauchau–Wurzen (Muldentalbahn) für den Streckenbetrieb wichtiger Bahnhof mit zumeist original erhaltenen Hochbauten, eisenbahn-, verkehrs- und technikgeschichtlich von Bedeutung. Zweigeschossiger Ziegel-Putzbau auf Porphyrsockel, Porphyrgewände im Wesentlichen original erhalten, Tür zugesetzt. | 09235172 |
| Weitere Bilder                          | Friedhof Rochlitz (Sachgesamtheit) | Lindenallee (Ecklage zur Schützenstraße) (Karte) | 1896 (Friedhof angelegt) | Sachgesamtheit Friedhof Rochlitz mit folgenden Einzeldenkmalen: Friedhofskapelle, Friedhofsgestaltung, Einfriedung mit zwei Friedhofstoren, 15 Grabmale und fünf Grabanlagen bedeutender Rochlitzer Persönlichkeiten, Kriegerdenkmale für die Gefallenen des Ersten und Zweiten Weltkrieges sowie Lindenreihe südlich des Friedhofs (09235212), außerdem Friedhofsverwalterhaus und sämtliche schmiedeeiserne Grabeinfriedungen an den Wandstellen im Südwestteil als Sachgesamtheitsteile; von ortsgeschichtlicher, baukünstlerischer und gartenkünstlerischer sowie sozialgeschichtlicher Bedeutung | 09300157 |
| Weitere Bilder                          | Friedhofskapelle, Friedhofsgestaltung, Einfriedung mit zwei Friedhofstoren, mehrere Grabmale, zum Teil bedeutender Rochlitzer Persönlichkeiten, Kriegerdenkmale für die Gefallenen des Ersten und Zweiten Weltkrieges sowie Lindenreihe südlich des Friedhofs (Einzeldenkmale der Sachgesamtheit 09300157) | Lindenallee (Ecklage zur Schützenstraße) (Karte) | 1907 (Weihe der Friedhofskapelle); 1917 (Grabanlage Familie Wolf); wohl um 1918 (Grabanlage Familie Julius Karl Hartmann); um 1918 (Grabanlage Familie Schlobach); nach 1918, nach 1945 (Kriegerdenkmale); 1946 (Grabanlage Prof. William Clemens Pfau); 1801–1979 (Grabmale) | Einzeldenkmale der Sachgesamtheit Friedhof Rochlitz; von ortshistorischer, baugeschichtlicher, baukünstlerischer und kulturgeschichtlicher Bedeutung | 09235212 |
| Weitere Bilder                          | Marktbrunnen, zugleich Denkmal für die Gefallenen des Ersten Weltkrieges | Markt (Karte) | 1929, 1969 Veränderung Becken | Profilierter Brunnenschaft aus Muschelkalk, in halber Höhe vier Bronzefiguren auf Konsolen (zwei Krieger mit Mutter und Braut), darüber „Kapitell“ mit wasserspeienden Hirschköpfen und spitzauslaufender Bekrönung, Motiv der Totenleuchte, Bildhauer Georg Wrba aus Dresden, ortsgeschichtliche und künstlerische Bedeutung. Bayrischer Muschelkalk, profilierter Brunnenschaft mit Bronzeplastik, zwei Krieger mit Mutter und Braut darstellend. | 09235308 |
| Weitere Bilder                          | Rathaus | Markt 1 (Karte) | 1825–1828 | Freistehender Putzbau in klassizistischen Formen, Gliederungselemente in Porphyrtuff, Eingangsseite mit Vorlage und Säulenportikus, darüber hochaufragender, schlanker Dachreiter, ortsgeschichtliche, baugeschichtliche und städtebauliche Bedeutung. Zweigeschossig, fast quadratischer Grundriss, Walmdach, spätklassizistischer Neubau unter Verwendung älterer Bauteile, erste Erwähnung 1442, maßvolles Gebäude von guten Proportionen, vier Flügel mit Innenhof, Westseite mit Portikus und drei Achsen, Balkon, Zwerchgiebel, Dachreiter, Turm mit Glocke. | 09235307 |
|                                         | Wohnhaus in geschlossener Bebauung | Markt 2 (Karte) | 1802 datiert | Putzfassade in den Formen um 1800, Gliederungen in Porphyrtuff, mit Laden, Teil der historischen Altstadtbebauung am Markt, ortsentwicklungs- und baugeschichtliche Bedeutung. Dreigeschossig, sieben Achsen, Satteldach, Hausflur mit Gewölbe, Inschrift über Türportal: „Wo der Herr nicht das Haus baut, arbeiten umsonst, die daran bauen.“, „Nach dem großen Marktbrande am 2.April 1802 im selbigen Jahre wieder erbaut“. | 09235309 |
|                                         | Hotel Goldener Löwe | Markt 3 (Karte) | Bezeichnet mit 1735 (Portal); um 1870 (Hotel) | Reiche Putzfassade in historistischen Formen, Putz- und Porphyrtuffgliederungen, Gebäude im Kern älter, Teil der historischen Altstadtbebauung am Markt, orts- und baugeschichtliche Bedeutung. Türportal datiert, dreigeschossig, sechs Achsen, Satteldach, reich verziertes Portal mit Wappenschlussstein, im 19. Jahrhundert auf Hofseite des Hauses versetzt, Fassade Anfang 19. Jahrhundert, Stuckdecken um 1860, Putzquaderung, Porphyrgewände | 09235310 |
|                                         | Wohnhaus in geschlossener Bebauung | Markt 4 (Karte) | Um 1803 | Putzbau mit Porphyrtuffelementen, Toreinfahrt und Ladeneingang mit Segmentbogenrahmungen mit Schlussstein, Hauszeichen als Hinweis auf die früheren, mit eigenen Schiffen Kolonialwarenhandel betreibenden Besitzer, Teil der historischen Altstadtbebauung am Markt, stadt- und baugeschichtliche Bedeutung. Fünf Achsen, Satteldach, Portal und Fenstergewände Porphyr, schlichtes Gebäude, einziges Beispiel eines alten Geschäftshauses am Ort, Portal mit vier reich verzierten Flügeln, ehemalige Schaufenster und Ladeneingang, im Inneren originale Decken und Türen, Intarsienfußböden, Hauszeichen mit Anker, steiles Kreuzgewölbe. | 09235311 |
|                                         | Wohnhaus in halboffener Bebauung | Markt 5 (Karte) | Um 1805 | Schlichter Putzbau mit Porphyrtuffgliederungen, Erdgeschoss mit jüngerer einheitlicher Umgestaltung zur Ladenzone, Teil der historischen Altstadtbebauung am Markt, ortsentwicklungsgeschichtlich von Bedeutung. Kreuzgewölbe im Hausflur und teilweise im Ladenbereich, größere Bauveränderungen, insbesondere im Fassadenbereich, Fassade nach 1800, älterer Baukörper, entstanden aus ursprünglich zwei Parzellen. | 09235359 |
|                                         | Wohnhaus in geschlossener Bebauung | Markt 9 (Karte) | Um 1805 | Schlichter Putzbau mit Porphyrtuffgliederungen, Portalrahmung mit gerader Verdachung, Erdgeschoss mit jüngerem Ladeneinbau, Teil der historischen Altstadtbebauung am Markt, bau- und ortsentwicklungsgeschichtlich von Bedeutung. Dreigeschossig, sieben Achsen, Satteldach, Hausflur Kreuzgewölbe, originale Türen mit Beschlägen, ursprünglich zweigeschossig. | 09235265 |
|                                         | Wohnhaus in geschlossener Bebauung | Markt 10 (Karte) | Um 1820 | Putzfassade in klassizistisch beeinflussten Formen, Obergeschosse mit flacher Vorlage, Erdgeschoss als Laden genutzt, Teil der historischen Altstadtbebauung am Markt, ortsentwicklungsgeschichtlich von Bedeutung. Dreigeschossig, fünf Achsen, Satteldach, Fensterverdachungen über mittleren drei Fenstern im ersten Obergeschoss, Hausflur Tonnengewölbe 19. Jahrhundert mit Stuckverzierungen an den Gurtbögen. | 09235266 |
|                                         | Wohnhaus in geschlossener Bebauung | Markt 11 (Karte) | 1790 laut Inschrift | Putzfassade in spätbarocken Formen, Porphyrtuffgliederungen, Mittelachse durch flache Vorlage und aufwändigere Tür- und Fensterrahmung betont, Teil der historischen Altstadtbebauung am Markt, ortsentwicklungs- und baugeschichtlich von Bedeutung. Dreigeschossig, fünf Achsen, Satteldach, Mittelachse risalitartig betont, Haustür um 1900, ursprünglich zweigeschossig. Laut Inschrift auf dem Brüstungsspiegel im ersten Obergeschoss wurde das Haus 1790 errichtet. Damit hat es den Stadtbrand von 1802 überstanden, der vor allem den Westteil der Stadt, vorrangig die Bebauung der Burgstraße, aber auch viele Häuser am Markt zerstörte. Der bezeugten Bauzeit entsprechend ist die Fassade in spätbarocken Formen gestaltet. Dazu gehört die entschiedene Symmetrie bei dezenter Betonung der Mittelachse. Letztere ist durch eine flache Vorlage und eine gewissen Schmuckaufwand – Haustür mit profilierter Segmentbogenrahmung, im Obergeschoss darüber sockelartige Brüstung und geohrtes Fenster – erzielt. In typische Weise sind die Fenster- und Türgewände sowie die anderen Schmuckformen in Porphyrtuff hergestellt. Im ausgehenden 19. Jahrhundert war das Haus in Besitz des Zigarrenfabrikanten Johann Karl Gottlob Engler. Das Gebäude ist ein Zeugnis der Rochlitzer Baugeschichte, das die Bebauung der Altstadt vor den schweren Stadtbränden von 1802 und 1804 dokumentiert. Zudem veranschaulicht es die Wohn- und Lebensverhältnisse der Rochlitzer Bürgerschaft in der Vergangenheit. Damit erlangt es ortsentwicklungs- und baugeschichtliche Bedeutung. | 09235267 |
|                                         | Wohnhaus in geschlossener Bebauung | Markt 12 (Karte) | Um 1800 | Putzfassade mit Porphyrtuffgliederungen, Haustür mit spätbarocker Rahmung, jüngerer Ladeneinbau, Teil der historischen Altstadtbebauung am Markt, bau- und ortsentwicklungsgeschichtlich von Bedeutung. - Wohnhaus: massiv, dreigeschossig, sechs Achsen, Satteldach, Fassade gut erhalten, Kreuzgewölbe im Mittelflur, ursprüngliches Wohnhaus mit Laden oder Handwerkerhaus, Ladeneinbau um 1900, Putz und Fenster verändert, vermutlich um ein Stockwerk erhöht, das Haus gehört zur repräsentativen, relativ einheitlich gestalteten und weitgehend original erhaltenen Marktplatzbebauung, welche durch das 18. Jahrhundert geprägt wurde - Hinterhaus (1820, Abbruch vor 2012): Fachwerk im Obergeschoss verputzt | 09235268 |
|                                         | Wohnhaus in geschlossener Bebauung und Ecklage | Markt 13 (Karte) | Um 1810 | Putzfassade mit Porphyrtuffgliederungen, Erdgeschoss mit Ladennutzung, Teil der historischen Altstadtbebauung am Markt, bau- und ortsentwicklungsgeschichtliche Bedeutung | 09306926 |
|                                         | Wohnhaus in geschlossener Bebauung | Markt 14 (Karte) | 1802 | Putzfassade mit Porphyrtuffgliederungen, Teil der historischen Altstadtbebauung am Markt, bau- und ortsentwicklungsgeschichtliche Bedeutung. Nach Stadtbrand 1802 wiedererrichtet, 1990 restauriert, dreigeschossig, vier Achsen, Satteldach. Laut Inschrift über dem Hauseingang wurde das Gebäude nach dem Stadtbrand 1802 errichtet. Dieser zerstörte vor allem die Bebauung im Westteil der Stadt, vorrangig der Burgstraße, aber auch viele Häuser am Markt. Wie die meisten nach den Bränden des frühen 19. Jahrhunderts errichteten Häuser in der Rochlitzer Altstadt hat das Haus eine einfache, aber charakteristische Gestaltung mit Putzfassade und Porphyrtuffgliederungen. Hierbei ist der Hauseingang durch seine profilierte Rahmung hervorgehoben. Eine ähnliche Form haben auch die Fenstergewände im ersten Obergeschoss. Porphyrtuffgesimse trennen die Geschosse optisch voneinander. Im ausgehenden 19. Jahrhundert war das Haus in Besitz des Bäckermeisters Ernst Osw. Hunger. Das Gebäude ist ein Zeugnis für den Wiederaufbau der Altstadt nach den Stadtbränden 1802 und 1804. Es gehört zu der damals neu entstandenen Bebauung, die bis heute wesentlich das Erscheinungsbild von Rochlitz prägt. Außer dem Zeugniswert für jene einschneidenden Abschnitte der örtlichen Baugeschichte veranschaulicht das Objekt auch die Wohn- und Lebensverhältnisse der Rochlitzer Bürgerschaft in der Vergangenheit. Unter diesen Gesichtspunkten hat es ortsentwicklungs- und baugeschichtliche Bedeutung. | 09235270 |
|                                         | Wohnhaus in geschlossener Bebauung | Markt 16 (Karte) | Um 1860 | Putzfassade in historistischen Formen, Putz-, Stuck- und Steingliederungen, seitliche Begrenzung durch Pilaster, Traufgesims auf Konsolen, Zwerchhaus, Erdgeschoss Ladenzone, Teil der historischen Altstadtbebauung am Markt, bau- und ortsentwicklungsgeschichtliche Bedeutung. Dreigeschossig, sieben Achsen, Satteldach, mittlere drei Achsen um ein Geschoss höher, von Pilastern flankiert und einem Giebeldreieck bekrönt, übrige Fassade ebenfalls von Pilastern flankiert, Erdgeschoss Putznutung, Stuckornamentik, vermutlich im 19. Jahrhundert überformt. | 09235271 |
|                                         | Wohnhaus in geschlossener Bebauung | Markt 17 (Karte) | Um 1875 | Historistische Putzfassade mit Putz- und Porphyrtuffgliederungen, erstes Obergeschoss durch Pilasterstellungen hervorgehoben, flache Vorlage als Mittenbetonung, Erdgeschoss Ladenzone, Teil der historischen Altstadtbebauung am Markt, bau- und ortsentwicklungsgeschichtliche Bedeutung. Aufwändige, reich gegliederte Fassade mit Putznutung im Erdgeschoss, Zahnschnittfries als Gesims, Pilaster neben Fenstern im Obergeschoss, weit überkragendes Dach, Laden aus Entstehungszeit, Porphyrsockel und Porphyrgewände, originale Haustür. | 09235272 |
| Direkt Bild zu diesem Denkmal hochladen | Wohnhaus in geschlossener Bebauung | Markt 18 (Karte) | Um 1880 | Putzfassade in historistischen Formen, Putz-, Stuck- und Porphyrtuffgliederungen, Mittenbetonung durch flache Vorlage mit Dreieckgiebel, Putzquaderung als seitliche Einfassung, Erdgeschoss mit Ladennutzung, Teil der historischen Altstadtbebauung am Markt, ortsentwicklungs- und baugeschichtliche Bedeutung. Putzquaderung im Erdgeschoss, dreigeschossig, Satteldach, Mittelrisalit, Dreiecksgiebel, originale Haustür, Fensterverdachungen im Obergeschoss. | 09235273 |
| Direkt Bild zu diesem Denkmal hochladen | Wohnhaus in geschlossener Bebauung | Markt 19 (Karte) | Um 1880 | Putzfassade in historistischen Formen, Porphyrtuff- und Kunststeingliederungen, Erdgeschoss mit Ladennutzung, Teil der historischen Altstadtbebauung am Markt, ortsentwicklungsgeschichtliche Bedeutung. Putznutung im Obergeschoss, originaler Laden mit reich verzierter Ladentür, Fensterverdachungen im Obergeschoss, vier Achsen. | 09235274 |
| Direkt Bild zu diesem Denkmal hochladen | Wohnhaus in geschlossener Bebauung, mit Hinterhaus | Markt 22 (Karte) | Um 1810 | Schlichte Putzfassade mit Porphyrtuffgliederungen, im Kern möglicherweise vor 1800, Teil der historischen Altstadtbebauung am Markt, ortsentwicklungs- und baugeschichtlich von Bedeutung | 09306722 |
| Direkt Bild zu diesem Denkmal hochladen | Wohnhaus in geschlossener Bebauung | Markt 23 (Karte) | 1805 datiert | Putzfassade mit Porphyrtuffgliederungen, Haustürrahmung mit Schlussstein, Teil der historischen Altstadtbebauung am Markt, ortsentwicklungs- und baugeschichtlich von Bedeutung. Dreigeschossig, fünf Achsen, Satteldach, Putznutung im Erdgeschoss, Anbau, wahrscheinlich älterer Hausteil mit alten Türbeschlägen und Fensterbeschlägen, Teile vom Kreuzgewölbe, Vorderhaus dagegen jünger, Porphyrfenster- und -türgewände. | 09235275 |
| Direkt Bild zu diesem Denkmal hochladen | Gedenkstein (Brandsäule) | Mittweidaer Straße (Karte) | 1930er Jahre | Zur Erinnerung an den Verbrennungsort von Hingerichteten, Rochlitzer Porphyrtuff, mit Inschrift, ortsgeschichtliche Bedeutung | 09306972 |
| Direkt Bild zu diesem Denkmal hochladen | Stützmauern am Mühlgraben, Mühlgasse und Hohe Gasse, mit Keller und Terrassengarten am Mühlgraben | Mühlgasse (Hohe Gasse, Mühlgraben) (Karte) | 2. Hälfte 18. Jahrhundert | Bruchsteinmauerwerk in Rochlitzer Porphyrtuff, ortsentwicklungsgeschichtlich von Bedeutung | 09306927 |
|                                         | Wohnhaus, mit Hochwassermarke | Mühlgasse 3 (Karte) | Um 1700 (Wohnhaus); 1696 (Hochwassermarke) | Putzbau mit Putzgliederungen, eines der ältesten Gebäude im Mühlgassenviertel, auf der Westseite jüngerer Anbau mit Mansarddach, zeitweise zur Schlossmühle gehörig, an der Südostecke Hochwassermarke mit Inschrift, orts- und baugeschichtlich von Bedeutung. Eines der ältesten Gebäude im Mühlgassenviertel, Teil der alten Ortsstruktur. Wohnhaus zweigeschossiger Putzbau, Erdgeschoss Bruchsteinmauerwerk; im Giebel Fachwerk massiv ersetzt, sehr steiles Satteldach. Hochwassermarke Porphyrquader mit Inschrift und Wasserstandsmarke. Bis 2009 fälschlicherweise als Mühlgasse 2 in die Denkmalliste eingetragen. | 09235352 |
| Direkt Bild zu diesem Denkmal hochladen | Stützmauern am Mühlgraben, Mühlgasse und Hohe Gasse, mit Keller und Terrassengarten am Mühlgraben | Mühlgraben (Hohe Gasse, Mühlgasse) (Karte) | 2. Hälfte 18. Jahrhundert | Bruchsteinmauerwerk in Rochlitzer Porphyrtuff, ortsentwicklungsgeschichtlich von Bedeutung | 09306927 |
| Weitere Bilder                          | Fußgängerbrücke über die Zwickauer Mulde (Zaßnitzer „Schaukelsteg“) | Mühlgraben (Karte) | 1958 | Drahtseilhängekonstruktion mit Betonwiderlager und Pylonen aus genietetem Stahlfachwerk, technikgeschichtlich und landschaftsprägend von Bedeutung. Fußgängerbrücke, Seilhängebrücke (oberseilhängende Brücke), Gesamtlänge 83,5 m, Spannweite 60 m, Breite 1,7 m; Betonwiderlager, darüber Pylone (Pylonhöhe 5,8 m) aus genietetem Stahlfachwerk mit Kreissegmentlagern, Drahtseil mit 45 mm Durchmesser auf den Pylonen verankert und über die Lager geführt, Gehweg von diesen mittels Zugstangen abgehängt, Gehweg mit Holzbelag und Holzgeländer, Brücke mit zuführenden Rampen (Südseite: Anschüttung, Nordseite: Stahlträger); Baujahr des vorliegenden Brückenbauwerks 1958, aufgrund Konstruktion der Pylone Wiederverwendung von Teilen einer Vorgängerbrücke zu vermuten; Hängebrückenkonstruktion zur Muldenüberquerung seit 1889, ersetzte einen seit Beginn des 16. Jahrhunderts belegten Holzsteg, Brücke mehrfach nach Hochwasserschäden erneuert, zuletzt nach Hochwasser 1954 mit deutlich höherer Gradiente angelegt; 2006 Instandsetzung (Erneuerung der Übergangskonstruktion unter Beibehaltung der Konstruktionsweise, ebenso Beibehaltung der originalen Widerlager und Pylone) mit denkmalschutzrechtlicher Genehmigung vom 8. September 2005, Befunddokumentation in der Dokumentationssammlung; Fußgängerbrücke u. a. für den Arbeitsweg von Bewohnern des gegenüberliegenden Stadtteils Zaßnitz zur nahegelegenen, inzwischen abgebrochenen Alten Spinnerei von Bedeutung, Konstruktion für das Muldental typisch (eine von mehreren derartigen Drahtseilbrücken über die Zwickauer Mulde: Schaukelsteg Sörnzig, Hängebrücken Rochsburg und Thierbach-Zinnberg), damit technikgeschichtlich und stadtentwicklungsgeschichtlich sowie landschaftsprägend bedeutsam. | 09235328 |
| Direkt Bild zu diesem Denkmal hochladen | Wohnhaus in offener Bebauung | Mühlgraben 1 (Karte) | Um 1800 | Obergeschoss Fachwerk verkleidet, heimatgeschichtlich von Bedeutung. Erdgeschoss massiv, Porphyrfenster- und Türgewände, schlichte Gestaltung, Krüppelwalmdach, baugeschichtlich von Bedeutung. | 09235323 |
| Weitere Bilder                          | Ehemalige Baderei, später Wohnhaus | Mühlgraben 10 (Karte) | Bezeichnet mit 1707 | Symmetrischer Putzbau in barocken Formen, Gliederungselemente in Porphyrtuff und Putz, straßenseitig Mittenbetonung durch Putzlisenen und Dreieckgiebel, hohe stadt- und baugeschichtliche Bedeutung. Fünf Achsen, zweigeschossig, hohes Walmdach, schlichter Barockbau, erste Erwähnung 1464, Portal mit reich dekoriertem Schlussstein, städtebaulich dominante Lage, kleine Zwerchgiebel, Schlussstein datiert. Alte Baderei, bereits erste urkundliche Erwähnung 1464. Laut Inschrift am Schlussstein über dem Hauseingang 1707 erbaut. Zweigeschossiger verputzter Bruchsteinbau, Straßenfront mit fünf Fensterachsen, Mittelachse durch Putzlisenen und Dreieckgiebel hervorgehoben. Der Hauseingang befindet sich ebenfalls in der Mitte der Traufseite. Er wird betont durch ein Portal mit reich dekoriertem und bezeichnetem Schlussstein. Abgeschlossen wird das Barockgebäude durch ein hohes Mansardwalmdach. Das Gebäude beeindruckt durch sein authentisches Erscheinungsbild. Hierdurch erlangt es eine große baugeschichtliche Bedeutung. Die ursprüngliche Funktion einer Baderei begründet zudem einen stadtgeschichtlichen Wert. | 09235325 |
|                                         | Hohe Heiste (Sachgesamtheit) | Mühlgraben 11 bis 24 (Karte) | 1806 | Sachgesamtheit Häuserzeile Hohe Heiste mit folgenden Einzeldenkmalen: Mühlgraben 17, 19, 22, 23 und 24 (09235326) sowie die Häuser Mühlgraben Nr. 11, 12, 13, 14, 15, 16, 18, 20, 21 und die straßenseitig durch Mauern gestützte Vorgärten, einschließlich der jeweiligen Treppenzugänge als Sachgesamtheitsteile; vorwiegend Fachwerkgebäude mit Porphyrtuffgliederungen, errichtet auf dem ehemaligen Stadtwall, Fachwerkobergeschosse teils verputzt, ortsbildprägende Lage am Mühlgraben, stadtentwicklungs- und baugeschichtlich von Bedeutung. 14 ehemalige Handwerkerhäusern, auf ehemaligem Stadtwall in städtebaulich dominanter Lage errichtet, wichtig für Stadtsilhouette, zu jedem Haus steile Treppe, Heiste, ehemalige Wallböschung wurde überbaut, zumeist Fachwerk im Obergeschoss, Erdgeschoss massiv, Porphyrfenster- und Türgewände, teilweise originale Fenster und Türen, Satteldächer, davon Einzeldenkmal: Gebäude Hausnummer 17, 19, 22, 23 und 24. | 09300158 |
|                                         | Wohnhäuser Mühlgraben Nr. 17, 19, 22, 23, 24 (Einzeldenkmale der Sachgesamtheit 09300158) | Mühlgraben 17, 19, 22, 23, 24 (Karte) | 1806 | Einzeldenkmale der Sachgesamtheit Hohe Heiste; vorwiegend Fachwerkgebäude mit Porphyrtuffgliederungen, stadtentwicklungs- und baugeschichtlich von Bedeutung. Kurze Häuserzeile zweigeschossig, auf dem ehemaligen Stadtwall mit hoher städtebaulicher Wertigkeit für die Stadtsilhouette (Blick von Süden). Die davor befindlichen Hohen Heisten, malerisch gelegene hohe Gartenmauern mit Treppenläufen unterschiedlicher Steigung nach dem Prinzip „Jedem seine eigene Treppe“, entstanden durch Überbauung der ehemaligen Wallböschung. Hohe Heiste mit 14 ehemaligen Handwerkerhäusern, davon Einzeldenkmalwert: - Nr. 17: Erdgeschoss massiv, Fenster- und Türgewände aus Porphyr, Obergeschoss erneuertes Fachwerk, Satteldach - Nr. 19: Erdgeschoss massiv, Porphyrtürgewände, alte Haustür, Obergeschoss Fachwerk, Satteldach - Nr. 22: Erdgeschoss massiv, Porphyrtürgewände, Obergeschoss verputztes Fachwerk, Satteldach - Nr. 23: Erdgeschoss massiv, Fachwerk im Obergeschoss vermutlich durch Stein ersetzt, Porphyrtürgewände, alte Haustür - Nr. 24: Erdgeschoss massiv, Obergeschoss Fachwerk verputzt, Fenster- und Türgewände aus Porphyr, alte Haustür, Satteldach | 09235326 |
| Weitere Bilder                          | Mühlenkomplex, bestehend aus Mühlengebäude mit drei datierten Schlusssteinen bzw. Denksteinen, Silogebäude, Wohnhaus und Garagenanbau (Schlossmühle) | Mühlgraben 29, 31 (Karte) | 1862, später überformt (Müllerwohnhaus); 1526 (Gedenkstein); 1718 (Schlussstein); 1854 (Mühlengebäude und technische Ausstattung); 1896 (Silo) | Kleinere Industriemühle mit teilweise erhaltener Ausstattung, seit dem 13. Jahrhundert belegter und bis zum Ende des 20. Jahrhunderts produzierender Mühlenstandort, eine der ältesten Mühlen in Sachsen, orts-, bau- und technikgeschichtliche Bedeutung. - Mühlengebäude am Wehr: viergeschossig, Satteldach in 13 Achsen gegliedert, zwei Denksteine von 1526 mit arabischen und römischen Ziffern, ein Schlussstein mit kurfürstlich-sächsischem Wappen von 1718 eingemauert in die Wehrmauer, Pläne des Amtsratbaumeisters Johann Gottlieb Pfau, Umbauten um 1862; heutiges Aussehen durch Umbauten durch den Architekten Albert Gessner, 1988 noch Girard-Turbine vorhanden; Sanierungen 2001 und 2005 - Silogebäude: datiert 1896 (Schlussstein), 1862, viergeschossig, Klinker, kleine Rundbogenfenster, fünf Achsen, Satteldach - Mühlgraben (PRÜFUNG Denkmalwert!) erneuert - Wohnhaus: neun Achsen, neogotisches Satteldach, Mittelrisalit über drei Achsen zweigeschossig, ausgebautes Dachgeschoss, reiche Steinmetzarbeiten, Tudorstil, Architekt: Amts- und Ratsmaurermeister Johann Gottlieb Pfau - Garagenanbau (an das Wohnhaus): eingeschossiges Gebäude, Satteldach und 4 Toröffnungen unterschiedlicher Größe Vier Gebäude, Industriearchitektur, eingeschlossen das Wohnhaus im neugotischen Stil, Einrichtung meist erneuert, Girard-Wasserturbine. | 09235331 |
|                                         | Wohnhaus in geschlossener Bebauung | Mühlplatz 1 (Karte) | Um 1800 | Im Kern Bau um 1800 mit historistischer Fassadengestaltung, Putz- und Steingliederungen, im Obergeschoss weiße Klinkerverkleidung, ortsentwicklungsgeschichtliche Bedeutung. Ende 19. Jahrhundert Fassade verändert, Dachgaube aus dieser Zeit, massiv, weiß- und grünglasierte Ziegelverkleidung. | 09235333 |
|                                         | Wohnhaus in offener Bebauung, mit Nebengebäude (Garage) und Einfriedung (Haus Haberkorn) | Mühlplatz 3 (Karte) | 1888, im Kern wohl älter (Wohnhaus); um 1925 (Nebengebäude) | Malerisch gestalteter Bau in historistischen Formen, im Kern wohl älter, reiches Zierfachwerk, rückwärtig Treppenturm mit Aufsatz und Schweifgaupe, ortsentwicklungs- geschichtlich und baugeschichtlich von Bedeutung. Kopie eines Renaissance-Türportals (Sitznischenportal), steiles Satteldach, Hinweise auf ältere Entstehungszeit: alter Türgriff um 1800, teilweise ältere Fenstergewände im Erdgeschoss, Zierfachwerk im Obergeschoss, gehörte ehemaligem Steinbruchbesitzer, Zwerchgiebel, Schwebegiebel. | 09235334 |
| Weitere Bilder                          | Ehemalige Posthalterei, heute Geschäftshaus | Mühlplatz 4 (Karte) | 1790 | Putzbau mit Porphyrtuffelementen, ursprünglich Mansarddach, auf der Südseite jüngere Anbauten, orts- und postgeschichtliche Bedeutung. Erdgeschoss massiv mit Porphyrfenster- und -türgewände, wahrscheinlich Fachwerk im Obergeschoss verkleidet, im Dachbereich durch Drempel erweitert. | 09235332 |
| Direkt Bild zu diesem Denkmal hochladen | Ehemaliges Petridiakonat, heute Wohnhaus, mit Einfriedung | Mühlplatz 6 (Karte) | Um 1890 | Putzbau in historistischen Formen, Gliederungselemente in Porphyrtuff und Putz, orts- und baugeschichtliche Bedeutung. Schlichte Fassadengestaltung, Vorhäuschen, Holz verziert, Gesims, Eckquaderung, Putzfassade, Satteldach, Werksteinsockel, Porphyrfenstergewände. | 09235205 |
|                                         | Wohnhaus in geschlossener Bebauung | Muldengasse 1 (Karte) | 1. Hälfte 19. Jahrhundert | Schlichter Putzbau, Gliederungselemente in Putz und Porphyrtuff, gefelderte Haustür, jüngere Gaupen, Teil der historischen Altstadtbebauung, ortsentwicklungsgeschichtlich von Bedeutung. Putzfassade, vermutlich ursprünglich mit Putznutung im Erdgeschoss, Porphyrfenster- und Türgewände, sehr schöne, originale Haustür, Sockel Porphyr, zwei zu große Dachaufbauten. | 09235269 |
| Weitere Bilder                          | Sieben Scheunen | Noßwitzer Weg 1, 1a (Karte) | 1. Hälfte 19. Jahrhundert | Bruchsteinmauerwerk, ursprünglich verputzt, zum Teil werksteinsichtige Tor- und Fensterrahmungen, ursprünglich wohl dem Amt Rochlitz zugehörig, siehe auch Zwickauer Straße, ortsgeschichtlich von Bedeutung | 09235203 |
|                                         | Döhler-Gedenkstein in der Kleingartenanlage Döhlergärten e. V. | Pestweg (in der Gartensparte) (Karte) | 1916 | Zur Erinnerung an Johannes Döhler, Gründer des Evangelisch-nationalen Arbeitervereins und Initiator der Kleingartensparte für Mitglieder des Arbeitervereins, in kleiner gestalteter Anlage, Stein aus Rochlitzer Porphyrtuff, orts- und zeitgeschichtliche Bedeutung. Stein aus Rochlitzer Porphyrtuff, Eisernes Kreuz; Döhler gründete die Anlage 1915, Kriegsfreiwilliger, 1915 in Frankreich gefallen, Stein 1916 gesetzt; Inschrift „JOHANNES/ DÖHLER/ gef. 17. Aug. 1915/ Gründer/ des evgl. nat./ Arbeitervereins“. | 09236992 |
| Weitere Bilder                          | Petrikirche mit Ausstattung | Petrigasse 1 (Karte) | 1470 (Kirche); 1653 (Teile des Hochaltars); 1667 (hölzernes Altarkruzifix); 17./18. Jahrhundert (Pastorenbildnisse); bezeichnet mit 1894 (Kirchenfenster); 1894 (Orgel) | Spätgotische Hallenkirche mit Turmaufsatz, in unmittelbarer Nähe des Schlosses, bis ins 15. Jahrhundert Hauptpfarrkirche der Stadt, baugeschichtlich, künstlerisch, ortsgeschichtlich und ortsbildprägend von Bedeutung. Im Bereich der Vorburg, bis ins 15. Jahrhundert Hauptpfarrkirche der Stadt; hölzernes Altarkruzifix (1667), Kreuzigungsgemälde (Teile des alten Hochaltars, 1653) und Pastorenbildnisse (17./18. Jahrhundert). | 09235200 |
| Weitere Bilder                          | Wohnhaus in offener Bebauung, mit Einfriedung | Poststraße 2 (Karte) | 1894 | Villenartiger Klinkerbau in historistischen Formen, Gliederungen in Klinker und Stein, Straßenfront durch Vorlage mit Zwerchgiebel betont, bau- und ortsentwicklungsgeschichtlich von Bedeutung. Roter Klinker, Gesims, Mittelrisalit mit Balkon, Fenster erneuert, Zwerchgiebel mit Dreiecksgiebel bekrönt, Eckquaderung am Mittelrisalit. | 09235186 |
|                                         | Wohnhaus in offener Bebauung | Poststraße 4 (Karte) | Um 1900 | Putzbau in historistischen Formen, Gliederungselemente in Putz, Kunststein und Klinker, Straßenfront durch Seitenrisalit betont, ortsentwicklungsgeschichtlich von Bedeutung. Putzfassade mit rotem Klinker als Quaderung an Ecken, Fenstergewände verziert mit Blattmotiven, Giebeldreieck verbrettert, Schwebegiebel, waagerechte Fensterverdachungen, originale Dachaufbauten, Fenster erneuert, Sockel Polygonmauerwerk. | 09235187 |
| Direkt Bild zu diesem Denkmal hochladen | Wohnhaus in offener Bebauung | Poststraße 6 (Karte) | Um 1900 | Villenartiger Bau in Formen des ausgehenden Historismus, Putzfassaden mit Porphyrtuffgliederungen, Hauptfront durch Erker und Zwerchhaus akzentuiert, bau- und ortsentwicklungsgeschichtlich von Bedeutung. Putzfassade, Fenstergewände Porphyr, Oberlichter aus Bleiglas mit Jugendstilornamentik im Erdgeschoss, Zwerchgiebel zweiachsig, Dreiecksgiebel als Bekrönung. | 09235181 |
| Direkt Bild zu diesem Denkmal hochladen | Wohnhaus in geschlossener Bebauung in Ecklage | Rathausstraße 1 (Karte) | Um 1800 | Schlichter Putzbau mit Porphyrtuffelementen, Haustürrahmung mit Schlussstein, Erdgeschoss nachträglich für Ladennutzung verändert, Teil der historischen Altstadtbebauung, ortsentwicklungsgeschichtlich von Bedeutung. Originales Portal, Bruchsteinmauerwerk im Erdgeschoss, Obergeschoss Fachwerk verputzt (?), platzbildend, wichtig für Ortsbild, zweigeschossig, sechs Achsen, Satteldach, einseitig abgewalmt, originale Gauben. | 09235290 |
|                                         | Wohnhaus in geschlossener Bebauung | Rathausstraße 2 (Karte) | 1. Hälfte 19. Jahrhundert | Schlichte Putzfassade mit Porphyrtuffelementen, Erdgeschoss zur Ladenzone umgestaltet, seitliche Hauseinfahrt mit Flachbogen, Teil der historischen Altstadtbebauung, ortsentwicklungsgeschichtlich von Bedeutung. Dreigeschossig, sechs Achsen, Satteldach, originale Gauben, Türportal mit Haustür original, Füllungen der Tür geschnitzt und Oberlicht, Fassade nach 1800, am Wohnhaus Oberlaube im Obergeschoss, zweibogig. | 09235317 |
| Direkt Bild zu diesem Denkmal hochladen | Wohnhaus in geschlossener Bebauung | Rathausstraße 3 (Karte) | Um 1805 | Schlichter Putzbau mit Porphyrtuffelementen, Haustür mit Rahmung in spätbarocken Formen, Teil der historischen Altstadtbebauung, ortsentwicklungsgeschichtlich von Bedeutung. Vier Achsen, zweigeschossig, Tür- und Fenstergewände erhalten, wahrscheinlich ursprünglich mit Laden. | 09235289 |
|                                         | Wohnhaus in geschlossener Bebauung | Rathausstraße 4 (Karte) | Um 1820 | Putzbau mit Porphyrtuffelementen, Haustürrahmung mit gerader Verdachung auf Konsolen, großes Zwerchhaus, Erdgeschoss mit jüngerer Ladenumgestaltung, Teil der historischen Altstadtbebauung, ortsentwicklungsgeschichtlich von Bedeutung. Zweigeschossig, fünf Achsen, Zwerchgiebel mit drei Achsen, zwei Türportale im Erdgeschoss. | 09235316 |
| Direkt Bild zu diesem Denkmal hochladen | Wohnhaus in geschlossener Bebauung | Rathausstraße 5 (Karte) | 1805 datiert | Putzbau mit Porphyrtuffelementen, Haustürrahmung mit Schlussstein, Zwerchhaus, Erdgeschoss mit jüngerer Ladenumgestaltung, Teil der historischen Altstadtbebauung, ortsentwicklungsgeschichtlich von Bedeutung. Zweigeschossig, sechs Achsen, Satteldach, Dachausbau über mittlerem Hausteil, Zwerchgiebel mit zwei Achsen, bekrönt mit Dreiecksgiebel, Hausflur mit Gewölbe, originale Dachgauben, Türportal erhalten. | 09235288 |
|                                         | Wohnhaus in geschlossener Bebauung | Rathausstraße 6 (Karte) | Um 1800 | Putzbau mit Porphyrtuffelementen, Haustürrahmung mit gerader Verdachung auf Konsolen, Erdgeschoss mit jüngerer Ladenumgestaltung, Teil der historischen Altstadtbebauung, ortsentwicklungsgeschichtlich von Bedeutung. Originale Haustür, Tür- und Fenstergewände, ehemals Laden im Erdgeschoss, fünf Achsen, zweigeschossig, nicht besichtigt. | 09235315 |
|                                         | Wohnhaus in geschlossener Bebauung | Rathausstraße 8 (Karte) | Um 1820 | Putzbau mit Porphyrtuffelementen, Haustürrahmung mit gerader Verdachung auf Konsolen, Zwerchhaus, Erdgeschoss mit jüngerer Ladenumgestaltung, Teil der historischen Altstadtbebauung, ortsentwicklungsgeschichtlich von Bedeutung. Zweigeschossig, vier Achsen, Satteldach, Dachausbauten über mittleren zwei Achsen, durch Giebeldreieck bekrönt, Fassade um 1800, | 09235354 |
|                                         | Wohnhaus in geschlossener Bebauung | Rathausstraße 12 (Karte) | Um 1820 | Putzbau mit Porphyrtuffelementen, Haustürrahmung mit gerader Verdachung auf Konsolen, Zwerchhaus, jüngerer Ladeneinbau, Teil der historischen Altstadtbebauung, ortsentwicklungsgeschichtlich von Bedeutung. Vier Achsen, zweigeschossig, Laden Ende 19. Jahrhundert, originale Türgewände. | 09235314 |
| Weitere Bilder                          | Wohnhaus, mit Seitenflügel sowie Schlussstein (ehemalige Garküche) | Rathausstraße 15 (Karte) | Um 1810 (Wohnhaus); 1766 (Schlussstein) | Putzbau mit Porphyrtuffgliederungen in Formen um 1800, jüngere Überformungen, u. a. Giebel mit aufwändiger Putzgliederung, Schlussstein des Vorgängerbaus mit Hausmarke, Initialen und Datierung, Teil der historischen Altstadtbebauung, orts- und baugeschichtliche Bedeutung | 09235287 |
|                                         | Doppelwohnhaus (Winklersches Haus) | Rathausstraße 20 (Karte) | 1805 (westlicher Teil); 1817 (östlicher Teil) | Putzbauten mit symmetrischen Fassaden in spätbarocken und klassizistischen Formen, Porphyrtuffgliederungen, Betonung der Fassadenmitte durch flache Vorlagen, darüber Zwerchhäuser, ursprünglich Kammgarnweberei Winkler & Sohn (siehe hierzu auch Schulberg 9), orts- und baugeschichtliche Bedeutung. Dreigeschossig, zwei Zwerchgiebel, bekrönt mit kupferner Vase, acht Achsen, zwei Reihen stehender Gauben mit Werksteinumrahmung, zwei Toreinfahrten mit originalen Toren, Stuckdecken und weitere originale Architekturdetails, Portal heute zugesetzt, ehemaliges Fabrikantenwohnhaus mit Büro: Garn- und Warenlager der Kammgarnweberei Winkler & Sohn, Einquartierung 1813 der Generalität, zeitweiliger Aufenthalt des Komponisten Conradin Kreutzer. Reicher Originalbestand: Tore, Erker, Vergitterung, Kreuzgewölbe. | 09235313 |
|                                         | Wohnhaus in geschlossener Bebauung (Apotheke zum Einhorn) | Rathausstraße 22 (Karte) | Um 1800 | Schlichter Putzbau mit Porphyrtuffelementen, die hier befindliche Apotheke seit dem 17. Jahrhundert an dieser Stelle nachweisbar, Teil der historischen Altstadtbebauung, ortsgeschichtlich von Bedeutung. Darin Apotheke, etwa 300 Jahre alt, war auch Fleischerei, Kreuzgewölbe, Tür- und Fenstergewände Porphyr, Wohnhaus dreigeschossig, sieben Achsen, Satteldach, Flur und Treppenhaus original. | 09235312 |
|                                         | Wohnhaus in geschlossener Bebauung | Rathausstraße 24 (Karte) | Um 1805 | Schlichter Putzbau mit Porphyrtuffgliederungen, ehemaliger Eingang mit Schlussstein, am hinteren Hausportal barocker Schlussstein mit Emblem und Initialen, Teil der historischen Altstadtbebauung, ortsentwicklungs- und baugeschichtliche Bedeutung. Dreigeschossig, vier Achsen, Satteldach, Gewölbe im Hausflur und Treppenhaus, barocker Schlussstein mit Hausmarke 18. Jahrhundert, am Ende des 19. Jahrhunderts auf Hofseite versetzt, Fassade nach 1800. | 09235355 |
| Weitere Bilder                          | Muldenschule, ehemalige Bürgerschule: Schule mit Turnhalle sowie Bruchsteinmauer (ehemalige Einfriedungsmauer zum Bleichgarten der Leineweberei Winkler & Sohn, siehe hierzu auch Rathausstraße 20) | Schulberg 9 (Karte) | 1872–1876 | Breitgelagerter Putzbau in Formen der Neurenaissance, Porphyrtuff- und Putzgliederungen, Hauptfront mit Mittelrisalit zur Uferstraße bzw. ehemaligen Bleiche gerichtet, östlich anschließend Turnhalle mit einer dem Hauptbau angeglichener Fassadengestaltung, Anlage von städtebaulicher, baugeschichtlicher und stadtgeschichtlicher Bedeutung. Fassade vermutlich vereinfacht. Die Muldenschule entstand 1874–1876 im großen Bleichgarten der Weberei Winkler & Sohn. Die Einfriedungsmauern der Weberei einschließlich einer neogotischen Pforte blieben zum großen Teil erhalten. Die Weberei war von 1762 bis 1930 die bedeutendste Fabrik der Stadt. Richtfest am 18. September 1875, am 2. Oktober 1876 konnte das Schulgebäude seiner Bestimmung übergeben werden. | 09235214 |
| Weitere Bilder                          | Ehemaliges Schulgebäude (Alte Lateinschule ) | Schulgasse 8, 10 (Karte) | Bezeichnet mit 1595, 1804 Um- und Neubau | Langgestreckter Putzbau mit Porphyrtuffgliederungen, auf der Südseite Inschriftentafel von 1595 mit Dreieckgiebelverdachung und Vogelbekrönung (Pelikan?), orts- und sozialgeschichtlich von Bedeutung. Zweigeschossig, mit Walmdach, Dachhecht, 1595 erbaut, 1804 neuerbaut unter Verwendung älteren Mauerwerks, Südseite mit Inschrifttafel von 1595 mit griechischer Inschrift, an Hauptschauseite repräsentative Fassadenausbildung. | 09235318 |
| Weitere Bilder                          | Stadtscheunen | Schützenstraße (Karte) | Um 1800 | Aus zwölf Scheunen bestehende Gebäudezeile in unmittelbarer Grenzlage zum Friedhof, teils Bruchstein-, teils Ziegelmauerwerk, verputzt, stadt- und baugeschichtliche Bedeutung. Stadtscheunen (12) als geschlossene Reihe vermutlich um 1800 außerhalb des Stadtkerns erbaut, Rest von mehreren, in diesem östlichen Bereich einst vorhandenen Scheunenanlagen. Die Besonderheit der so genannten Stadtscheunen bezeichnet eine wesentliche Etappe in der Entwicklung sächsischer Klein- und Mittelstädte. Sie verweist auf einen im Allgemeinen vergessenen Umstand, dass neben den Handwerkern und Kleinindustriellen auch die Ackerbürger das wirtschaftliche Profil der Kommunen mitbestimmte. Wegen der vielen selbst noch im 19. Jahrhundert belegten Stadtbrände kam es zu strengen städtischen und landesherrlichen Feuerschutzordnungen. Diese zwangen die Ackerbürger, ihre Scheunen am Rande oder vor den Toren der Städte zu bauen. Auch in Rochlitz sind zahlreiche Brände belegt, die regelmäßig zu neuen Maßnahmen des Feuerschutzes führten. Die Rochlitzer Stadtscheunen (eine zweite Reihe im Noßwitzer Weg erhalten) gehören zu den besterhaltenen Beispielen ihrer Art im ehemaligen Direktionsbezirk Chemnitz. Es handelt sich um einfache eingeschossige Bruchsteinbauten mit Drempelgeschossen, welche durch Satteldächer abgeschlossen werden. Markant sind die großen rundbogigen Holztore. Als Zeugnisse des klein- und mittelstädtischen Lebens in der Vergangenheit haben die ehemaligen Stadtscheunen von Rochlitz eine große stadt- sowie baugeschichtliche Bedeutung. | 09235213 |
| Weitere Bilder                          | Ehemalige Reithalle (Kleines Reithaus) | Schützenstraße 5 (Karte) | 1841 | Bruchsteinmauerwerk in Porphyrtuff, teils verputzt, Zeugnis für die Geschichte von Rochlitz als Garnisonstandort (Ulanen), ortsgeschichtliche Bedeutung | 09306978 |
| Weitere Bilder                          | Schulgebäude mit Turnhalle und zwei Nebengebäuden, Schulhof mit Freiraumgestaltung und Einfriedung (Johann-Mathesius-Gymnasium, ehemaliges Lehrerseminar) | Seminarstraße 1 (Bismarckstraße 16a) (Karte) | 1895 | Gymnasium, ehemals Königliches Lehrerseminar, repräsentatives Schulgebäude im Stil der Neurenaissance, U-förmige Anlage mit reich gegliedertem Mittelrisalit und zwei Seitenflügeln, hofseitig in der Hauptachse Turnhalle angeordnet, auf der Südseite mit dem Südflügel verbundenes Nebengebäude, gelbe Klinkerfassaden mit Porphyrtuffgliederungen, bau-, sozial- und ortsgeschichtlich von Bedeutung. - Schulgebäude: repräsentatives Schulgebäude mit reich gegliedertem Mittelrisalit und zwei Flügeln, guter Originalbestand, Inschrift unter Dach „Deutsche Oberschule“, viergeschossig, Aula mit bleiverglasten Fenstern, Klinkerfassade, Porphyreckquaderung und Pophyrfenstergewände - Geschichte: Nach zweijähriger Bauzeit 1895 als Lehrerseminar eingeweiht. Laut Schulchronik handelte es sich bei diesem Gebäude um das modernste Schulgebäude Sachsens. Das Gebäude war mit dem modernsten Standard seiner Entstehungszeit (zum Beispiel Gasbeleuchtung und Warmwasserheizung) ausgestattet. Ab 1922 wurde das Gebäude als „Deutsche Oberschule Typ B“ eingeweiht. In dieser Schule wurden die Schüler für das Studium an Hochschulen und Universitäten vorbereitet. Auch Mädchen waren in der Schule zugelassen. Nach dem Ende des Zweiten Weltkrieges diente das Gebäude zunächst als Truppenunterkunft sowjetischer Soldaten. Bis 1949 konnte jedoch wieder eine Schule im Gebäude eingerichtet werden. Sie erhielt den Namen „Friedrich-Engels-Schule“. Von 1953 bis 1992 war im Gebäude gleichzeitig das Institut für Lehrerbildung „Clara Zetkin“ untergebracht. | 09235182 |
| Weitere Bilder                          | Straßenbrücke (Muldenbrücke) | Sofienplatz (Karte) | 1933 | Eine nach dem Vorbild einer im 14. Jahrhundert errichteten und nachfolgend mehrfach erneuerten Straßenbrücke über die Zwickauer Mulde, wichtige Muldenquerung, bau- und verkehrsgeschichtlich von Bedeutung. Fünfjochige Brücke über der Zwickauer Mulde, 1933/34 im Sinne der sächsischen Heimatschutzbewegung neu errichtet, dabei weitgehende Anlehnung an das Bild der mittelalterlichen Vorgängerbrücke (Ursprungsbau 14. Jahrhundert, erneuert 1574, 1783, 1816). Bei dieser wohlproportionierten Brücke handelt es sich um eine Steinbogenbrücke aus Rochlitzer Porphyrtuff mit sehr flachen Kreissegmentbögen. Die Spannweiten nehmen von der Hauptöffnung zu den Ufern ab. Sie betragen 15,4 m + 20,0 m + 26,0 m + 20,0 m + 15,4 m bei einer Gesamtlänge des Bauwerkes von etwa 125 m. Eine interessante Spannung verleiht ihr die geschwungene Gradiente. Schöne Brüstungsmauern und schlicht gegliederte Pfeiler sowie der warme Farbton des rötlichen Porphyrtuffgesteins tragen zur Harmonie des Bauwerks bei. Die Breite zwischen den Brüstungen beträgt 10,5 m. Die Brückenköpfe sind repräsentativ gestaltet. An der oberstromseitigen Brüstung der linken Widerlagerbastion ist das sächsische Staatswappen mit Wappenlöwen angebracht. Unmittelbar darüber befindet sich ein Namensstein. Die Brückenpfeiler sind in beide Stromrichtungen spitz verlängert. | 09235251 |
| Weitere Bilder                          | Wohnhaus in geschlossener Bebauung, mit Hofgebäuden | Sofienplatz 9 (Karte) | Ende 18. Jahrhundert | Putzbau mit Porphyrtuffgliederungen, Haustürrahmung mit Schlussstein, straßenbildprägende Lage, bau- und ortsentwicklungsgeschichtlich von Bedeutung. Dreigeschossig, sieben Achsen, Satteldach, einseitig abgewalmt, Kreuzgewölbe im Hausflur, zweiflüglige Haustür. | 09235250 |
| Weitere Bilder                          | Wohnhaus in geschlossener Bebauung | Sofienplatz 10 (Karte) | 1794 datiert | Putzbau in spätbarocken Formen, Gliederungselemente in Porphyrtuff, straßenbildprägende Lage, ortsentwicklungs- und baugeschichtlich von Bedeutung. Ursprünglich mit Laden, originale Tür- und Fenstergewände, Haustür verändert, Mansarddach, Dachausbauten entstellend, Putzfassade. | 09235249 |
| Weitere Bilder                          | Schloss Rochlitz (Sachgesamtheit) | Sörnziger Weg 1 (Schloßstraße) (Karte) | 11. Jahrhundert, 14. Jahrhundert (Neu- und Umbauten) | Sachgesamtheit Schloss Rochlitz mit folgenden Einzeldenkmalen: Schloss, Querhaus, Kapelle, Fürstenhaus, Wehrgang, Westtürmen, Schlossbrücke, die Gebäudeteile der Südseite, sämtliche Mauern und die ehemaligen Gärten (09235199), sowie der Burgberg als Sachgesamtheitsteil; wichtiges Zeugnis der Burgen- und Schlossbaugeschichte Sachsens, hervorgegangen aus einer Reichsburg, dann verschiedene Um- und Ausbauten zur Nebenresidenz, Witwensitz und Jagdschloss der Wettiner, später Behördensitz, von bau-, kunst-, kultur-, landes- und ortsgeschichtlicher Bedeutung | 09302729 |
| Weitere Bilder                          | Schloss, Querhaus, Kapelle, Fürstenhaus, Wehrgang, Westtürmen, Schlossbrücke, die Gebäudeteile der Südseite, sämtliche Mauern und die ehemaligen Gärten (Einzeldenkmale der Sachgesamtheit 09302729) | Sörnziger Weg 1 (Karte) | 12. und 13. Jahrhundert (Burg); um 1150 (Torturm); 13. Jahrhundert (Wehrgang); vor 1482 (Kemenate); nach 1482 (Schlosskapelle) | Einzeldenkmale der Sachgesamtheit Schloss Rochlitz; wichtiges Zeugnis der Burgen- und Schlossbaugeschichte Sachsens, hervorgegangen aus einer Reichsburg, dann verschiedene Um- und Ausbauten zur Nebenresidenz, Witwensitz und Jagdschloss der Wettiner, später Behördensitz, von bau-, kunst-, kultur-, landes- und ortsgeschichtlicher Bedeutung | 09235199 |
|                                         | Villa, Villengarten und Einfriedung | Sörnziger Weg 2 (Karte) | 1899–1900 | Malerisch gestalteter Villenbau in historistischen Formen, errichtet anstelle der ehem. Lohmühle, Bauherr der ehem. Direktor der Brauerei Härtwig, bau- und gartengeschichtlich von Bedeutung. Schlussstein 1743 der Lohmühle und 2. Schlussstein datiert 1790, um 1900 wurden beide Steine in Gartenmauer eingefügt, guter Originalbestand, geätzte Fenster, Türmchen mit Helmdach, Putzfassade, Putznutung, Sockel Rochlitzer Porphyr, war Villa des ehemaligen Brauereibesitzers Rentier Julius Härtwig. | 09235197 |
| Weitere Bilder                          | Ehemaliger Gasthof „Schloßaue“, später Erholungsheim | Sörnziger Weg 5 (Karte) | Um 1870 | Breit gelagerter Fachwerkbau, Erdgeschoss massiv, straßenseitig überdachter Freisitz in Holzkonstruktion, südwestlich eingeschossiger Anbau der 1920er Jahre, ortsgeschichtliche Bedeutung. Spätes Fachwerk im Obergeschoss; Scheune Haus Zschalig (laut alter Denkmalliste). | 09235196 |
| Direkt Bild zu diesem Denkmal hochladen | Wohnhaus in geschlossener Bebauung, mit Werkstatt- und zwei weiteren Hofgebäuden | Topfmarkt 1 (Karte) | 1. Hälfte 19. Jahrhundert (Wohnhaus); 1885 (Werkstatt); 1887 (Hofgebäude) | Wohnhaus Putzbau mit Porphyrtuffelementen, Toreinfahrt mit profilierter Rahmung, Teil der historischen Altstadtbebauung, ehemalige Stuhlfabrik und Wagenbau, dann Polsterei und Möbelhandlung, bau- und ortsentwicklungsgeschichtlich von Bedeutung. Städtebaulich wichtiges Wohn- und Geschäftshaus mit für das ausgehende 19. Jahrhundert charakteristischer Hofbebauung. - Wohnhaus: dreigeschossig, sieben Achsen, Satteldach, Fenstergewände, Sockel, Gesimse und Portal in Naturstein 19. Jahrhundert, Möbelhandel im Vordergebäude, Ladeneinbau dort 1894 - Werkstatt: 1885 als Werkstatt für Wagenbau, Schlittenbau und Stuhlbau, später nur Stuhlbau und Polsterei - Seitenflügel: im Erdgeschoss Wirtschaftsräume, Obergeschoss Wohn- und Lagerräume | 09235216 |
| Direkt Bild zu diesem Denkmal hochladen | Wohnhaus in geschlossener Bebauung | Topfmarkt 2 (Karte) | Um 1820 | Putzbau in klassizistischen bzw. biedermeierlichen Formen, Gliederungen in Putz und Porphyrtuff, Mittenbetonung durch Zwerchhaus, Toreinfahrt mit profilierter Rahmung und originalen Torflügeln, Teil der historischen Altstadtbebauung, bau- und ortsentwicklungsgeschichtlich von Bedeutung. Zweigeschossig, sieben Achsen, Satteldach, Dachausbau, Biberschwanzdeckung, Tor um 1800, Putzquaderung, Torgewände, zwei Torflügel mit Mitteltür und Oberlicht. | 09235292 |
|                                         | Wohnhaus in geschlossener Bebauung | Topfmarkt 4 (Karte) | 1805 laut Inschrift | Putzbau mit Porphyrtuffgliederungen, Mittenbetonung durch flache Vorlage, Haustürrahmung in spätbarocken Formen mit bezeichneten Schlussstein, Erdgeschoss mit jüngeren Ladeneinbauten, Teil der historischen Altstadtbebauung, ortsentwicklungs- und baugeschichtlich von Bedeutung. Dreigeschossig, fünf Achsen mit einachsiger Vorlage, Satteldach, Portal, Laden nachträglich, an Hofseite Oberlaube nicht mehr sichtbar, Inschrift 1805, Kreuzgewölbe im Mittelflur. | 09235217 |
| Direkt Bild zu diesem Denkmal hochladen | Wohnhaus in geschlossener Bebauung | Topfmarkt 8 (Karte) | 1806 | Schmaler Putzbau mit Porphyrtuffgliederungen, Haustürrahmung mit Schlussstein, Teil der historischen Altstadtbebauung, ortsentwicklungsgeschichtliche Bedeutung. Tür- und Fenstergewände erhalten, dreigeschossig, drei Achsen. | 09235294 |
|                                         | Ehemaliges Brauereianwesen mit Vorderhaus, zwei Hofflügeln (Topfmarkt 9), Brauhaus (Brauereiweg 1, 1a, 1b) sowie Eis- und Lagerkellern mit Stützmauern an der Uferstraße (ehemalige Brauerei Härtwig) | Topfmarkt 9 (Brauereiweg 1, 1a, 1b) (Karte) | Um 1805 (Wohnhaus); bezeichnet mit 1845 (Brauerei); 1. Hälfte 19. Jahrhundert (zwei dreigeschossige Nebengebäude); um 1870 (zwei zweigeschossige Nebengebäude) | Vorderhaus Putzbau mit Porphyrtuffelementen, Tordurchfahrt mit profilierter Korbbogenrahmung, Hofflügel aus je zwei unterschiedlich hohen Nebengebäuden bestehend, ebenfalls Putzbauten, Brauhaus Massivbau in Naturstein, Kelleranlagen zur Uferstraße gelegen, Fronten in Ziegelmauerwerk, seitlich Böschungsmauer in Naturstein, orts- und baugeschichtlich von Bedeutung. - Vorderhaus: dreigeschossig, zehn Achsen, Satteldach, großer Segmentbogen über Portal - Hofflügel: zwei drei- und zwei zweigeschossige Nebengebäude, Pultdächer - Brauhaus: bezeichnet mit 1845, anderthalbgeschossig, Natursteinmauerwerk, Walmdach, eine Gebäudehälfte später umgebaut und erhöht | 09235293 |
|                                         | Schule, heute Wohnhaus in halboffener Bebauung (ehemalige Realschule) | Uferstraße 4 (Karte) | Bezeichnet mit 1796 | Putzbau mit Porphyrtuffgliederungen, über dem Portal mit Schlussstein Inschrifttafel, bis 1860 Schwarz- und Schönfärberei, dann als Schule genutzt, bau-, orts- und sozialgeschichtlich von Bedeutung. Datiert am Türportal, originale Haustür, Tür- und Fenstergewände, dreigeschossig, sieben Achsen, Satteldach, Inschrift „Realschule“, Hausinschrift „Alle mein Anfang Aus- und Eingang Thun und Ende befehl ich Herrgott in Deine Hände“. | 09235257 |
|                                         | Wohnhaus in geschlossener Bebauung in Ecklage | Wallgasse 1 (Karte) | Bezeichnet mit 1802 | Putzbau mit Porphyrtuffgliederungen, Teil der historischen Altstadtbebauung, bau- und ortsentwicklungsgeschichtlich von Bedeutung | 09235306 |
| Direkt Bild zu diesem Denkmal hochladen | Wohnhaus in geschlossener Bebauung | Wallgasse 3 (Karte) | 1818 | Putzbau mit Porphyrtuffgliederungen, Teil der historischen Altstadtbebauung, bau- und ortsentwicklungsgeschichtlich von Bedeutung. Erdgeschoss massiv, Porphyrfenster- und Türgewände, zweigeschossig, Fachwerk im Obergeschoss verputzt, vier Achsen, Mansarddach. Das Wohnhaus wurde laut dem datierten Schlussstein der Haustürrahmung 1818 errichtet. Es ist Teil eines einheitlichen Straßenzuges, der unmittelbar vor der inneren Stadtmauer am ehemaligen, damals wohl noch vorhandenen Wallgraben entstand, worauf der Straßenname Wallgasse verweist. Der zweigeschossige Bau ist im Erdgeschoss massiv, im Obergeschoss in Fachwerk ausgeführt und hat eine einheitlich verputzte Fassade und ein Mansarddach als Abschluss. Prägende Elemente der Fassade sind die Porphyrtuffgewände des Erdgeschosses. Es ist sehr wahrscheinlich, dass hier wie bei anderen Gebäuden der Wallgasse die Bewohner von Anfang an Handwerker waren. Für das späte 19. Jahrhundert überliefern die Adressbücher den Zimmermann Carl Ernst Thalmann als Eigentümer. Als Bestandteil der historischen Altstadtbebauung bezeugt das Objekt die Bauentwicklung von Rochlitz im frühen 19. Jahrhundert; es verweist auf die einstige Bauweise und Bewohnerschaft speziell in den Bereichen, die außerhalb der inneren Stadtmauer lagen. Bei ihren vergleichsweise einfachen Lebensverhältnissen waren die hier ansässigen Handwerker und Hauseigentümer dennoch bemüht, ihren Häusern ein gewisses Ansehen zu geben, erkennbar an den Fassadenelementen in Porphyrtuff. Unter diesen Aspekten verkörpert das Objekt einen bau- und stadtentwicklungsgeschichtlichen Aussagewert. | 09235305 |
| Direkt Bild zu diesem Denkmal hochladen | Wohnhaus in geschlossener Bebauung | Wallgasse 4 (Karte) | 1802 | Zeit- und kleinstadttypisches Bürgerhaus, Putzfassade mit Porphyrtuffelementen, bau- und stadtentwicklungsgeschichtliche Bedeutung. Bürgerhaus, laut Inschrift am Türportal 1802 erbaut. Zweigeschossig, im Erdgeschoss massiv, Obergeschoss vermutlich Fachwerk verputzt, Hausabschluss durch hohes Mansarddach. Das Erscheinungsbild des Hauses wird durch die regelmäßig angeordneten Rechteckfenster mit Porphyrfenstergewänden bzw. porphyrfarbiger Putzeinfassung geprägt. Original erhaltenes Stichbogenportal mit beschriftetem Schlussstein. Das Haus ist Bestandteil eines zeitgleich entstandenen Straßenzuges, der durch eine gleichartige Bebauung geprägt wird. Als typisches, weitgehend original erhaltenes Bürgerhaus des beginnenden 19. Jahrhunderts kommt diesem Wohnhaus ein baugeschichtlicher Wert zu. Als Teil eines zeitgleichen Bauensembles erlangt es zudem städtebauliche Bedeutung. | 09235304 |
| Direkt Bild zu diesem Denkmal hochladen | Wohnhaus in geschlossener Bebauung | Wallgasse 5 (Karte) | 1803 | Schlichte Putzfassade mit Porphyrtuffelementen, Obergeschoss wohl Fachwerk, Mansarddach, ortsentwicklungs- und baugeschichtlich von Bedeutung. Vier Achsen, zweigeschossig, Fenstergewände eventuell älter, Mansarddach, eventuell ursprünglich mit Laden. | 09235303 |
| Direkt Bild zu diesem Denkmal hochladen | Wohnhaus in geschlossener Bebauung | Wallgasse 7 (Karte) | 1802 datiert | Ehemaliges Handwerkerhaus mit schlichter Putzfassade mit Porphyrtuffelementen, Haustürrahmung mit Schlussstein, ortsentwicklungs- und baugeschichtlich von Bedeutung. Zweigeschossig, vier Achsen, Tür- und Fenstergewände Porphyr, Schlussstein mit plastischer Darstellung: Hobel, Zirkel und Winkel, Innungszeichen. Das Wohnhaus wurde laut datiertem Schlussstein der Haustürrahmung 1802 erbaut. Mit dem auf dem Schlussstein ebenfalls dargestellten Zunftzeichen der Tischler wird der Beruf des Erbauers und Besitzers anzeigt, der sich hier zudem mit den Insignien JCG bzw. dem Namen Gerstenberger verewigt hat. Das Gebäude ist Teil eines einheitlichen Straßenzuges, der unmittelbar vor der inneren Stadtmauer am ehemaligen, damals wohl noch vorhandenen Wallgraben entstand, worauf der Straßenname Wallgasse verweist. Der zweigeschossige Bau hat eine Putzfassade mit Porphyrtuffgliederungen und wie die anderen Häuser des Straßenzuges ein Mansarddach als Abschluss. Als Bestandteil der historischen Altstadtbebauung dokumentiert das Objekt die Bauentwicklung von Rochlitz im frühen 19. Jahrhundert; es verweist auf die einstige Bauweise und Bewohnerschaft speziell in den Bereichen, die vor der inneren Stadtmauer lagen. Es veranschaulicht, in welchen Verhältnissen die hier ansässigen Handwerker lebten. Es Bei aller Bescheidenheit legten diese bei ihren Häusern offenbar auch auf einen gewissen Anspruch wert, der sich in der Anbringung von Name und Handwerkerzeichen ausdrückte. Unter den genannten Gesichtspunkten erlangt das Objekt bau- und stadtentwicklungsgeschichtliche Bedeutung. | 09235301 |
| Direkt Bild zu diesem Denkmal hochladen | Wohnhaus in geschlossener Bebauung | Wallgasse 9 (Karte) | 1803 | Vermutlich ursprünglich Handwerkerhaus, schlichte Putzfassade mit Porphyrtuffgliederungen, Haustürrahmung mit bezeichnetem und datiertem Schlussstein, ortsentwicklungsgeschichtlich von Bedeutung. Tür- und Fenstergewände, zweigeschossig, drei Achsen. Das Wohnhaus wurde laut datiertem Schlussstein der Haustürrahmung 1803 erbaut. Es ist Teil eines einheitlichen Straßenzuges, der unmittelbar vor der inneren Stadtmauer am ehemaligen, damals wohl noch vorhandenen Wallgraben entstand, worauf der Straßenname Wallgasse verweist. Der zweigeschossige Bau hat eine schlichte Putzfassade mit Porphyrtuffgliederungen und ein Mansarddach als Abschluss. Wie bei anderen Häusern der Wallgasse waren wohl auch hier die Erbauer und Bewohner einst Handwerker oder Gewerbetreibende. Für das späte 19. Jahrhundert ist durch die Adressbücher die verwitwete Schuhmacherin Emilie Friederike Scheffler als Eigentümerin belegt. Als Bestandteil der historischen Altstadtbebauung dokumentiert das Objekt die Bauentwicklung von Rochlitz im frühen 19. Jahrhundert; es verweist auf die einstige Bauweise und Bewohnerschaft speziell in den Bereichen, die außerhalb der inneren Stadtmauer lagen. Es veranschaulicht die vergleichsweise einfachen Lebensverhältnisse der hier ansässigen Handwerker und Hauseigentümer. Trotz aller Bescheidenheit waren diese offensichtlich bestrebt, ihren Häusern ein gewisses Ansehen zu geben, erkennbar an den Porphyrtuffgliederungen der Fassaden. Dadurch ergibt sich auch das einheitliche Straßenbild der Wallgasse. Unter den genannten Aspekten har das Objekt bau- und stadtentwicklungsgeschichtlichen Zeugniswert. | 09235300 |
| Weitere Bilder                          | Scheune | Zwickauer Straße (am Ortseingang, Ecke Noßwitzer Weg) (Karte) | 1. Hälfte 19. Jahrhundert | Bruchstein- und Ziegelmauerwerk, verputzt, letzter Teil einer Scheunenreihe, ursprünglich dem Amt Rochlitz zugehörig, später möglicherweise verpachtet, ortsgeschichtlich von Bedeutung. Heute einzeln stehend durch Abbruch der Nachbarscheunen, ortsgeschichtlich von Bedeutung, Nähe Burg, massiv, Porphyr, Satteldach. | 09235204 |
| Direkt Bild zu diesem Denkmal hochladen | Wohnhaus in offener Bebauung | Zwickauer Straße 6 (Karte) | Nach 1800 | Putzbau in Formen um 1800, hohes Mansarddach, Zeugnis der vorstädtischen Bebauung im Schlossumfeld, von ortsentwicklungsgeschichtlicher Bedeutung | 09235356 |
| Direkt Bild zu diesem Denkmal hochladen | Wohnhaus in geschlossener Bebauung | Zwingergasse 1 (Karte) | 1802 | Putzfassade mit Porphyrtuffelementen, Obergeschoss wohl Fachwerk, Mansarddach, Haustürrahmung mit bezeichnetem und datiertem Schlussstein, bau- und ortsentwicklungsgeschichtlich von Bedeutung. Vierachsig, zweigeschossig, Fenster- und Türgewände. | 09235299 |

## Breitenborn
| Bild                                    | Bezeichnung                                                                                          | Lage                                            | Datierung | Beschreibung | ID       |
| --------------------------------------- | --- | ----------------------------------------------- | --- | --- | -------- |
| Weitere Bilder                          | Dorfkirche und Kirchhof Breitenborn (Sachgesamtheit)                                                 | Breitenborner Straße (Karte)                    | Chor 14. Jahrhundert, Schiff barock | Sachgesamtheit Dorfkirche und Kirchhof Breitenborn mit folgenden Einzeldenkmalen: Kirche, Leichenhalle und Kriegerdenkmal (08955025) sowie Kirchhof mit Einfriedung als Sachgesamtheitsteile; von ortshistorischer Bedeutung | 09300190 |
| Weitere Bilder                          | Kirche mit Ausstattung, Leichenhalle und Kriegerdenkmal (Einzeldenkmale der Sachgesamtheit 09300190) | Breitenborner Straße (Karte)                    | Chor 14. Jahrhundert, Schiff barock (Kirche); 16. Jahrhundert (Taufe); 1905 (Leuchter und Kirchenfenster); um 1920 (Kriegerdenkmal)                                 | Einzeldenkmale der Sachgesamtheit Dorfkirche und Kirchhof Breitenborn; Chorturmkirche frühgotischen Ursprungs, Kriegerdenkmal mit figürlicher Gestaltung, von ortshistorischer Bedeutung. Kirche gedrungener Bau mit flachbogigen, im Chor gotischen Fenstern. Starker quadratischer Turm über dem Chorvorjoch. Einschiffiger Saal, im Westen rechteckig mit flacher Decke, Kehle, flachbogigen Fenstern, Chorbogen und Empore. Spätgotischer Ostteil mit 5/8-Chorschluss, Chorvorjoch mit Netzrippengewölbe und zweistufig erhöhtem Chor. Im Norden Sakramentshäuschen. Taufe und Kanzel neoromanisch, ebenso Altar und Holzverkleidung im Chor. Glasfenster im Chor um 1900. Deckenmalerei im Schiff mit Medaillons der Evangelisten. Kriegerdenkmal für die Gefallenen des Ersten Weltkrieges als Tordurchgang vom Kirchhof zum Pfarrhof gestaltet aus Porphyr, links Relief eines Soldaten, rechts das eines trauernden Engels, im Giebel Inschrift. | 08955025 |
|                                         | Transformatorenstation                                                                               | Breitenborner Straße (Ecke Schulstraße) (Karte) | 1913 (Sanierung 2013) | Typ „Borna“, heute Wartehäuschen, frühes Zeitzeugnis für die Elektrifizierung, orts- und technikgeschichtlich von Bedeutung. - Schutzgut: quadratischer Grundriss, Sockel Porphyrpolygonmauerwerk. Turm durch pagodenartiges Zwischendach abgesetzt, dort Zeltdach, Eingang bossierte Porphyrquader - Geschichte: - 1913 errichtet und 1914 durch die Firma Licht und Kraft GmbH Borna in Betrieb genommen - 1914 bis 1989 in Betrieb, anfangs vom Umspannwerk Oberelsdorf, später vom Umspannwerk Geithain mit 15.000 V versorgt; Transformation auf 230 V / 380 V Niederspannung - 1989 Außerbetriebnahme, Ablösung durch die Turmstation Breitenborn I und Umnutzung als Buswartehäuschen - 2013 Sanierung, auch Bedeutung als Brutplatz der Schleiereule | 08955035 |
| Direkt Bild zu diesem Denkmal hochladen | Wohnstallhaus (Umgebindehaus) eines Dreiseithofes                                                    | Breitenborner Straße 11 (Karte)                 | Um 1700 | Fachwerkbau mit Umgebindekonstruktion, in der Region mittlerweile seltenes Beispiel dieser Bauweise, von heimat-, bau- und hausgeschichtlicher Bedeutung. Obergeschoss Fachwerk, allseitig verschiefert, Blockstube fehlt, große Jochweiten, Umgebinde mit Kopfbändern; nur noch selten anzutreffende Konstruktionsart im Kreis; Umgebinde rechts 2/2. | 08955022 |
|                                         | Nebengebäude und Scheune eine Pfarrhofs                                                              | Breitenborner Straße 12 (Karte)                 | 1588 Dendro (Scheune); bezeichnet mit 1618 (Wohnstallhaus, Umbau 1. Hälfte 19. Jahrhundert)                                                                         | Fachwerkbauten, Scheune mit sehr alter Konstruktion, heimat- und baugeschichtliche Bedeutung. Wohnstallhaus Erdgeschoss massiv, Porphyrgewände, Obergeschoss Fachwerk, Giebel verschiefert, Scheune mit großem Tor, Fachwerk rekonstruiert, Erdgeschoss des Wohnstallhauses verändert durch Garageneinbau. | 08955023 |
| Direkt Bild zu diesem Denkmal hochladen | Wohnstallhaus eines Bauernhofes                                                                      | Breitenborner Straße 16 (Karte)                 | Bezeichnet mit 1822 (Schlussstein) | Fachwerkbau mit reicher Giebelgestaltung, heimat- und baugeschichtliche Bedeutung. Erdgeschoss gekehlte Porphyrgewände, korbbogiger Türsturz mit Schlussstein; Obergeschoss Fachwerk, im oberen Giebelteil Sonnengiebel, Dachüberstand. | 08955031 |
| Direkt Bild zu diesem Denkmal hochladen | Häuslerhaus                                                                                          | Breitenborner Straße 17 (Karte)                 | Bezeichnet mit 1630 | Sehr altes Fachwerk-Haus, heimat- und baugeschichtliche Bedeutung. Obergeschoss Fachwerk, Dachüberstand, Fenstergrößen erhalten; schmales Häuslerhaus mit steilem Dach. Giebel verbrettert. | 08955032 |
| Direkt Bild zu diesem Denkmal hochladen | Wohnstallhaus, Scheune und zwei Seitengebäude eines Vierseithofes                                    | Breitenborner Straße 34 (Karte)                 | 1. Hälfte 19. Jahrhundert | Weitgehend geschlossen erhaltene Hofanlage mit landschaftstypischen Fachwerkbauten, heimat- und baugeschichtlich von Bedeutung. - Wohnstallhaus: Erdgeschoss verändert, Giebelseite massiv, Obergeschoss Fachwerk, Dachüberstand - Scheune: halbseitig Fachwerk im Erdgeschoss, Drempel - Nebengebäude: Obergeschoss Fachwerk, giebelseitig Lastenaufzug, Erdgeschoss Porphyrgewände, zwei Stichbogenportale, traufseitig Giebel mit integriertem Taubenhaus - zweites Nebengebäude: Obergeschoss Fachwerk, zum Teil Porphyrgewände erhalten, im Erdgeschoss 1/3 Fachwerk, mit großer Einfahrt Ortsbildprägende Wirkung des Wohnstallhauses. | 08955034 |
| Direkt Bild zu diesem Denkmal hochladen | Wohnstallhaus, Scheune und Seitengebäude eines Bauernhofes                                           | Mühlweg 7 (Karte)                               | Bezeichnet mit 1827 (Tafel) | Landschaftstypische Fachwerkbauten von heimatgeschichtlicher und baugeschichtlicher Bedeutung. - Wohnstallhaus: Giebel massiv, Obergeschoss Fachwerk, Biberschwanzdeckung, Dachüberstand - Scheune: Fachwerk - Nebengebäude: Erdgeschoss massiv, Obergeschoss Fachwerk, Mitteldrehflügelfenster | 08955033 |
| Direkt Bild zu diesem Denkmal hochladen | Wohnstallhaus, Scheune und zwei Seitengebäude eines Vierseithofes                                    | Schulstraße 12 (Karte)                          | 1802 (laut Auskunft) | Landschaftstypische Fachwerkbauten von bau- und heimatgeschichtlicher Bedeutung. - Wohnstallhaus: Obergeschoss Fachwerk, Krüppelwalmdach - Durchfahrtsscheune und Stallscheune: Erdgeschoss massiv, zum Teil Porphyrgewände erhalten - Scheune: ein Teil noch Fachwerk im Erdgeschoss Fenstergrößen durchgehend erhalten; schön im ursprünglichen Sinne erhaltener Hof in Kirchnähe. Bei Durchfahrtsscheune Schiebefenster erhalten. | 08955028 |
| Direkt Bild zu diesem Denkmal hochladen | Wohnstallhaus und zwei Seitengebäude eines Dreiseithofes                                             | Schulstraße 13 (Karte)                          | Tafel Außenwand 1686 (Dreiseithof); bezeichnet mit 1818 (Schlussstein); 2. Hälfte 19. Jahrhundert (Seitengebäude)                                                   | Landschaftstypische Fachwerkbauten von bau- und heimatgeschichtlicher Bedeutung. - Wohnstallhaus: Erdgeschoss massiv, verputzt, Stichbogenportal mit Schlussstein, Fenster hofseitig teilweise vergrößert, steiles Satteldach – hofseitig vorkragend, Stall mit Gewölben auf Porphyrsäulen, um 1800 - 1. Seitengebäude: Erdgeschoss massiv, große Toreinfahrt hofseitig, Obergeschoss Fachwerk, kaum Verstrebungen, flacher geneigtes Satteldach, giebelseitig Heuaufzug, im Inneren vermutlich Auszugswohnung, spätes 19. Jahrhundert - 2. Seitengebäude: Erdgeschoss massiv und verputzt, große Toreinfahrt, Obergeschoss Fachwerk – einfaches Fachwerk mit Eckstreben, Satteldach, spätes 19. Jahrhundert | 08955029 |
| Direkt Bild zu diesem Denkmal hochladen | Wohnstallhaus und zwei Seitengebäude eines Vierseithofes                                             | Schulstraße 18, 19 (Karte)                      | 1629 Dendro (Seitengebäude); 18. und 19. Jahrhundert (Vierseithof); 1. Drittel 18. Jahrhundert (Wohnstallhaus); bezeichnet mit 3. Mai 1749 am Stall (Seitengebäude) | Landschaftstypische Fachwerkbauten mit teils sehr alter Konstruktion, von heimat- und baugeschichtlicher Bedeutung. - Wohnstallhaus: Giebel massiv, Obergeschoss Fachwerk mit Drempel, K-Streben - im Winkel dazu Stallgebäude: mit bezeichnetem Türstock, Obergeschoss Fachwerk mit Laubengang (wird rekonstruiert) - Scheune (kein Denkmal): massiv, nur oberes Drittel Fachwerk, 19. Jahrhundert | 08955030 |

## Noßwitz
| Bild                                    | Bezeichnung | Lage                                                                  | Datierung | Beschreibung | ID       |
| --------------------------------------- | --- | --------------------------------------------------------------------- | --- | --- | -------- |
| Direkt Bild zu diesem Denkmal hochladen | Bauern- oder Dorfstein | Lindenstraße 7 (Karte)                                                | Vermutlich 16./17. Jahrhundert | Runder Porphyrtuffblock, zur Markierung des Ortes für Rechtshandlungen in der Gemeinde, ortsgeschichtlich und volkskundlich von Bedeutung. Aller Wahrscheinlichkeit nach kennzeichnet der Stein aus Rochlitzer Porphyrtuff den früheren Versammlungsort der Gemeinde für Rechtsprechungsakte („Rügengerichte“). Dabei kamen die Gerichtspersonen aus allen Dörfern eines Weichbildortes zu bestimmten Zeiten zusammen, um die in der Gemeinde etwa vorgekommenen Ungesetzmäßigkeiten und andere wichtige Ereignisse vorzubringen, zu „rügen“. Betroffen waren insbesondere Weg- und Grenzstreitigkeiten, Wasserschäden (namentlich durch fremde Teiche verursacht), verlorene und gefundene Gegenstände, Diebstähle, Schlägereien u.s.w. Der Stein liegt unter einem Lindenbaum (Dorflinde). Als Zeugnis des Dorflebens in der Vergangenheit – insbesondere die Rechtspflege betreffend – erlangt er ortsgeschichtliche und volkskundliche Bedeutung. | 08955016 |
| Weitere Bilder                          | Wohnstallhaus, zwei Seitengebäude und Scheune sowie Pumpe eines Vierseithofes | Noßwitzer Hauptstraße 6 (Karte)                                       | Um 1750, Umbau bezeichnet mit 1858 im Türstock (Seitengebäude); spätes 18. Jahrhundert (Wohnstallhaus); 1. Hälfte 19. Jahrhundert (Seitengebäude); um 1880 (Scheune)           | Bemerkenswerter Hof mit landschaftstypischen Fachwerkbauten, nordöstliches Seitengebäude mit Oberlaube, bau- und heimatgeschichtlich von Bedeutung. - Wohnstallhaus: Obergeschoss regelmäßiges Fachwerk, profilierte Schwelle, doppelt profilierte Fenstergewände - Stallscheune: Erdgeschoss große Tore, Obergeschoss Fachwerk mit Lastenaufzug - Scheune: zwei Seiten Holzkonstruktion - Seitengebäude (Ausgedinge): Erdgeschoss massiv mit Stall, zweijochige Oberlaube mit Kopfstreben, sehr flachen Bögen und großen Jochweiten, mehrere originale Mitteldrehflügelfenster, Brüstung in Resten mit ausgesägten Brettern vorhanden | 08955003 |
| Weitere Bilder                          | Wohnstallhaus, Scheune, Seitengebäude (mit Kumthalle), Auszugshaus und Tor mit Einfriedung eines Vierseithofes                                                                                                | Noßwitzer Hauptstraße 14 (Karte)                                      | Um 1800 (Wohnstallhaus und Auszugshaus); Mitte 19. Jahrhundert (Seitengebäude mit Kumthalle)                                                                                   | Landschaftstypische ländliche Bauten des 19. Jahrhunderts, teils Fachwerk-, teils Massivbauweise, ehemaliger Pferdestall mit dreibogiger Kumthalle, Torpfeiler mit Kugelbekrönung, bedeutender Hof in ortsbildprägender Lage, bau- und heimatgeschichtliche Bedeutung. - Wohnstallhaus: Obergeschoss Fachwerk, Dachüberstand, profilierte Porphyrgewände, Eingangsportal mit profiliertem Sturz - Scheune: Fachwerk mit großen Schiebetoren - Seitengebäude: mit dreibogiger massiver Kumthalle, zwei Porphyrsäulen auf hohem Sockel mit flachen Rundbögen, Dachhäuschen - Ausgedinge: Obergeschoss Fachwerk, überall Porphyrgewände, im Giebel Zwillingsfenster - Torpfeiler: aus Porphyr mit Kugelbekrönung | 08955002 |
| Weitere Bilder                          | Wohnstallhaus eines Bauernhofes | Noßwitzer Hauptstraße 16 (Karte)                                      | 1603 Dendro | Fachwerkbau mit Thüringer-Leiter-Motiv, Schiffskehlchen an Schwelle, vorkragendes Dach, Fenstergewände in Rochlitzer Porphyrtuff, bau- und eimatgeschichtlich von Bedeutung. Obergeschoss Fachwerk mit thüringischem Leitermotiv, Schiffskehlchen an Schwelle, vorkragendes Dach, Fenstergewände Rochlitzer Porphyrtuff, baugeschichtlich von Bedeutung, Stallscheune teils Fachwerk, Stirnseite Giebel verbrettert, Scheune (1603d): Abbruch 1996; Fachwerk am Wohnstallhaus zum Teil erneuert, Wohnstallhaus saniert. Das Wohnstallhaus eines ehemaligen Dreiseithofes in der Ortslage Hellerdorf gehört zu den ältesten Fachwerkbauten in der Region. Durch Dendrochronologie konnte das verbaute Holz auf das Jahr 1603 datiert werden. Das eindrucksvolle Gebäude zeichnet sich durch seine Fachwerkkonstruktion mit Thüringer-Leiter-Motiv aus. Die profilierte Schwelle mit Schiffskehlchen deutet darauf, dass auch das Erdgeschoss ursprünglich in Fachwerk oder als Umgebinde ausgeführt war. Später erfolgte eine Unterfahrung mit Mauerwerk. Auffällig ist ebenso der weite Dachüberstand auf der Hofseite, der dem Wetterschutz dient. Tür- und Fenstergewände in dem später massiv erneuerten Erdgeschoss bestehen aus Porphyrtuff. Das Wohnstallhaus stellt einen Zeugniswert für die Entwicklung der ländlichen Architektur in der Region dar. Als eines der ältesten Fachwerkgebäude in Mittelsachsen erlangt es eine besondere hausgeschichtliche Bedeutung. Unter diesen Aspekten eignet dem Objekt ein großer bau- und heimatgeschichtlicher Aussage- und Dokumentationswert. | 08955001 |
|                                         | Ehemalige Schmiede, bestehend aus Wohnhaus und angebautem Werkstattgebäude sowie Spalierobst (zwei Birnbäume)                                                                                                 | Noßwitzer Hauptstraße 19 (Karte)                                      | 2. Hälfte 19. Jahrhundert | Schlichter Putzbau mit Porphyrtuffgewänden, zweiteiliger Werkstattanbau, von heimatgeschichtlicher Bedeutung. Zweigeschossiger Putzbau, traufständig, Mitteleingang, 5 × 2 Achsen, Porphyrfenstergewände und -türportal, Giebeldreieck halbrundes Fenster, Satteldach, links ehemalige Schmiedewerkstatt aus zwei Bauabschnitten bestehend, Fenster Holz, gesprosst, original, Satteldach und hoher rechteckiger Schornstein, am Gebäude ehemals drei Spalierbäume – Birne, mitten im Dorf zwischen den beiden Dorfkernen stehender Bau. | 09302876 |
|                                         | Seitengebäude (Auszugshaus) eines Vierseithofes | Noßwitzer Hauptstraße 21 (Karte)                                      | Bezeichnet mit 1796 (Türstock) | Oberlaube mit stehendem Mann und Holzbrüstung sowie verbrettertem Aufgang, wichtiges Zeugnis der regionalen Volksbauweise, heimat- und baugeschichtlich von Bedeutung. Bei dem Seitengebäude eines Vierseithofes handelt es sich um das ehemalige Auszugshaus. Der Fachwerkbau steht auf der Ostseite der Hofanlage und wurde laut Datierung im Türstock 1796 errichtet. Bemerkenswert ist seine Konstruktion mit Oberlaube. Dieser offene Gang diente nicht nur zur Erschließung der dahinter gelegenen Obergeschossräume, sondern auch als Trockenplatz für Feldfrüchte oder Wäsche. Als Fachwerkbau mit Oberlaube ist das Seitengebäude ein wichtiges Zeugnis der regionalen Volksbauweise. Es veranschaulicht bäuerliches Leben und Wirtschaften in der Vergangenheit und erlangt unter diesen Aspekten bau- und heimatgeschichtliche Bedeutung. | 08955004 |
|                                         | Südwestliches Seitengebäude (mit Oberlaube), nordöstliches Seitengebäude (eingeschossig mit Durchfahrt) sowie Scheune eines Bauernhofes                                                                       | Noßwitzer Hauptstraße 26 (Karte)                                      | 1699 Dendro, Umbau bezeichnet mit 1750 (Scheune); 2. Hälfte 18. Jahrhundert (Nebengebäude mit Stall)                                                                           | Regionaltypische ländliche Wirtschaftsgebäude von großer bau- und heimatgeschichtlicher Bedeutung. - Nebengebäude: mit Stall im Erdgeschoss, dreijochige Oberlaube mit balusterartigen Stützen und integriertem Taubenschlag; vorkragendes Obergeschoss, Tür in der Brüstung - Scheune: mit weitem Dachüberstand und Ladeluke | 08955015 |
|                                         | Wegestein | Noßwitzer Hauptstraße 27 (unterhalb) (Karte)                          | 19. Jahrhundert | Aus Porphyr, gegiebelter Stein, stark verwitterte Inschrift „Rochlitz“, von verkehrshistorischer Bedeutung | 08955013 |
|                                         | Wohnstallhaus eines Dreiseithofes | Noßwitzer Hauptstraße 30 (Karte)                                      | Um 1800 | Markanter, landschaftstypischer Fachwerkbau mit reicher Giebelgestaltung, von heimat- und baugeschichtlicher Bedeutung. Wohnstallhaus mit prächtigem Fachwerkgiebel, Erdgeschoss massiv, Dachüberstand. Prägt das Ortsbild durch seinen Giebel mit. Giebelseite neu aufgebrettert, im Erdgeschoss liegende Fenster. Trotz baulicher Veränderungen Denkmalwert gegeben. Das ehemalige Wohnstallhaus eines Dreiseithofes entstand vermutlich in der zweiten Hälfte des 18. Jahrhunderts. Der Fachwerkbau zeichnet sich durch eine reiche Giebelgestaltung aus, wobei das Giebelfachwerk im derzeitigen Zustand neu aufgebrettert ist. Wie auch an anderen Bauten dieser Art zu beobachten ist, hat die hofseitige Traufe eine weiten, dem Wetterschutz dienenden Überstand. Das Objekt ist ein anschauliches Beispiel der Volksbauweise in der Region. Es ist Teil der historischen Ortsbebauung von Noßwitz und hat mit seinem prächtigen Fachwerkgiebel eine prägende Wirkung für das Ortsbild. Aus diesen Gründen erlangt es bau- und heimatgeschichtliche Bedeutung. | 08955014 |
| Weitere Bilder                          | Wohnstallhaus, zwei Seitengebäude, Torhaus und Einfriedung eine Vierseithofes | Noßwitzer Hauptstraße 32 (Karte)                                      | Um 1820 (Vierseithof); Bezeichnet mit 1821 (Wohnstallhaus) | Verputzte, einheitlich entstandene Massivbauten mit Porphyrtuffgliederungen, geschlossen erhaltene, landschaftstypische Hofanlage aus der Zeit um 1820, von heimat- und baugeschichtlicher Bedeutung. Tafel: „Diese Wohnung ward durch den Blitz versehrt den 12. August 1820 und wiederaufgebaut von T.G. Haberkorn, a.D. 1821“. Wohnstallhaus mit aufwändig profiliertem Türgewände und geradem Sturz, Seitengebäude mit großen Toren, angedeuteten Kapitellen und Schlusssteinen. Bildprägende, große Scheune mit Schlitzfenstern und Palladiomotiv im Giebel, zwei Toreinfahrten, Krüppelmansarddach. Torhaus mit reich geschnitztem zweiflügeligem Tor, restauriert 1992. Dachhäuschen, sämtlich Krüppelwalmdächer. Massiver großbäuerlicher Vierseithof. | 08955011 |
| Weitere Bilder                          | Wohnstallhaus, drei Seitengebäude und drei Tore eines Vierseithofes | Noßwitzer Hauptstraße 33 (Karte)                                      | Bezeichnet mit 1859 im Giebel (Wohnhaus); um 1860 (Seitengebäude) | Markanter Bauernhof, Massivbauten mit Porphyrtuffgliederungen, Wohnhaus besonders reich gestaltet, einst vermutlich im Besitz des Steinbruchbesitzers Haberkorn, ortsbildprägende Wirkung, von bau- und heimatgeschichtlicher Bedeutung. Anspruchsvoller Putzbau, zweigeschossig mit Drempel, gegliedert durch Lisenen, Gesimse, Eckquaderung und Fensterbedachungen aus Porphyr, durchgehend flachbogige Fenster. Seitengebäude mit großem Dachüberstand, zum Teil mit Schlitzfenstern, ebenfalls Putzbauten mit Porphyrgewänden. | 08955012 |
| Weitere Bilder                          | Ehemalige Schule, heute Wohnhaus | Noßwitzer Hauptstraße 37 (Karte)                                      | 2. Hälfte 19. Jahrhundert | Schlichter Putzbau, ursprünglich etwas reichere Fassadengestaltung in historistischen Formen, von bau- und ortsgeschichtlicher Bedeutung. Zweigeschossiges, traufständiges Schulgebäude mit flachem, gegiebeltem Mittelrisalit, doppelte Biberschwanzdeckung, Tür mit großer Bedachung auf Konsolen. Schlichter Putzbau, der durch Porphyrtür- und -fenstergewände akzentuiert wird. Im Kreis sind so gut erhaltene Schulgebäude rar. | 08955027 |
|                                         | Mord- und Sühnekreuz sowie Wegestein | Rochlitzer Berg, Weg zwischen Rochlitzer Berg und Eulenkluft (Karte)  | Bezeichnet mit 1629 | Ortsgeschichtlicher Wert. Mord- und Sühnekreuz (Porphyr) mit Schwert darauf, 50 Meter weiter Porphyrstein (oben abgerundet), dazu Wegestein mit gekreuzten Schwertern. | 08955063 |
| Weitere Bilder                          | Sachgesamtheit Königlich-Sächsische Triangulierung („Europäische Gradmessung im Königreich Sachsen“); Station 17, Rochlitz                                                                                    | Rochlitzer Berg (Karte)                                               | Bezeichnet mit 1869 | Triangulationssäule Station 1. Ordnung; geschichtlich und technikgeschichtlich von Bedeutung. Für die Errichtung der Station Rochlitz wurde die „südliche Stelle der Plattform des König-Friedrich-August-Thurmes“ auf dem Rochlitzer Berge gewählt. Nagel schreibt, dass der Turm sich vorzüglich eignet, aber einige Schwierigkeiten beim Bau zu überwinden waren. Es gab Verzögerungen bei der Baugenehmigung, und der Bauentwurf musste vom Finanzministerium gesondert genehmigt werden. Zur Stabilisierung des Beobachtungspfeilers auf dem obersten Geschoss des Turmes wurde durch die Geschossdecke ein Schaft in die Umfassungsmauer des darunterliegenden Geschosses als Fundament eingebaut. „Bei Anordnung dieses Schaftes war darauf zu sehen, dass die Oeffnungen der runden Fenster in der Laterne nicht verbaut wurden und dass der Schaft nebst dem Pfeiler die Besucher des Thurmes so wenig als möglich störe.“ Noch heute ist diese Verstärkung im Mauerwerk beim Aufstieg auf den Turm gut zu sehen. Von der Plattform nebst Beobachtungspfeiler kann man einen schönen Rundblick über Westsachsen genießen. Der Rochlitzer Berg war Bestandteil des Netzes 1. Ordnung der DDR. Etwa 39 m südlich wurde 1960 ein Bodenpunkt geschaffen. Die Messungen, auch zur Einbeziehung des Völkerschlachtdenkmals ins Netz anstelle der Station 20-Pleißenburg, fanden aber auf dem Turm statt. Die Säule mit der Inschrift „Kön.Sächs. / Station / ROCHLITZ / der / Mitteleuropäischen / Gradmessung / 1866“ ist ca. 1,40 m hoch und besteht aus Rochlitzer Porphyr und Grillenburger Sandstein. Die Deckplatte ist aus Gusseisen gefertigt. | 09301592 |
| Weitere Bilder                          | Rochlitzer Berg (Sachgesamtheit) | Rochlitzer Berg (Karte)                                               | Spätmittelalter–1900 (Sachgesamtheit); Spätmittelalter–1947 Abbau (Steinbruch); 1579/1580 (Mühlsteinbruch erstmals erwähnt in Verkaufsurkunde); 1870/1880 (Verwaltungsgebäude) | Sachgesamtheit Rochlitzer Berg mit folgenden Einzeldenkmalen, orts- und regionalgeschichtlich von Bedeutung: - Königshöhe (08955047) - Wirtschaftskeller (08955052) - Husarenstein (08955050) - Karl-Gleisberg-Stein (08955046) - Schillingstein (08955062), außerhalb der Fläche der Sachgesamtheit stehender Stein an der Einfahrt zum Schillingbruch - Wettinstein (08955055) - Schreddermaschine (08955049) - Einsiedelei (08955048) - Alte Schmiede (08955045) - Türmerhaus (08955041) - König-Friedrich-August-Turm (08955040) - ehemaliger Pferdestall (09301361) - Wegestein (09301362) - ehemaliges Gasthaus Zum Waldschlößchen (08955051) - im Bereich des Mühlsteinbruchs Kran, ein Mühlstein, ein Forstgrenzstein und vier Porphyrplatten (08955053) - sowie folgenden Sachgesamtheitsteilen: Seidelsteinbruch, Haberkornbruch, Gleisbergbruch und das Verwaltungsgebäude in der Nähe des Haberkornbruchs, Mühlsteinbruch und Bruch Meeresauge - Verwaltungsgebäude der Vereinigten Porphyrbrüche: zweigeschossig, profilierte Porphyrgewände, Gesims (Schriftzug „Vereinigte Porphyrbrüche“ noch erkennbar) - drei Steinbrüche: Haberkornbruch, Seidelbruch, Gleisbergbruch (dieser an der oberen Kante Trockenmauer zur Sicherung, ca. 60 Meter tief - Unterstände der Steinmetzen, mit Jahreszahlen und Steinmetzzeichen) Seit 1613 besaß die Familie Haberkorn aus Rochlitz Bruchrechte auf dem Rochlitzer Berg. 1897 gründete Oswald Haberkorn mit anderen Bruchbesitzern die Vereinigten Porphyrbrüche auf dem Rochlitzer Berge GmbH. Mühlsteinbruch erstmals 1579/80 in Amtsrechnung erwähnt, damals erwarb Lengelt Peter Repsch den Bruch von Liborius Frenzeln, auch der sogenannte „fördere Bruch“ (eventuell Bruch Meeresauge?) befand sich im 17. Jahrhundert ebenso wie der Mühlsteinbruch im Besitz von Blasius Frenzel (1615), später von Thomas Frenzel (1624), ab 1667 im Besitz des Amtsförsers Georg Haberkorn aus Noßwitz, in dessen Familienbesitz sich die Brüche bis ins 19. Jahrhundert befanden. | 08955042 |
|                                         | Sogenannter Schillingstein, Porphyrstein/Wegestein, erinnert an Emil Schillings Steinbruch (Einzeldenkmal der Sachgesamtheit 08955042)                                                                        | Rochlitzer Berg (Karte)                                               | Bezeichnet mit 1877 | Einzeldenkmal der Sachgesamtheit Rochlitzer Berg; ortsgeschichtlich von Bedeutung | 08955062 |
| Weitere Bilder                          | Gedenkstein: Wettinstein (Einzeldenkmal der Sachgesamtheit 08955042) | Rochlitzer Berg (Karte)                                               | 1889 | Einzeldenkmal der Sachgesamtheit Rochlitzer Berg; Porphyrrohling mit Inschrift und Jahreszahl: „Heil Wettin/ H. A. 1089–1889“, landesgeschichtlich von Bedeutung | 08955055 |
| Weitere Bilder                          | Denkmal für die Förderer des Promenadenvereins | Rochlitzer Berg (an der Mordgrundbrücke) (Karte)                      | Bezeichnet mit 1882; bezeichnet mit 1932 | Großer Mittelstein mit Inschrift, seitlich zwei kleinere Monolithe, Porphyrtuff, davor halbrunder, mit Mauerwerk eingefasster Ruheplatz, ortsgeschichtliche Bedeutung | 08955054 |
| Weitere Bilder                          | Vier Porphyrplatten (vermutlich ehemalige Salzlecke), Mühlsteinrohlinge, Kran oberhalb des Mühlsteinbruchs sowie Forstgrenzstein nordöstlich des Mühlsteinbruchs (Einzeldenkmale der Sachgesamtheit 08955042) | Rochlitzer Berg (nahe Mühlsteinbruch und Mühlsteinweg) (Karte)        | Bezeichnet mit 1820 (eventuell Forstgrenzstein); bezeichnet mit 1818 (vier Steinplatten, Nutzung ungeklärt); um 1900 (Kran)                                                    | Einzeldenkmale der Sachgesamtheit Rochlitzer Berg; Sachzeugnisse des Porphyrabbaus auf dem Rochlitzer Berg von regional- und technikgeschichtlicher Bedeutung. - Kran: Flurstück 472, nahe Mühlsteinweg, oberhalb des Steinbruchlochs an der Kante stehende Eisenkonstruktion, genietete und geschraubte Eisen-U-Profile, Grundkörper als Dreibock ausgebildet, verschwenkbarer Kranausleger an der Vorderkante, Seilrollen sind erhalten, Verbindungen teilweise durch Bandeisen gesichert (bauzeitlich), hinter dem Kran Fundament der ehemaligen Seilwinde mit Schraubenstümpfen - Mühlsteinrohling: Flurstück 470, an der Fortsetzung des Mühlsteinweges (gelbe Markierung) hinter dem Mühlsteinbruch auf der rechten Wegseite (aus Richtung Parkplatz an der Straße zum Aussichtsturm) - 4 Steinplatten, Rochlitzer Porphyr: Flurstück 470, hinter dem Mühlsteinbruch, rechts vom bergan steigenden Weg (südöstlich des Bruchs und des Wegs), in der ehemaligen Denkmalliste als Mühlsteinrohlinge bezeichnet, vermutlich handelt es sich nicht um Mühlsteinrohlinge – die Steine sind hierfür nicht dick genug, die vier annähernd quadratischen Steinplatten weisen bearbeitete Steinflächen (gestockt) auf, auf der Vorderseite findet sich die Inschrift „1818“, sie sind durch Eisenklammern zu einem Kasten zusammengefügt, dessen Nutzung in der einschlägigen Literatur nicht erklärt wird, eventuell diente der Trog der Viehfütterung oder es handelt sich um eine ehemalige Salzlecke - Forstgrenzstein: nordöstlich des Mühlsteinbruchs, nahe der Gabelung des bergan führenden Wanderwegs am Wall eines kleinen Steinbruchs, Flurstück 471; 50 bis 60 cm hoher Stein auf annähernd quadratischer Grundfläche mit halbrundem Abschluss, an zwei Seiten beschriftet: 1. Seite mit gekreuzten Schwertern, 2. Seite vermutlich bezeichnet „7 L/7 K“, einer von zahlreichen Forstgrenzsteinen auf dem Rochlitzer Berg, die den kursächsischen Wald markierten                                                            | 08955053 |
| Weitere Bilder                          | Brecher und dazugehörige Anlage zum Zerkleinern von Porphyrtuffresten, außen Holzverschlag als Schutz (Einzeldenkmal der Sachgesamtheit 08955042)                                                             | Rochlitzer Berg, im Seidelsteinbruch (Karte)                          | Ende 19. Jahrhundert / 1935 | Einzeldenkmal der Sachgesamtheit Rochlitzer Berg; technikgeschichtlich von Bedeutung | 08955049 |
| Weitere Bilder                          | Einsiedelei: Ehemalige Unterkunft für Naturfreunde und Wanderer sowie Gedenktafel für den Steinmetzen und Steinbruchbesitzer Christian Gottlob Seidel (Einzeldenkmal der Sachgesamtheit 08955042)             | Rochlitzer Berg, am Eingang zum Seidelsteinbruch (Karte)              | 1817 (Gedenktafel) | Einzeldenkmal der Sachgesamtheit Rochlitzer Berg; von Seidel errichtete, ursprünglich aus zwei kleinen Räumen zur Übernachtung bestehende Herberge, heute Ruine (erhalten haben sich drei Spitzbogenfenster und aufgehendes Mauerwerk) sowie Gedenktafel für Christian Gottlob Seidel, Steinmetz und Steinbruchbesitzer, Förderer des Fremdenverkehrs am Rochlitzer Berg, orts- und regionalgeschichtlich von Bedeutung. Bei der Einsiedelei handelte es sich ursprünglich um einen kapellenartigen Steinbau, dessen Vorderfront mit gotisierenden Elementen versehen war. Beiderseits waren zwei große menschliche Figuren aus dem Stein gearbeitet, der Giebel wurde durch eine Urne bekrönt. Am 17. September 1822 besuchte auch Herzog Friedrich August die Einsiedelei und trug sich in das ausliegende Gästebuch ein. Beschreibung von Prof. Clemens Pfau: „Hier standen getrennnt voneinander zwei hohe abgeschrotene Felsen, die er durch eine Vordermauer verband und zwar in sehr malerischer Weise, so daß ihr Ansehen an eine schöne Kapelle erinnern könnte. Sie bekam Gesimse, gotisierende Fenster aus Porphyr, auch zwei Bekrönungsfiguren aus weißem Sandstein, die wohl von einem Grabmal stammten. Die Tür, hinten angelegt, führte in zwei kleine Gemächer, die teilweise in alten Schutthalden ausgearbeitet wurden. Deshalb hieß der Bau in früheren Schriften auch „die Grotte“. Die ganze Anlage, die in der Hauptsache heute noch steht, war zweifellos in ihrer Jugendzeit eine einzigartige Sehenswürdigkeit, die viel besucht wurde, zumal Seidel darin ein Buch auslegte, in das sich die Besucher des Bruches eintragen konnten; es begann 1817 und ist später dem Geschichtsverein dankenswerter Weise von Seidels Nachkommen geschenkt worden.“ | 08955048 |
| Weitere Bilder                          | Alte Schmiede sowie Mühlsteinrohling aus dem Mühlsteinbruch (Einzeldenkmal der Sachgesamtheit 08955042) | Rochlitzer Berg, im Gleisbergbruch (Karte)                            | Ende 19. Jahrhundert | Einzeldenkmal der Sachgesamtheit Rochlitzer Berg; orts- und technikgeschichtlich von Bedeutung. Porphyrquadermauerwerk, Zwillingsfenster im Giebel, Satteldach, profilierte Fenstergewände, zwei Fledermausgaupen. | 08955045 |
| Weitere Bilder                          | Türmerhaus (Einzeldenkmal der Sachgesamtheit 08955042) | Rochlitzer Berg (Karte)                                               | 1860 | Einzeldenkmal der Sachgesamtheit Rochlitzer Berg; orts- und regionalgeschichtlich von Bedeutung. Im Zusammenhang mit Turm entstanden, kleines Haus auf Hakengrundriss, Geburtshaus des Tierfotografen und Ornithologen Rudolph Zimmermann. Das Haus war als Turmwärterwohnhaus errichtet worden. | 08955041 |
| Weitere Bilder                          | König-Friedrich-August-Turm: Aussichtsturm auf dem Rochlitzer Berg (Einzeldenkmal der Sachgesamtheit 08955042)                                                                                                | Rochlitzer Berg (Karte)                                               | 1855–1860 | Einzeldenkmal der Sachgesamtheit Rochlitzer Berg; orts-, regional- sowie baugeschichtlich von Bedeutung. Ganz aus Porphyr, quadratischer Sockel, oben oktogonal, Tafel über dem Eingang erinnert an den König, Architekt Eduard Heuchler seitlich des Eingangs zwei Löwen. | 08955040 |
| Weitere Bilder                          | Ehemaliger Pferdestall (Einzeldenkmal der Sachgesamtheit 08955042) | Rochlitzer Berg (Karte)                                               | 19. Jahrhundert | Einzeldenkmal der Sachgesamtheit Rochlitzer Berg; bau- und ortsgeschichtlich von Bedeutung. Unterkunft für Tiere, die im Steinbruch den Arbeitern und Steinmetzen dienten. | 09301361 |
| Weitere Bilder                          | Wegestein (Einzeldenkmal der Sachgesamtheit 08955042) | Rochlitzer Berg (Karte)                                               | 19. Jahrhundert | Einzeldenkmal der Sachgesamtheit Rochlitzer Berg; verkehrsgeschichtlich von Bedeutung. Porphyrstein mit Inschrift: „nach dem Turme i. d. Bergwirtschaft“; „nach Rochlitz“. | 09301362 |
| Weitere Bilder                          | Wirtschaftskeller und Eingang mit Relief eines bärtigen Mannes als Bekrönung im Haberkornschen Steinbruch (Einzeldenkmal der Sachgesamtheit 08955042)                                                         | Rochlitzer Berg (nahe beim Gasthof Waldschlößchen) (Karte)            | Um 1900 | Einzeldenkmal der Sachgesamtheit Rochlitzer Berg: Wirtschaftskeller und Eingang mit Relief eines bärtigen Mannes als Bekrönung (siehe auch Sachgesamtheitsdokument Objekt 08955042); orts- und regionalgeschichtlich von Bedeutung. Alter Bergkeller auf dem Grund der Haberkornschen Brüche. Der Keller gehörte zum Haus des Waldaufsehers, der die Gebühr für jedes Werkstück der Steinmetze zu erheben hatte. Die äußere Gestaltung stammt wohl aus der Zeit um 1900, der Keller selbst ist älter. | 08955052 |
| Weitere Bilder                          | Königshöhe, Säulenstumpf auf Sockel und Tafel (Einzeldenkmal der Sachgesamtheit 08955042) | Rochlitzer Berg (Karte)                                               | 1815 | Einzeldenkmal der Sachgesamtheit Rochlitzer Berg; ortsgeschichtlich von Bedeutung. Alles aus Porphyr, damals bester Aussichtspunkt, gleichzeitig Denkmal für König Friedrich August I., der 1815 aus der Gefangenschaft der Alliierten entlassen wurde. | 08955047 |
| Weitere Bilder                          | Husarenstein, auch Böhmestein: Gedenkstein für einen an dieser Stelle gestürzten Husaren (Einzeldenkmal der Sachgesamtheit 08955042)                                                                          | Rochlitzer Berg (schräg gegenüber vom Gasthof Waldschlößchen) (Karte) | 1871 | Einzeldenkmal der Sachgesamtheit Rochlitzer Berg; Porphyr, ca. 1,65 Meter hoch, ortsgeschichtlich von Bedeutung. Heute steht neben dem Gedenkstein eine Nachbildung des ersten und ursprünglichen Steines. Der heute verwitterte Stein ist bereits eine Nachbildung des ersten Steines. Der Königlich Sächsische Jäger Rudolf Böhme verunglückte nach einer Weihnachtsfeier auf dem Rochlitzer Berg 1866 in den Haberkornschen Brüchen. | 08955050 |
| Weitere Bilder                          | Karl-Gleisberg-Stein: Wegestein (Einzeldenkmal der Sachgesamtheit 08955042) | Rochlitzer Berg (Karte)                                               | Ende 19. Jahrhundert | Einzeldenkmal der Sachgesamtheit Rochlitzer Berg; Porphyrstein, ca. 1,60 Meter hoch, schmalrechteckig, bezeichnet den Eingang zum Steinbruch Karl Gleisbergs, ortsgeschichtlich von Bedeutung | 08955046 |
| Weitere Bilder                          | Zum Waldschlößchen: Stattlicher Gasthof mit Nebengebäude, Porphyrbank und Stein (Einzeldenkmal der Sachgesamtheit 08955042)                                                                                   | Rochlitzer Berg 1 (Karte)                                             | 1860/1861 | Einzeldenkmal der Sachgesamtheit Rochlitzer Berg; bau-, orts- und regionalgeschichtlich von Bedeutung. Vor allem zur Rückseite repräsentativ gestaltet mit verglastem Altan, zwei Risaliten, Zierfachwerk und Arkaden auf profilierten Pfeilern. Dachüberstand mit Zierfachwerk, profilierte Fenstergewände und Gurtgesims; Antikische Porphyrbank mit nach außen gebogenen Seitenteilen; Porphyrstein, ca. 60 cm hoch, profiliert. Als Berggasthof 1860 erbaut, nach dem Zweiten Weltkrieg gab der letzte Besitzer des Berglokals, Max Kiesel, aus Altersgründen sein Geschäft auf. Danach wurde der Gasthof als Erholungsheim für Lungenkranke genutzt, später gehörte er zum Rochlitzer Krankenhaus und wurde vorwiegend als Genesungsstation genutzt. | 08955051 |
|                                         | Wohnstallhaus, zwei Seitengebäude, Scheune sowie Hofpflasterung eines Vierseithofes | Rochlitzer Straße 5 (Karte)                                           | 1745 (bezeichneter ehemaliger Schlussstein) | Geschlossen erhaltener Bauernhof mit regionaltypischen Fachwerkbauten, von ortsbildprägender Wirkung, heimat- und baugeschichtliche Bedeutung. Wohnstallhaus mit prächtigem Fachwerkgiebel; Erdgeschoss massiv, Dachüberstand. Prägt das Ortsbild durch seinen Giebel mit. | 08955008 |
| Weitere Bilder                          | Kriegerdenkmal für die Gefallenen des Ersten Weltkrieges | Rochlitzer Straße 6 (bei) (Karte)                                     | Um 1925 | Porphyrtuffpfeiler mit kastenartigem Abschluss, darauf Stahlhelm mit Eichenlaub, von orts- und zeitgeschichtlicher Bedeutung. Das aus Porphyrtuff hergestellte Kriegerdenkmal wurde wahrscheinlich um 1925 aufgestellt und erinnert an die im Ersten Weltkrieg Gefallenen des Ortes. Auf einem viereckigen Pfeiler, der an der Vorderseite eine Inschrift trägt und darüber zu Seiten eines Schwertes die Jahre von Kriegsbeginn und -ende festhält, ruht ein kastenartiger Aufsatz. Der Aufsatz ist vorn mit Eisernem Kreuz und Lorbeer geschmückt und trägt einen Stahlhelm mit Eichenlaub als Bekrönung. Auf den Seiten des Pfeilers sind die Namen der Gefallenen verewigt. Das Kriegerdenkmal ist ein Zeugnis für den Ersten Weltkrieg und seine Auswirkungen, bezogen auf den Ort. Zudem dokumentiert es, wie die Erinnerung an das Kriegsereignis und den damit verbundenen Opfern in der Zeit seiner Entstehung gepflegt wurde. Unter diesen Aspekten erlangt es orts- und zeitgeschichtliche Bedeutung. | 08955010 |
| Direkt Bild zu diesem Denkmal hochladen | Ehemaliges Wohnstallhaus eines Vierseithofes | Rochlitzer Straße 10 (Karte)                                          | 1871–1872 | Putzbau mit Porphyrtuffgliederungen in historistischen Formen, bau- und heimatgeschichtliche Bedeutung. Großes, massives Wohnstallhaus aus Bruchsteinmauerwerk; verputzt, Eckquaderung, Kranzgesims aus Ziegeln, profilierte Fenstergewände, im Giebel drei Okuli und Drillingsfenster, dazwischen Sternverzierungen, Gewände sämtlich aus Porphyr. Das ehemalige Wohnstallhaus eines Vierseithofes entstand – wie eine Inschrift im Türstock der Haustür ausweist – 1871/1872 unter dem damaligen Hofbesitzer J. G. Ahnert. Historischen Karten zufolge war der große Hof, der im Norden, etwas außerhalb der alten Ortslage von Noßwitz liegt, erst im 19. Jahrhundert entstanden. Sein ehemaliges Wohnstallhaus nimmt die Westseite des Hofes ein. Es ist ein stattlicher, massiv ausgeführter Putzbau mit recht aufwändiger und ansprechender Gestaltung. Die entscheidenden Gestaltungselemente sind die Tür- und Fensterrahmungen in Porphyrtuff, hinzu kommen Putzgliederungen (Gesimse, genutete Ecklisenen). Insbesondere der zugewandte Giebel mit seinem Drillingsfenster und den begleitenden drei Okuli tritt wirkungsvoll hervor. Das ehemalige Wohnstallhaus ist ein Zeugnis für die Entwicklung der ländlichen Architektur im 19. Jahrhundert. Es veranschaulicht die dörfliche Bau- und Lebensweise am Ort und in der Region für die Zeit seiner Entstehung. Aus diesen Gründen eignet ihm eine bau- und heimatgeschichtliche Bedeutung. | 08955005 |
|                                         | Ehemaliger Gasthof Noßwitz, heute Wohnhaus | Rochlitzer Straße 13 (Karte)                                          | 1754 Dendro, Sanierung 2004 bis 2007 | Fachwerkbau mit verschiefertem Giebel, orts- und baugeschichtlich von Bedeutung. Zweigeschossig, rechteckiger Grundriss. Heute eingeschossiger, mehrfach umgebauter Anbau mit Satteldach (um 1900 und später). Erdgeschoss Hauptbau Bruchsteinmauerwerk aus Porphyr, Fenstergewände mit einer Hohlkehlung und Stichbogenportal mit Schlussstein aus Porphyrtuff, Fachwerkobergeschoss – 2004 nach historischem Vorbild in alter Technik zu 2/3 erneuert, mit Lehmsteinen ausgefacht, steiles Satteldach. Im Inneren guter Bestand: alte Raumstrukturen, originale Zimmertüren am Gewölberaum im Erdgeschoss und im Obergeschoss. Haus teilunterkellert: ein größeres Kellergewölbe – Tonnengewölbe mit Porphyrbänken für Bierfässer, ein kleiner tonnengewölbter Keller hinter der Treppe, im Erdgeschoss Vorratsraum mit Tonnengewölbe und Stichkappen, ursprünglich dort auch Porphyrbank für Bierfässer und ehemalige Öffnung zur Herrenstube, ehemalige Herrenstube/heute Küche rechts neben Eingang mit Resten einer alten Holzeinschubdecke, alle Fensteröffnungen im Erdgeschoss mit Korbbogenlaibung, im Erdgeschoss ursprünglich Gastraum, Herrenzimmer, Küche mit Backofen und Vorratsraum, im Obergeschoss Schlaf- und Wohnräume – ursprünglich alle durch Öfen beheizt, ursprünglich kleiner Gang mit Freischwinger schon vor Sanierungsbeginn nicht mehr vorhanden, aber am Baubefund nachweisbar. Dachraum: Kehlbalkendach mit doppelt liegendem Stuhl, seitlicher Windverband und Hahnebalken. | 08955006 |
| Direkt Bild zu diesem Denkmal hochladen | Wegestein | Schloßstraße 1 (bei) (Karte)                                          | 19. Jahrhundert | Aus Porphyrtuff, pyramidaler Abschluss, von verkehrshistorischer Bedeutung | 09307031 |

## Penna
| Bild                                    | Bezeichnung                                                                      | Lage                              | Datierung | Beschreibung | ID       |
| --------------------------------------- | -------------------------------------------------------------------------------- | --------------------------------- | --- | --- | -------- |
| Weitere Bilder                          | Sachgesamtheitsbestandteil der Sachgesamtheit Muldentalbahn, Teilabschnitt Penna | (Flurstücke 223/7, 223/5) (Karte) | 1875 | Sachgesamtheitsbestandteil der Sachgesamtheit Muldentalbahn, Teilabschnitt Penna, mit dem Sachgesamtheitsteil: Bahnwärterhaus mit Nebengebäude (siehe auch Glauchau, 09306181); Sachgesamtheit mit allen Bahnanlagen, darunter Gleisanlagen mit Unter- und Oberbau, Streckenkilometrierung, Fernmelde- und Signalanlagen, Bahnstationen einschließlich aller Funktionsbauten, Wärterhäuschen, Brücken und Durchlässen in den Gemeinden Glauchau (Ortsteile Glauchau, Kleinbernsdorf, Reinholdshain, Niederlungwitz), Limbach-Oberfrohna (Ortsteile Wolkenburg-Kaufungen, Herrndorf, Uhlsdorf), Remse (Ortsteil Remse), Waldenburg (Ortsteile Niederwinkel, Oberwinkel, Waldenburg), Lunzenau (Ortsteile Lunzenau, Berthelsdorf, Cossen, Rochsburg, Göritzhain), Penig (Ortsteile Markersdorf, Penig, Amerika, Arnsdorf, Thierbach, Zinnberg), Rochlitz (Ortsteile Penna, Rochlitz; Zaßnitz), Seelitz (Ortsteile Fischheim, Seelitz, Biesern, Steudten), Colditz (Ortsteile Colditz, Lastau, Möseln, Sermuth, Zschetzsch), Grimma (Ortsteile Großbothen), für die Industrieentwicklung des Muldentals wichtige und landschaftsbildende prägende Normalspurbahn, wirtschaftsgeschichtlich, eisenbahngeschichtlich, landschaftsgestaltend sowie regionalgeschichtlich von Bedeutung | 09306156 |
| Direkt Bild zu diesem Denkmal hochladen | Häuslerhaus                                                                      | Am Ring 2 (Karte)                 | Letztes Drittel 19. Jahrhundert                                                                                                | Regionaltypischer Fachwerkbau von heimatgeschichtlichem Wert. Obergeschoss Fachwerk, Giebel Schiefer (der für die Gegend typisch silbrige), Erdgeschoss profilierte Porphyrgewände. In Substanz und Struktur gut erhalten, ortsbildprägende Lage. | 08955059 |
| Direkt Bild zu diesem Denkmal hochladen | Scheune und zwei Seitengebäude eines Vierseithofes                               | Am Ring 3 (Karte)                 | Um 1850 | Zeittypische ländliche Wirtschaftsgebäude von heimatgeschichtlichem Wert. Scheune ganz Fachwerk mit Drempel, vorkragende Ecke, beide Giebel Bruchsteinmauerwerk, die Nebengebäude Obergeschoss Fachwerk, eines mit vorkragender Ecke, im Erdgeschoss Porphyrgewände. | 08955058 |
| Direkt Bild zu diesem Denkmal hochladen | Wegestein                                                                        | Am Ring 3 (bei) (Karte)           | 19. Jahrhundert | Porphyrsäule aus an der Straßenkreuzung nach Ceesewitz, pyramidaler Abschluss, ehemals mit Inschrift, orts- und verkehrsgeschichtlich von Bedeutung | 08955165 |
| Direkt Bild zu diesem Denkmal hochladen | Scheune und Seitengebäude eines Vierseithofes                                    | Am Ring 4 (Karte)                 | Um 1850 | Regionaltypische ländliche Wirtschaftsgebäude in Fachwerkbauweise, heimatgeschichtliche Bedeutung. Scheune gut erhaltenes Fachwerk auf Sandsteinsockel, Krüppelwalmdach. Nebengebäude Obergeschoss und teilweise Erdgeschoss Fachwerk mit Drehflügelfenstern, Dachüberstand, originales Türblatt, großes Scheunentor. | 08955057 |
|                                         | Bogenbrücke                                                                      | Am Ring 14 (bei) (Karte)          | 19. Jahrhundert | Schiefergestein, heimatgeschichtlich von Bedeutung | 08955038 |
| Direkt Bild zu diesem Denkmal hochladen | Scheune                                                                          | Am Ring 17b (Karte)               | Ende 19. Jahrhundert | Fachwerkbau, neben ehemaligem Gasthof, heimatgeschichtlich von Bedeutung. Ganz in Holzkonstruktion, Giebel und Rückseite Schiefer. Fällt durch den Standort an der Kurve ins Auge. Guter Erhaltungszustand. | 08955060 |
|                                         | Wohnhaus und zwei Seitengebäude eines Vierseithofes                              | Am Ring 17c (Karte)               | 1. Hälfte 19. Jahrhundert (1. Seitengebäude); Mitte 19. Jahrhundert (Bauernhaus); 2. Hälfte 19. Jahrhundert (2. Seitengebäude) | Wohnhaus Massivbau, verputzt, Seitengebäude mit Fachwerk, heimat- und baugeschichtliche Bedeutung. Massives Wohnhaus mit Porphyrgewänden, im Giebel Okulus und Drillingsfenster, Pferdestall mit dreijochiger Kumthalle auf Porphyrsäulen, Obergeschoss Fachwerk. Scheune Erdgeschoss Fachwerkrest. Drempel Fachwerk. Seitengebäude Erdgeschoss und die restlichen drei Seiten massiv, Porphyrgewände, mittiger Lastenaufzug, Obergeschoss Fachwerk. | 08955037 |

## Stöbnig
| Bild                                    | Bezeichnung                                                 | Lage                       | Datierung                         | Beschreibung | ID       |
| --------------------------------------- | ----------------------------------------------------------- | -------------------------- | --------------------------------- | --- | -------- |
| Direkt Bild zu diesem Denkmal hochladen | Wohnstallhaus eines ehemaligen Vierseithofes                | Stöbniger Straße 6 (Karte) | Bezeichnet mit 1811               | Fachwerkbau, erhaltener Teil eines außerhalb des Dorfes gelegenen ehemaligen Bauernhofes, von heimatgeschichtlicher Bedeutung. Erdgeschoss Porphyrgewände, Tür korbbogiger Sturz mit Schlussstein, Obergeschoss Fachwerk, Dachüberstand, Winterfenster erhalten, Giebel verkleidet.                                  | 08955039 |
| Direkt Bild zu diesem Denkmal hochladen | Seitengebäude (Pferdestall) und Scheune eines Vierseithofes | Stöbniger Straße 9 (Karte) | Bezeichnet mit 1699 (Pferdestall) | Fachwerkbauten, Seitengebäude aufgrund seiner Ausprägung und seines Alters von großer bau- und heimatgeschichtlicher Bedeutung. Pferdestall mit dreijochiger Kumthalle auf Porphyrsäulen, Obergeschoss Fachwerk mit Kopfbändern, Giebel oberer Teil verbrettert. Große Scheune mit hofseitig durchgehendem Fachwerk. | 08955036 |

## Wittgendorf
| Bild                                    | Bezeichnung                                                                                   | Lage                           | Datierung                                                                                               | Beschreibung | ID       |
| --------------------------------------- | --------------------------------------------------------------------------------------------- | ------------------------------ | --- | --- | -------- |
| Weitere Bilder                          | Wegestein                                                                                     | Stollsdorfer Straße (Karte)    | 1. Hälfte 19. Jahrhundert                                                                               | An der Straße nach Breitenborn, Porphyrtuff, Beschriftung mit Richtungspfeilen, verkehrsgeschichtliche Bedeutung | 08955061 |
| Direkt Bild zu diesem Denkmal hochladen | Wohnstallhaus und Seitengebäude eines Bauernhofes                                             | Stollsdorfer Straße 7 (Karte)  | Um 1600 (Seitengebäude); bezeichnet mit 1765 (Schlussstein)                                             | Regionaltypische Fachwerkbauten, Seitengebäude wohl ursprünglich auch Wohnstallhaus, als Geschossbau des 16. Jahrhunderts eines der ältesten Gebäude seiner Art in Sachsen, bau-, haus- und heimatgeschichtliche Bedeutung. Großes Wohnstallhaus, Obergeschoss Fachwerk mit „Holzkranz“, Erdgeschoss massiv mit Porphyrgewänden, Giebel massiv. Stichbogenportal mit Schlussstein. Stall dreischiffig mit Porphyrsäulen, preußisches Kappengewölbe. Seitengebäude Geschossbau, vermutlich als Wohnhaus errichtet. Einer von sechs heute noch erhaltenen Geschossbauten in Mittel- und Westsachsen. Schlussstein bezeichnet mit „LK … 1765“.                                             | 08955026 |
|                                         | Wohnstallhaus und Torbogen eines Dreiseithofes                                                | Stollsdorfer Straße 19 (Karte) | 2. Hälfte 18. Jahrhundert (Wohnstallhaus); bezeichnet mit 1797 (Schlussstein am Torbogen)               | Landschaftstypisches Fachwerkhaus, repräsentative Toreinfahrt mit Porphyrtuffrahmung, von heimat- und baugeschichtlicher Bedeutung. Wohnstallhaus im Erdgeschoss verändert durch liegende Fenster, Wohnstallhaus Obergeschoss Fachwerk, großer Dachüberstand, Giebel oberer Teil ornamental verschiefert, Krüppelwalmdach, zum Teil Winterfenster erhalten. | 08955017 |
| Direkt Bild zu diesem Denkmal hochladen | Seitengebäude eines Bauernhofes                                                               | Stollsdorfer Straße 21 (Karte) | Bezeichnet mit 1826                                                                                     | Landschaftstypischer Fachwerkbau mit Oberlaube, heimatgeschichtliche Bedeutung. Erdgeschoss Porphyrmauerwerk mit Porphyrgewänden, Obergeschoss Fachwerk, Giebel zum Teil verschiefert, Oberlaube mit hölzernem Aufgang, verbretterte Brüstung, Krüppelwalmdach. | 08955018 |
| Direkt Bild zu diesem Denkmal hochladen | Bahnwärterhaus an der ehemaligen Bahnstrecke Rochlitz-Narsdorf sowie zugehöriges Nebengebäude | Stollsdorfer Straße 23 (Karte) | Um 1900                                                                                                 | Original erhaltene Typenbauten von verkehrshistorischer Bedeutung. Bahnwärterhaus eingeschossig mit Drempel, Ziegelmauerwerk verputzt, Sockel sowie Fenster- und Türgewände aus Rochlitzer Porphyr, die Fenstergewände stammen teilweise aus einem anderen Bahnwärterhaus, Fenster aufgearbeitet, im Inneren teilweise Holzdecken aus anderen Häusern, Mauerwerk zweischalig mit ungefülltem Hohlraum in seltenem Ziegelverband, Windfang vor Haustür stark geschädigt. Nebengebäude diente ursprünglich zur Kleinviehhaltung, Waschhaus, möglicherweise Kohlelagerung, weitgehend unveränderter Ziegelbau, mit traufseitiger hölzerner Erweiterung, Satteldach, Pfettenköpfe verziert. | 09303522 |
|                                         | Wohnstallhaus, Seitengebäude, Torhaus und Scheune sowie Einfriedung eines Vierseithofes       | Wiesengrund 1 (Karte)          | Bezeichnet mit 1831 (Wohnstallhaus); Bezeichnet mit 1847 (Torhaus); 2. Hälfte 19. Jahrhundert (Scheune) | Stattliche, geschlossen erhaltene Hofanlage mit durchgehend Massivbauten, für die Region wichtiges Beispiel ländlicher Bauweise des 19. Jahrhunderts, bemerkenswerte Scheune mit schlitzförmigen Fensteröffnungen, von bau- und heimatgeschichtlicher Bedeutung. Alle Gebäude massiv und mit Krüppelwalmdach, Wohnstallhaus mit Porphyrgewänden, Tür mit profilierter gerader Bedachung und Zahnschnitt, geschwungenes Traufgesims, im Giebel Palladiomotiv; die Seitengebäude mit großen Toren und Schlitzfenstern. Torhaus mit korbbogiger Durchfahrt und Schlussstein, daneben zwei unleserliche Schrifttafeln.                                                                      | 08955019 |
| Direkt Bild zu diesem Denkmal hochladen | Wohnhaus (ehemaliges Hirtenhaus)                                                              | Wiesengrund 3 (Karte)          | 1. Hälfte 19. Jahrhundert                                                                               | Fachwerkbau, von heimat- und sozialgeschichtlicher Bedeutung. Beide Geschosse Fachwerk, Giebel verbrettert, durchgehend originale Fenstergrößen erhalten. | 08955020 |
| Direkt Bild zu diesem Denkmal hochladen | Wohnstallhaus, Scheune und Seitengebäude eines Bauernhofes                                    | Wiesengrund 5 (Karte)          | 1813 laut Auskunft                                                                                      | Regionaltypische Fachwerkbauten, von bau- und heimatgeschichtlicher Bedeutung. - Nebengebäude: mit zweijochigem Kreuzgratgewölbe, Obergeschoss Fachwerk mit integriertem Taubenschlag - Scheune: Fachwerk, ehemals mit Oberlaube, gut erhaltenes Beispiel der Holzarchitektur - Wohnstallhaus: Obergeschoss Fachwerk, weiter Dachüberstand, eine Seite verkleidet | 08955021 |

## Zaßnitz
| Bild                                    | Bezeichnung                                                                        | Lage                                | Datierung                                                     | Beschreibung | ID       |
| --------------------------------------- | ---------------------------------------------------------------------------------- | ----------------------------------- | ------------------------------------------------------------- | --- | -------- |
| Direkt Bild zu diesem Denkmal hochladen | Sachgesamtheitsbestandteil der Sachgesamtheit Muldentalbahn, Teilabschnitt Zaßnitz | (Flurstücke ) (Karte)               | 1875                                                          | Sachgesamtheitsbestandteil der Sachgesamtheit Muldentalbahn, Teilabschnitt Zaßnitz, mit den Sachgesamtheitsteilen: Bahnkörper, Kilometrierung und Signalanlagen (siehe auch Glauchau, 09306181); Sachgesamtheit mit allen Bahnanlagen, darunter Gleisanlagen mit Unter- und Oberbau, Streckenkilometrierung, Fernmelde- und Signalanlagen, Bahnstationen einschließlich aller Funktionsbauten, Wärterhäuschen, Brücken und Durchlässen in den Gemeinden Glauchau (Ortsteile Glauchau, Kleinbernsdorf, Reinholdshain, Niederlungwitz), Limbach-Oberfrohna (Ortsteile Wolkenburg-Kaufungen, Herrndorf, Uhlsdorf), Remse (Ortsteil Remse), Waldenburg (Ortsteile Niederwinkel, Oberwinkel, Waldenburg), Lunzenau (Ortsteile Lunzenau, Berthelsdorf, Cossen, Rochsburg, Göritzhain), Penig (Ortsteile Markersdorf, Penig, Amerika, Arnsdorf, Thierbach, Zinnberg), Rochlitz (Ortsteile Penna, Rochlitz; Zaßnitz), Seelitz (Ortsteile Fischheim, Seelitz, Biesern, Steudten), Colditz (Ortsteile Colditz, Lastau, Möseln, Sermuth, Zschetzsch), Grimma (Ortsteile Großbothen), für die Industrieentwicklung des Muldentals wichtige und landschaftsbildende prägende Normalspurbahn, wirtschaftsgeschichtlich, eisenbahngeschichtlich, landschaftsgestaltend sowie regionalgeschichtlich von Bedeutung | 09306403 |
| Weitere Bilder                          | Fußgängerbrücke über die Zwickauer Mulde (Zaßnitzer „Schaukelsteg“)                | Mühlgraben (Karte)                  | 1958                                                          | Drahtseilhängekonstruktion mit Betonwiderlager und Pylonen aus genietetem Stahlfachwerk, technikgeschichtlich und landschaftsprägend von Bedeutung. Fußgängerbrücke, Seilhängebrücke (oberseilhängende Brücke), Gesamtlänge 83,5 m, Spannweite 60 m, Breite 1,7 m; Betonwiderlager, darüber Pylone (Pylonhöhe 5,8 m) aus genietetem Stahlfachwerk mit Kreissegmentlagern, Drahtseil mit 45 mm Durchmesser auf den Pylonen verankert und über die Lager geführt, Gehweg von diesen mittels Zugstangen abgehängt, Gehweg mit Holzbelag und Holzgeländer, Brücke mit zuführenden Rampen (Südseite: Anschüttung, Nordseite: Stahlträger); Baujahr des vorliegenden Brückenbauwerks 1958, aufgrund Konstruktion der Pylone Wiederverwendung von Teilen einer Vorgängerbrücke zu vermuten; Hängebrückenkonstruktion zur Muldenüberquerung seit 1889, ersetzte einen seit Beginn des 16. Jahrhunderts belegten Holzsteg, Brücke mehrfach nach Hochwasserschäden erneuert, zuletzt nach Hochwasser 1954 mit deutlich höherer Gradiente angelegt; 2006 Instandsetzung (Erneuerung der Übergangskonstruktion unter Beibehaltung der Konstruktionsweise, ebenso Beibehaltung der originalen Widerlager und Pylone) mit denkmalschutzrechtlicher Genehmigung vom 8. September 2005, Befunddokumentation in der Dokumentationssammlung; Fußgängerbrücke u. a. für den Arbeitsweg von Bewohnern des gegenüberliegenden Stadtteils Zaßnitz zur nahegelegenen, inzwischen abgebrochenen Alten Spinnerei von Bedeutung, Konstruktion für das Muldental typisch (eine von mehreren derartigen Drahtseilbrücken über die Zwickauer Mulde: Schaukelsteg Sörnzig, Hängebrücken Rochsburg und Thierbach-Zinnberg), damit technikgeschichtlich und stadtentwicklungsgeschichtlich sowie landschaftsprägend bedeutsam. | 09235328 |
| Weitere Bilder                          | Eisenbahnviadukt Rochlitz (Einzeldenkmal der Sachgesamtheit 09306179)              | (Flurstücke 1064/4, 799/34) (Karte) | 1875; teilweiser Umbau 1937                                   | Einzeldenkmal der Sachgesamtheit Muldentalbahn; parallelgurtige Stahlträgerbrücke bei km 37,905, über die Mulde in Rochlitz, mit original erhaltenem Mittelstück in genieteter Stahlfachwerkkonstruktion, bedeutendes ingenieurtechnisches Bauwerk von stadtbildprägender Wirkung, parallelgurtige Stahlfachwerkträger im Bereich der Bahnstrecke Glauchau–Wurzen (Muldentalbahn), Seltenheitswert, eisenbahn-, verkehrs- und technikgeschichtlich von Bedeutung. 256 m langes Brückenbauwerk mit drei Stromöffnungen von je 33 m Lichtweite, von originalen Fachwerkträgern überspannt, sowie drei von Vollwandträgern überspannte Flutöffnungen von 16,5 m bzw. 17,2 m lichter Weite, im stadtseitigen Bereich der acht Ufer-, Wege- und Straßenunterführungen wurden das Tragwerk durch Eisenbetonkonstruktionen ersetzt und die Pfeiler teilweise erneuert, Strompfeiler und Auflager aus Porphyr- und Sandsteinmauerwerk. | 09306154 |
| Direkt Bild zu diesem Denkmal hochladen | Wohnhaus, Seitengebäude und Scheune eines Vierseithofes                            | Zaßnitzer Straße 30 (Karte)         | 1612 Dendro (Scheune); um 1800 (Seitengebäude und Bauernhaus) | Landschaftstypische Fachwerkgebäude, Scheune mit bemerkenswerter Fachwerkkonstruktion des frühen 17. Jahrhunderts, bau- und heimatgeschichtliche Bedeutung. Seitengebäude Fachwerk im Obergeschoss, Erdgeschoss massiv, Satteldach. Wohnhaus Fachwerk im Obergeschoss, Erdgeschoss massiv, Satteldach, Giebel zur Straße massiv und entstellend verändert, Traufseite Anbau. Scheune sehr gut erhalten, Fachwerk, Satteldach, geblattete Streben, Kopf- und Fußstreben sich überkreuzend, eventuell vor 1700 (Scheune Flurstück 1612d). | 09235782 |

## Ehemalige Denkmale

### Ehemalige Denkmale (Rochlitz)
| Bild                                    | Bezeichnung                                                    | Lage                         | Datierung                 | Beschreibung | ID       |
| --------------------------------------- | -------------------------------------------------------------- | ---------------------------- | ------------------------- | --- | -------- |
| Direkt Bild zu diesem Denkmal hochladen | Hinterhausgebäude                                              | Clemens-Pfau-Platz 3 (Karte) | Um 1800                   | Fachwerk, Satteldach. Zwischen 2017 und 2024 aus der Denkmalliste gestrichen. | 09235243 |
| Weitere Bilder                          | Wohnhaus mit Einfriedung                                       | Fischergasse 3 (Karte)       | Um 1800                   | Teil der alten Ortsstruktur, städtebaulich von Bedeutung; wahrscheinlich abgerissen | 09300123 |
| Direkt Bild zu diesem Denkmal hochladen | Handwerkerhaus, vermutlich Fischerhaus                         | Fischergasse 10 (Karte)      | 1. Hälfte 19. Jahrhundert | Sozialgeschichtlich von Bedeutung. Zwischen 2009 und 2016 abgerissen. | 09300121 |
|                                         | Wohnhaus in geschlossener Bebauung mit Laden und Hintergebäude | Kunigundenplatz 3 (Karte)    | Um 1800                   | Dreigeschossig, vier Achsen, Satteldach, Kreuzgewölbe im Hausflur Hintergebäude mit Fachwerk. Zwischen 2017 und 2024 aus der Denkmalliste gestrichen. | 09235225 |
|                                         | Wohnhaus in geschlossener Bebauung                             | Kunigundenplatz 4 (Karte)    | Um 1800                   | Zweigeschossig, sechs Achsen, Ladeneinbau, Türportal. Zwischen 2017 und 2024 aus der Denkmalliste gestrichen. | 09235226 |
| Direkt Bild zu diesem Denkmal hochladen | Pflasterung der Mühlgasse zwischen Burgstraße und Mühlgraben   | Mühlgasse (Karte)            | 19. Jahrhundert           | Zwischen 2017 und 2024 aus der Denkmalliste gestrichen | 09235151 |
| Direkt Bild zu diesem Denkmal hochladen | Wohnhaus in halboffener Bebauung                               | Petrigasse 8 (Karte)         | 1827                      | 2014 abgerissen, ursprünglich Teil eines Doppelwohnhauses. 1827 erbautes kleinstädtisches Wohnhaus. Zweigeschossiger Fachwerkbau mit massivem Erdgeschoss, dort waren originale Tür- und Fenstergewände erhalten. Obergeschoss Fachwerk verputzt, Giebel verschiefert. Das Haus wurde durch ein Krüppelwalmdach abgeschlossen. Die andere Hälfte des einstigen Doppelwohnhauses wurde 2008 abgebrochen. Der Denkmalwert des Wohnhauses leitete sich auf Grund seines guten Originalzustandes vom bau- und sozialgeschichtlichen Wert ab. | 09235201 |
|                                         | Wohnhaus in geschlossener Bebauung                             | Schulgasse 13 (Karte)        | Um 1800                   | Renaissance-Türportal an der Hofseite, einfache Gestaltung, ehemaliger Laubengang, zweigeschossig, vier Achsen, Kreuzgewölbe im Hausflur, Satteldach, schlichtes Gebäude. Zwischen 2017 und 2024 aus der Denkmalliste gestrichen. | 09235322 |
| Weitere Bilder                          | Wohnhaus                                                       | Schulgasse 25 (Karte)        | Um 1800                   | 2015 abgerissen, Wohnhaus in geschlossener Bebauung | 09235228 |

### Ehemaliges Denkmal (Poppitz)
| Bild                                    | Bezeichnung                                                                              | Lage                       | Datierung | Beschreibung | ID       |
| --------------------------------------- | ---------------------------------------------------------------------------------------- | -------------------------- | --------- | --- | -------- |
| Direkt Bild zu diesem Denkmal hochladen | Wohnstallhaus und ehemaliges Stallgebäude sowie Hofmauer mit Toranlage eines Bauernhofes | Mühlenstraße 5, 5a (Karte) | Um 1800   | Wohnhaus (Nr. 5, Flurstück 2/15) ein Giebel verschiefert, zu große Fenster, traufseitiger Anbau, Rest der dörflichen Bebauung, dominante Lage; Seitengebäude (Nr. 5a, Flurstück 2/16). Zwischen 2017 und 2024 aus der Denkmalliste gestrichen. | 09235208 |

### Ehemaliges Denkmal (Stöbnig)
| Bild                                    | Bezeichnung                            | Lage                       | Datierung | Beschreibung | ID       |
| --------------------------------------- | -------------------------------------- | -------------------------- | --------- | --- | -------- |
| Direkt Bild zu diesem Denkmal hochladen | Zwei Seitengebäude eines Vierseithofes | Stöbniger Straße 5 (Karte) | Um 1850   | Gut erhaltene Fachwerkwirtschaftsgebäude mit marginalen Veränderungen von ortsbildprägendem Wert. Im Erdgeschoss Veränderungen, beide Obergeschosse Fachwerk, Krüppelwalmdach, Drehflügelfenster. Sehr gut erhalten und dorfbildprägend gelegen. Zwischen 2017 und 2024 aus der Denkmalliste gestrichen. | 08955056 |

## Tabellenlegende
- Bild: Bild des Kulturdenkmals, ggf. zusätzlich mit einem Link zu weiteren Fotos des Kulturdenkmals im Medienarchiv Wikimedia Commons. Wenn man auf das Kamerasymbol klickt, können Fotos zu Kulturdenkmalen aus dieser Liste hochgeladen werden:
- Bezeichnung: Denkmalgeschützte Objekte und ggf. Bauwerksname des Kulturdenkmals
- Lage: Straßenname und Hausnummer oder Flurstücknummer des Kulturdenkmals. Die Grundsortierung der Liste erfolgt nach dieser Adresse. Der Link (Karte) führt zu verschiedenen Kartendiensten mit der Position des Kulturdenkmals. Fehlt dieser Link, wurden die Koordinaten noch nicht eingetragen. Sind diese bekannt, können sie über ein Tool mit einer Kartenansicht einfach nachgetragen werden. In dieser Kartenansicht sind Kulturdenkmale ohne Koordinaten mit einem roten bzw. orangen Marker dargestellt und können durch Verschieben auf die richtige Position in der Karte mit Koordinaten versehen werden. Kulturdenkmale ohne Bild sind an einem blauen bzw. roten Marker erkennbar.
- Datierung: Baubeginn, Fertigstellung, Datum der Erstnennung oder grobe zeitliche Einordnung entsprechend des Eintrags in der sächsischen Denkmaldatenbank
- Beschreibung: Kurzcharakteristik des Kulturdenkmals entsprechend des Eintrags in der sächsischen Denkmaldatenbank, ggf. ergänzt durch die dort nur selten veröffentlichten Erfassungstexte oder zusätzliche Informationen
- ID: Vom Landesamt für Denkmalpflege Sachsen vergebene, das Kulturdenkmal eindeutig identifizierende Objekt-Nummer. Der Link führt zum PDF-Denkmaldokument des Landesamtes für Denkmalpflege Sachsen. Bei ehemaligen Kulturdenkmalen können die Objektnummern unbekannt sein und deshalb fehlen bzw. die Links von aus der Datenbank entfernten Objektnummern ins Leere führen. Ein ggf. vorhandenes Icon  führt zu den Angaben des Kulturdenkmals bei Wikidata.

## Ausführliche Denkmaltexte
1. ↑  Schmuckplatz und sowjetisches Ehrenmal (Am Bahnhof):

Der Schmuckplatz südöstlich des Bahnhofs Rochlitz entstand in den 1930er Jahren als Bahnhofsvorplatz. Seine Gestaltung nimmt auf die Mittelachse des Gebäudes Bezug und ist symmetrisch aufgebaut. Die rahmenden Fußwege werden im Nordosten und Südwesten des Platzes von Alleen sowie im Nordwesten und Südosten von Baumreihen aus Winter-Linden begleitet. Vier große Rhododendren akzentuieren die vier Ecken des Platzes. Geschnittene Ligusterhecken und niedrige Eisengitter frieden ihn ein. Ein mittiger Weg mit wegbegleitenden Rabatten und Wacholderpflanzungen führt auf das am südöstlichen Ende der Mittelachse gelegene Sowjetische Ehrenmal zu. Das nach dem Zweiten Weltkrieg zu Ehren der gefallenen sowjetischen Soldaten aufgestellte Denkmal besteht aus einem Porphyrkubus mit Feuerschale auf dreistufigem Sockel. Davor befindet sich die mannshohe Halbfigur eines Soldaten; auf der Rückseite die Inschrift „1945 Jahr der Befreiung. Zu Ehren der Helden der Sowjetunion, die Ihr Leben für die Befreiung des deutschen Volkes gaben“. Der Bahnhofsvorplatz mit Alleen und Baumreihen, die von Südwesten zum Bahnhof führende Bahnhofstraße mit Allee aus Rosskastanien, die von Süden kommende Friedrich-August-Straße mit Allee aus geschnittenen Winter-Linden und die Baumgruppe aus drei Rosskastanien im Nordosten des Bahnhofgebäudes bilden städtebaulich eine Einheit. Sie prägen das Stadtbild, insbesondere das Bahnhofsumfeld, und sind damit städtebaulich von Bedeutung. Der Schmuckplatz steht für eine wichtige gestalterische Aufgabe, die insbesondere seit Mitte des 19. Jahrhunderts das Bild der Städte in Deutschland und Sachsen prägt, und ist damit gartengeschichtlich von Belang. Als Ort der Erinnerung an den Zweiten Weltkrieg ist er zeitgeschichtlich und ortshistorisch von Bedeutung.
2. ↑  Mehrfamilienwohnhaus (Am Bahnhof 9, 10, 11):

Als Mehrfamilienwohnhaus einer kleinen Werkssiedlung der Mechanik G.m.b.H. Rochlitz, einer Tochterfirma des Leipziger Werkzeugherstellers Pittler AG, 1940 erbaut. Das Gebäude entstand nach Plänen des damals in Leipzig arbeitenden Architekten Woldemar von Holy. Als Siedlungshaus für Ingenieure und leitende Angestellte eines Rüstungsbetriebes wurde selbst im Jahr 1940 noch eine Baugenehmigung erteilt und die Bauausführung genehmigt. Allerdings war die ursprünglich geplante Doppelhaushälfte vermutlich durch das generelle Neubauverbot aus dem gleichen Jahr nicht mehr zur Ausführung gekommen. Zur Werkssiedlung gehören die Häuser Friedrich-August-Straße 9/11 und 13 sowie das Wohnhaus Am Bahnhof 9–11, welche annähernd zeitgleich erbaut wurden. Offensichtlich erfolgte die Pflanzung der Alleebäume und die Umgestaltung des Bahnhofsvorplatzes annähernd zeitgleich.

Für die stilistische Ausprägung der Gebäude war, wie dies für nationalsozialistische Wohnhausarchitektur charakteristisch ist, der Heimatschutzstil von maßgeblicher Bedeutung. Es handelt sich um zweigeschossige Putzbauten mit Natursteinsockeln, annähernd quadratischen Fensteröffnungen mit gesprossten Fenstern, welche durch ein Satteldach abschließen. Wesentliche Gestaltungselemente bilden die regelmäßig angeordneten quadratischen Fensteröffnungen mit gesprossten Fenstern und Fensterläden mit Lamellen. Wie für die Entstehungszeit typisch, wurden die Gebäude an einer leicht geschwungenen Straße aufgereiht. Kleine Grünanlagen vor den Häusern und Hausgärten ergänzen das Ensemble. Im Inneren überrascht im Vergleich mit anderen Siedlungshäusern dieser Zeit die Größe der Wohnungen (3- bis 4-Zimmerwohnungen, jeweils mit Kammern), sowie die großzügige Bemessung der Räume. Zur Ausstattung jeder Wohnung gehörte ein Badezimmer mit Badewanne und Innen-WC sowie Balkone.

Die Siedlungshäuser der Mechanik G.m.b.H. Rochlitz wurden direkt am Bahnhofsvorplatz bzw. an der Einmündung zur Friedrich-August-Straße angeordnet, so dass die Bebauungslücke zwischen Stadt und Bahnhof geschlossen werden konnte und ein repräsentatives „Tor“ zur Stadt entstand. Das Wohngebiet zwischen Altstadtkern und Bahnhof wuchs nach Anschluss der Stadt an das Eisenbahnnetz begründet durch die geringe Industrialisierung der Stadt und ihres Umfeldes nur sehr zögerlich. Lange Jahre bestand zum Beispiel im Bereich der heutigen Friedrich-August-Straße noch ein Fußweg. Diese unbefriedigende und wenig repräsentative städtebauliche Situation konnte durch die geschickte städtebauliche Anordnung der Siedlungshäuser und die Anpflanzung der Alleebäume endlich behoben werden.

Die Gebäude gehören zu den wenigen Wohnhäusern in Sachsen, die nach dem Beginn des Zweiten Weltkrieges noch gebaut werden durften. Sie dokumentieren in exemplarischer Weise Bauauffassungen ihrer Entstehungszeit. Zum anderen verdeutlichen sie baupolitische Prämissen ihrer Entstehungszeit (Sondergenehmigungen für Baumaßnahmen der Rüstungsindustrie). Hieraus leitet sich die baugeschichtliche Bedeutung dieses Hauses sowie der zugehörigen Nachbarbebauung ab. Der Denkmalwert ergibt sich weiterhin aus der stadtentwicklungsgeschichtlichen Bebauung, wie oben beschrieben wurde.
3. ↑  Wohnhaus (Burgstraße 1):

Laut datiertem Schlussstein wurde das Gebäude 1805 errichtet. Demnach dürfte der Vorgängerbau dem großen Stadtbrand von 1802 zum Opfer gefallen sein, der vor allem die Bebauung im Westteil der Stadt, vorrangig in der Burgstraße, aber auch viele Häuser am Markt zerstörte. Ob der heute an der Giebelseite zur Burgstraße eingemauerte Datierungsstein (gefunden im Kellerhals) von dem Vergängerbau stammt, ist offen.

Das 1805 erbaute Gebäude besteht aus dem Hauptbau, der sich mit sich mit seiner Fassade dem Markt zuwendet, und dem Seitenflügel an der Burgstraße. Rückwärtig schließen beide Gebäudeteile einen kleinen Hof ein.

Wie die meisten nach den Bränden des frühen 19. Jahrhunderts errichteten Häuser in der Rochlitzer Altstadt hat das Haus eine einfache, aber charakteristische Fassadengestaltung, wobei entsprechend der Ecklage zum Markt die dorthin weisende Front durch einen gewissen Mehraufwand an Schmuckbetonung erfährt. Durch das Segmentbogenportal, die geohrte Fensterrahmung des ersten Geschosses und die vortretende Sohlbank des zweiten Oberschosses ist hier die Mittelachse dezent hervorgehoben. Stilistisch sind diese Gliederungselemente noch dem Spätbarock verpflichtet und stammen vielleicht vom Vorgänger. Das 1790 errichtete Haus Markt 11, das ebenfalls der Marktwestseite angehört und den Brand 1802 offenbar überstand, zeigt sehr ähnliche Formen. Die ebenfalls in Porphyrtuff ausgeführten Fensterrahmungen der seitlichen Achsen sowie der Giebelseite sind ganz schlicht ausgebildet. Gebräuchlich ist der obere Abschluss des Erdgeschosses, das vorrangig als Laden dient, durch ein Gesims; auch die Brüstungsplatte über dem Portal ist ein wiederkehrendes Motiv in der Rochlitzer Altstadt. Der Seitenflügel an der Burgstraße ordnet sich mit ausgesprochener Nüchternheit dem Hauptbau unter. Er hat ein etwas niedrigeres Dach und die Fassade hat allein in dem Segmentbogenportal mit Schlussstein ein auffälliges Architekturelement. Ende des 19. Jahrhunderts war das Haus im Besitz des Buchhändlers Eduard Bernhard Pretzsch (Bode´s Buch-, Kunst-, Musik- und Schreibmath. gegr. 1861, seit 1876 Pretzsch Bes.).

Das Gebäude dokumentiert den Wiederaufbau der Altstadt nach den Stadtbränden 1802 und 1804 und ist Teil der damals neu entstandenen Bebauung, die bis heute wesentlich das Erscheinungsbild von Rochlitz prägt und damit zu dessen Identität beiträgt. Außer dem Zeugniswert für jene einschneidenden Abschnitte der örtlichen Baugeschichte veranschaulicht das Objekt auch auf die Wohn- und Lebensverhältnisse der Rochlitzer Bürgerschaft in der Vergangenheit. Unter diesen Aspekten hat es ortsentwicklungs- und baugeschichtliche Bedeutung.
4. ↑  Wohnhaus (Burgstraße 3):

Das Gebäude wurde nach der Datierung im Schlussstein 1803 errichtet; der Vorgängerbau fiel demnach dem Stadtbrand vom 2. April 1802, der insbesondere die Bebauung in der Burgstraße betraf, zum Opfer. Wie die meisten nach den Bränden des frühen 19. Jahrhunderts errichteten Häuser in der Rochlitzer Altstadt hat das Haus eine einfache Gestaltung, charakteristisch hierbei die Putzfassade mit Porphyrtuffgliederungen. Die Erdgeschosszone ist durch erhöhten Schmuckaufwand etwas hervorgehoben. Der Hauseingang hat ein profiliertes Gewände mit Korbbogenabschluss und Schlussstein. Aus der Bauzeit stammt auch die gefelderte, zweiflüglige Haustür, deren oberer Teil leider nachträglich geöffnet und verglast wurde. Auf der Westseite des Hauseingang eine Ladenöffnung, ebenfalls mit Korbbogen und Schlussstein. Im Gegensatz zu dieser ist der dreiteilige Laden auf der anderen Seite des Hauseinganges wahrscheinlich ein späterer Einbau. Ein Gesims aus Porphyrtuff schließt das Erdgeschoss nach oben hin ab. Durch dessen Vorkröpfung und die darüber stehende Bekrönung ist der Hauseingang hier zusätzlich betont. Im ausgehenden 19. Jahrhundert war das Haus im Besitz des Uhrmachers Cäsar Alwin Günther, später dann des Uhrmachers Emil Richter.

Das Gebäude ist ein Zeugnis der Bauentwicklung von Rochlitz. Nach den Stadtbränden 1802 und 1804 mussten zahlreiche Häuser in der Altstadt neu errichtet werden; die damals entstandenen Bauten, wozu dieses Haus gehört, prägen bis heute wesentlich das Erscheinungsbild von Rochlitz. Außer auf die genannten einschneidenden Abschnitte der örtlichen Baugeschichte verweist das Objekt auf die Lebensverhältnisse der Rochlitzer Bürgerschaft in der Vergangenheit. Unter diesen Gesichtspunkten erlangt es eine bau- und ortsentwicklungsgeschichtliche Bedeutung.
5. ↑  Wohnhaus (Clemens-Pfau-Platz 1):

Das Gebäude ist Teil der Bebauung des einst außerhalb der Stadtmauer, vor dem Untertor gelegenen Neumarktes, heute Clemens-Pfau-Platz. Es wurde 1859–1862 von dem Amts- und Ratsmaurermeister Johann Gottlieb Pfau als eigenes Wohnhaus errichtet. Der Baubestand des Anwesens setzt sich aus dem Hauptgebäude und zwei Seitenflügeln zusammen, die einen kleinen Hof einschließen. Detailreich gestaltete Gliederungselemente in Porphyrtuff verleihen den Bauten ein pittoreskes und unverwechselbares Erscheinungsbild. Stilistisch orientieren sich die Formen an der Neugotik und Neurenaissance. Über dem Eingang an der Schützenstraße, der von gedrehten Säulen mit „Laternenaufsätzen“ gerahmt ist, zeigt ein Wappenschild einen Pfau als Hauszeichen und die Initialen GP sowie die Jahreszahl 1862. Eine kleine Tafel verweist hier auch darauf, dass in dem Haus William Clemens Pfau (1862–1946) geboren wurde, der verdienstvoll als Heimatforscher und Denkmalpfleger wirkte und zahlreiche Publikationen zur Heimatgeschichte verfasste. Das Innere des Hauses ist gleichfalls von der eigentümlichen Schmuckfreude des Erbauers geprägt.

Das Gebäude ist ein Zeugnis der Rochlitzer Bauentwicklung in der zweiten Hälfte des 19. Jahrhunderts, wobei es als ehemaliges Wohnhaus des Amts- und Ratsmaurermeister Johann Gottlieb Pfau explizit auf dessen für das örtliche Baugeschehen wichtiges Schaffen verweist. Einen weiteren Erinnerungswert verkörpert es als Geburtshaus des Heimatforschers William Clemens Pfau. Aus diesen Gründen erlangt es bau-, orts- und personengeschichtlich Bedeutung. Überdies eignet dem Gebäude auch ein ortsbildprägender Wert, indem es zusammen mit dem Hospitalgebäude (Clemens-Pfau-Platz 2) das Erscheinungsbild der Platzostseite bestimmt und den Ausgang der Altstadt zur Schützenstraße einfasst.
6. ↑  Wohnhaus (Dresdner Straße 1):

Das ehemalige Handwerkerhaus entstand in der jetzigen Form wohl um 1855, nach dem Brand im benachbarten Hospital (1854). Im Kern ist das Gebäude offenbar älter, jedenfalls zeigt das Meilenblatt von 1799 eine Bebauung an dieser Stelle.

Die Bauakte zu dem Anwesen beginnt erst 1860, als der Seilermeister Christian Gottlieb Arnold den Bauantrag für ein Holzstallgebäude im Hof stellte. 1861 war eine wohl umfassende Reparatur des Daches notwendig, dabei sollte dieses wie zuvor wieder als Satteldach mit Schieferdeckung ausgeführt werden, dazu die Traufe und der Dachsims massiv. 1863 war der Schmiedemeister Johann Wilhelm Seifert Besitzer des Gebäudes und richtete im Seitenflügel – anstelle der zuvor genannten Holzremise – eine Schmiedewerkstatt ein. Seifert betrieb in der Folgezeit in den Erdgeschossräumen des Wohnhauses auch eine Schankwirtschaft, wozu er 1883/84 die Gaststube vergrößerte und einen Küchenanbau ausführen ließ. 1919 richtet der Grünwarenhändler Hermann Stieler im Dach eine Wohnung ein, zu diesem Zweck erhielt das Gebäude beidseitig Dachgaupen.

Die Fassade des zweigeschossigen, in Bruchstein- und Ziegelmauerwerk errichteten Gebäudes zeigt sich in typischen, schlichten Formen der Mitte des 19. Jahrhunderts. Neben den Sohlbänken in Porphyrtuff und Putzbändern tritt der neugotische, ebenfalls in Putz hergestellte Bogenfries unterhalb der Traufe als Hauptschmuck hervor. Damit erhält der Bau eine gestalterische Verbindung zu dem benachbarten, reicher ausgeprägten Hospitalgebäude. Das Erdgeschoss hatte ursprünglich zwei Eingänge; der ehemalige Zugang zu den Gasträumen ist heute zugemauert. Die Hofbebauung, die aus zwei Seitenflügeln und einem dritten, an der Grenze zum umliegenden ehemaligen Friedhof gelegenen Gebäude bestand, ist nicht mehr vorhanden.

Das ehemalige Handwerkerhaus ist ein charakteristisches und anschauliches Beispiel für die frühere Bau- und Lebensweise in einer sächsischen Kleinstadt. Als Teil der Rochlitzer Altstadtbebauung verweist es außerdem auf die örtliche Bauentwicklung in der Mitte des 19. Jahrhunderts. Unter diesen Aspekten erlangt es bau- und ortsentwicklungsgeschichtliche Bedeutung.
7. ↑  Wohnhaus (Friedrich-August-Straße 13):

Als Mehrfamilienwohnhaus einer kleinen Werkssiedlung der Mechanik G.m.b.H. Rochlitz, einer Tochterfirma des Leipziger Werkzeugherstellers Pittler AG, 1940 erbaut. Das Gebäude entstand nach Plänen des damals in Leipzig arbeitenden Architekten Woldemar von Holy. Als Siedlungshaus für Ingenieure und leitende Angestellte eines Rüstungsbetriebes wurde selbst im Jahr 1940 noch eine Baugenehmigung erteilt und die Bauausführung genehmigt. Allerdings war die ursprünglich geplante Doppelhaushälfte vermutlich durch das generelle Neubauverbot aus dem gleichen Jahr nicht mehr zur Ausführung gekommen. Zur Werkssiedlung gehören auch das Nachbarhaus Friedrich-August-Straße 9/11 und das Wohnhaus Am Bahnhof ..., welche annähernd zeitgleich erbaut wurden. Offensichtlich erfolgten die Pflanzung der Alleebäume und die Umgestaltung des Bahnhofsvorplatzes annähernd zeitgleich.

Für die stilistische Ausprägung der Gebäude war, wie dies für nationalsozialistische Wohnhausarchitektur charakteristisch ist, der traditionalistische Stil von maßgeblicher Bedeutung. Es handelt sich um zweigeschossige Putzbauten mit Natursteinsockeln, annähernd quadratischen Fensteröffnungen mit gesprossten Fenstern, welche durch ein Satteldach abschließen. Wesentliche Gestaltungselemente bilden die regelmäßig angeordneten quadratischen Fensteröffnungen mit gesprossten Fenstern und Fensterläden mit Lamellen. Wie für die Entstehungszeit typisch, wurden die Gebäude an einer leicht geschwungenen Straße aufgereiht. Kleine Grünanlagen vor den Häusern und Hausgärten ergänzen das Ensemble. Im Inneren überrascht im Vergleich mit anderen Siedlungshäusern dieser Zeit die Größe der Wohnungen (3- bis 4-Zimmerwohnungen jeweils mit Kammern) sowie die großzügige Bemessung der Räume. Zur Ausstattung jeder Wohnung gehörte ein Badezimmer mit Badewanne und Innen-WC sowie Balkone.

Die Siedlungshäuser der Mechanik G.m.b.H. Rochlitz wurden direkt am Bahnhofsvorplatz bzw. an der Einmündung zur Friedrich-August-Straße angeordnet, so dass die Bebauungslücke zwischen Stadt und Bahnhof geschlossen werden konnte und ein repräsentatives "Tor" zur Stadt entstand. Das Wohngebiet zwischen Altstadtkern und Bahnhof wuchs nach Anschluss der Stadt an das Eisenbahnnetz begründet durch die geringe Industrialisierung der Stadt und ihres Umfeldes nur sehr zögerlich. Lange Jahre bestand z. B. im Bereich der heutigen Friedrich-August-Straße noch ein Fußweg. Diese unbefriedigende und wenig repräsentative städtebauliche Situation konnte durch die geschickte städtebauliche Anordnung der Siedlungshäuser und die Anpflanzung der Alleebäume endlich behoben werden.

Die Gebäude gehören zu den wenigen Wohnhäusern in Sachsen, die nach dem Beginn des Zweiten Weltkrieges noch gebaut werden durften. Sie dokumentieren in exemplarischer Weise Bauauffassungen ihrer Entstehungszeit. Zum anderen verdeutlichen sie baupolitische Prämissen ihrer Entstehungszeit (Sondergenehmigungen für Baumaßnahmen der Rüstungsindustrie, Auswirkungen des Neubauverbotes). Hieraus leitet sich die baugeschichtliche Bedeutung dieses Hauses sowie der zugehörigen Nachbarbebauung ab. Der Denkmalwert ergibt sich weiterhin aus der stadtentwicklungsgeschichtlichen Bebauung.
8. ↑  Ehemalige Schule, heute Wohnhaus (Gärtnerstraße 34):

Das Schulgebäude wurde 1860/61 für die 2. Bürgerschule durch den Zimmermeister Moritz Oesterreich und den Amts- und Ratsmaurermeister Johann Gottlieb Pfau errichtet. Da zu dieser Zeit die Kapazitäten in der alten Schule am Kunigundenplatz (Schulgasse 8/10) nicht mehr ausreichten, war ein zweiter Schulbau notwendig geworden. Hier wurde die „Armenschule“ untergebracht. Eine Trennung in 1. Bürgerschule und 2. Bürgerschule (Armenschule) gab es schon zuvor. Der kubische Bau mit Walmdach ist seiner Zweckbestimmung entsprechend einfach gehalten, doch zeigt sich mit der mittenbetonenden Pilastergliederung der Straßenfront auch ein gestalterischer Anspruch. Stilistisch klingen in der Baugestalt, aber auch in den Einzelformen Klassizismus und Biedermeier nach. Die Gliederungselemente sind typischerweise in Porphyrtuff ausgeführt.

Schon im ausgehenden 19. Jahrhundert hatte das Gebäude mit der Landwirtschaftlichen Schule (gegründet 1877) einen neuen Nutzer erhalten. Das ehemalige Schulgebäude Gärtnerstraße 34 ist ein Zeugnis der Rochlitzer Schulgeschichte und verweist auf die hiesigen Schulverhältnisse in der Vergangenheit. Überdies dokumentiert es die örtliche Bauentwicklung in der zweiten Hälfte des 19. Jahrhunderts, insbesondere mit Blick auf das Schaffen von zwei Baumeistern, die einst im Rochlitzer Baugeschehen eine wichtige Rolle spielten. Unter diesen Aspekten erlangt es sozial- und ortsgeschichtliche Bedeutung. Als anschauliches und authentisches Beispiel einer öffentlichen Bauaufgabe verkörpert es zudem einen baugeschichtlichen Aussagewert.
9. ↑  Hohes Haus (Hohe Gasse 5, 6):

Die Geschichte des Hohen Hauses geht bis ins Mittelalter zurück. Der Herrensitz war als Mannlehen entstanden, was heißt, dass der Belehnte dem Lehnsherrn gegenüber zu Ritter- bzw. Kriegsdiensten verpflichtig war. An der Zassnitzer Muldenfurt gelegen, hatte es zusammen mit dem Zassnitzer Vorwerk eine Sicherungsfunktion. Wahrscheinlich wurde es später zu einem Erblehen (im Mannesstamm). Als erste Besitzer des schriftsässigen Guts, das auch als Freihaus bezeichnet wurde, sind die von Auerswalde bekannt, vor 1529 ging es an die Familie von Milkau über. Letzter Lehnsnehmer war Hiob von Milkau, „churf. bestalter Reuterhauptmann“, er verkaufte den Besitz 1588 an den sächsischen Kurfürsten. Als späterer Besitzer ist der Oberforstmeister Sebastian Schmidt bekannt.

Der Baubestand des Hohen Hauses setzt sich aus dem der Stadt zugewandten Hauptgebäude im Norden, dem östlich angeschlossenen, zur Mulde gelegenen Seitenflügel sowie einer kleinen Brücke über die Hohe Gasse zusammen. Das Hauptgebäude ist dendrochronologisch 1740 datiert, wobei Teile des Baues im Kellerbereich und möglicherweise auch im Erdgeschoss um einiges älter sind. Als typischer, breit gelagerter Barockbau hat es eine symmetrische Fassade mit Porphyrtuffgliederungen und ein hohes Mansarddach. Die Hauptachse ist durch den Eingang mit Stichbogenportal und den etwas weiteren Abstand zu den seitlichen Achsen etwas hervorgehoben. Vermutlich hatten die Fassaden ursprünglich noch mehr gliedernde Schmuckelemente, entweder in Putz, Stuck oder als illusionistische Malerei ausgeführt. Die stehenden Gaupen, die das Mansarddach belichten, entstanden in dieser Form im 19. Jahrhundert Im Inneren enthält das Gebäude bemerkenswerte Konstruktions- und Ausstattungselemente. Zunächst sind die älteren, auf unterschiedlichem Niveau gelegenen Kelleranlagen mit Tonnen- und Kreuzgratgewölben zu nennen. Die Gewölbe eines Kellerraums im Südosten ruhen in der Raummitte auf einem viereckigen Pfeiler mit Sockel und Kapitell. In den Hauptgeschossen haben sich außer den historischen Raumstrukturen und der repräsentativen Treppe Parkett, Türblätter sowie Deckenmalerei und -stuck erhalten, die von der besonderen Vergangenheit des Gebäudes zeugen.

Der Seitenflügel entstand nach Dendrochronologie 1793ff. Dessen stumpfwinkliger Grundriss geht wahrscheinlich auch auf eine schon ältere Bausituation zurück. Wie am Hauptgebäude prägen die Tür- und Fensterrahmungen in Porphyrtuff das Fassadenbild. Hervorzuheben sind die bauzeitlichen Türblätter, die noch am Nordeingang sowie an den Zugängen vom kleinen Hof auf der Südseite vorhanden sind. Von dem kleinen Hof führt eine Brücke, die in der jetzigen Form vermutlich dem 19. Jahrhundert angehört, auf die westlich der Hohen Gasse gelegene Terrasse, die vielleicht für das Hohe Haus als Garten diente.

Aufgrund seiner weit zurückreichenden Anfänge und seines besonderen Stellenwertes ist das Hohe Haus ein herausragendes Zeugnis der Stadtgeschichte; es verweist unter anderem auf die Verhältnisse und Entwicklungen in den Frühzeiten von Rochlitz. In seiner überkommenen Ausprägung dokumentiert es die örtliche und regionale Bauentwicklung, insbesondere des 18. Jahrhunderts, aber auch davor. Die anspruchsvolle Gestaltung und Ausstattung lassen erkennen, dass es sich hier um ein einst herrschaftliches bzw. privilegiertes Besitztum handelt. Unter diesen Gesichtspunkten erlangt das Objekt stadtgeschichtliche, baugeschichtliche und baukünstlerische Bedeutung.
10. ↑  Friedhof Rochlitz (Sachgesamtheit):
  - Friedhofsgestaltung: Gliederung des Friedhofs durch Hauptwegeachsen und zentralen Kapellen-Platz, Betonung der Längsachse durch geschnittene Lindenallee und des zentralen Bereichs durch Pyramideneichen, nach außen das Stadtbild prägende südliche und westliche Einfriedungsmauer mit Süd- und West-Tor und geschnittene Lindenallee vor der südlichen Einfriedungsmauer, zum Teil noch ungestörte Folge wertvoller Familiengrabstätten entlang der westlichen Einfriedungsmauer, Quartieraufteilung weitestgehend erhalten
  - Einfriedung: südliche, westliche und nördliche Einfriedungsmauer aus Klinkermauerwerk mit Sockel aus Porphyrmauerwerk und Abdeckplatten aus Beton sowie Pfeilern aus Klinkermauerwerk mit Abdecksteinen aus Beton, Innenseite der Mauer verputzt, östliche Einfriedungshecke (Hainbuche), Süd-Tor rechts und links mit je einer Pforte bestehend aus vier Torpfeilern aus Klinkermauerwerk mit Sockeln aus Porphyrmauerwerk und profilierten Abdeckplatten, zwei schmiedeeisernen Torflügeln und rechts und links des Tores je einem schmiedeeisernen Türflügel, West-Tor wie Süd-Tor ohne Pforten
  - Erschließung: Nord-Süd-Wegeachse zum Süd-Tor, Ost-West-Wegeachse zum West-Tor, Kapellen-Platz, kreisförmiger Platz am Nord-Ende der Nord-Süd-Wegeachse, geschwungen verlaufender Weg von diesem Platz zum Nordwestzugang, Wege parallel zu den Einfriedungsmauern und geradlinige Nebenwege zwischen den Quartieren, zum Teil Wege als Rasenwege
  - Wasser: Handschwengelpumpe im Nord-Bereich
  - Gehölze: vor der südlichen Einfriedungsmauer Baumreihe (geschnittene Linden), an der Nord-Grenze durchgewachsene Hecke (Hainbuchen), im Süd-Abschnitt der Nord-Süd-Wegeachse Allee (26 geschnittene Sommerlinden), am West-Abschnitt der Ost-West-Wegeachse Baumreihe (fünf geschnittene Sommerlinden), im zentralen Bereich an der Nord-Süd-Wegeachse zwei Baumpaare und zwei Solitärbäume und im Südosten der Kapelle ein Solitärbaum (sieben Pyramideneichen), im Süd-Abschnitt der östlichen Grenze Reste einer Baumreihe (Sommerlinden), Solitärbäume (Weymuthkiefer, Fichte, Eichen, Ahorn, Esche), am kreisförmigen Platz Strauchgruppen (Rhododendron und Eibe), Hecken Grabeinfassungen (vorwiegend Eibe), Reste von Koniferenreihen und -paaren (vorwiegend Lebensbäume), Gehölzfläche an der Kapelle mit weiß blühendem Rhododendron, Mohonie, Flieder, Rose, Efeu
  - Blickbeziehung: vom Querweg im Süd-Bereich axialer Blickbezug zur Kunigundenkirche, in der Hauptlängsachse axialer Blickbezug zum Holzkreuz an dessen Nordwestende
11. ↑  Einzeldenkmale der Sachgesamtheit Friedhof Rochlitz:
  - Friedhofskapelle: Zentralbau auf oktogonalem Grundriss, Jugendstil, Architekten: Schilling & Graebner, Dresden
  - 1. Klassizistisches Säulengrabmal mit Urne
  - 2. Grabmal Orgelbaumeister Reinhard Schmeisser (gestorben 1978) und Alfred Schmeisser, Orgelbaumeister (gestorben 1957), Rochlitzer Porphyrtuff, 1/4 Säulen wie Orgelpfeifen angeordnet, rechts und links je zwei Tafeln mit Inschriften, um 1957
  - 3. Grabmal Familie Liebe aus Rochlitzer Porphyrtuff, sarkophagähnliche Wandplatte auf Füßen mit Inschrift, um 1965
  - 4. Grabanlage für Heimatforscher Prof. William Clemens Pfau (gestorben 1946), Kubus aus Rochlitzer Porphyrtuff mit Portraitbüste als 3/4 Relief im oberen Drittel, Einfriedung: schmiedeeiserner Zaun
  - 5. Grabmal Pfarrer Dr. Georg Buchwald, Grabstein mit gotischem Spitzbogenabschluss, Inschrift angewittert, 1947?
  - 6. Grabmal Emil Fischer (Wirt der Fischers Weinstube), großes Kreuz mit umschlungenem Tuch auf Porphyrsockel
  - 7. Grabmal Familie Richter aus Rochlitzer Porphyrtuff, Mittlerer Bereich: Tafel mit Inschrift, umrahmt von Girlanden; seitlich, auf Säulenstümpfen angeordnete Putten mit Fackeln, polygonaler Vorbau mit Pflanzgefäß, um 1908
  - 8. Grabanlage Familie Schlobach, Mühlenbesitzer, Grabplatte mit vorgesetzter Pflanzschale auf dreistufigem Sockel, flankiert von kannelierten Pilastern aus Rochlitzer Porphyrtuff, aufwendige Bedachung, rechts und links davon je ein weiterer Grabstein von Familienmitgliedern
  - 9. Grabmal Familie Gustav Hartmann, geschliffene Granitplatte mit Inschrift umrahmt von aufwendiger Porphyrtuffarchitektur, um 1910/1920
  - 10. Grabmal Familie Bermann, Rochlitzer Porphyrtuff, drei Inschrifttafeln flankiert von kannelierten Säulen, darüber Gesims mit Blumenschalen, u. a. beigesetzt Heinrich Bermann, gefallen in Ypern am 16. Mai 1915
  - 11. Grabanlage Familie Prof. Friedrich Franz Wolf, Schuldirektor (gestorben 1933); neoromanische Bogenarchitektur getragen von paarweise angeordneten Säulen aus Rochlitzer Porphyrtuff, im unteren Bereich Inschriften, Einfriedung durch Porphyrsteine
  - 12. Grabmal Familie Arthur Junghans (Baumeister), bogenförmige Architektur aus Rochlitzer Porphyrtuff, im mittleren Bereich Grabinschrift für den im Ersten Weltkrieg gefallenen Sohn, darüber Relief mit Soldatenhelm und Eichenlaub, um 1918
  - 13. Grabmal Familie Kurt Hausmann, hier nur Metallrelief mit aufgehender Sonne und Pferdepflug
  - 14. Grabmal Guido Schneider, Pilasterarchitektur mit bogenförmigem Abschluss, flankiert von Balustradenreihe, 1926
  - 15. Grabmal der Familien Albrecht und Emil Haberkorn (Bau- und Steinmetzmeister, Besitzer Steinbrüche), flacher sarkophagähnlicher Aufbau mit Rundbogenfries aus Porphyrtuff, 1948
  - 16. Grabmal Rudolf Zimmermann, Ortshistoriker, Porphyrplatte mit Inschrift und Relief, 1943
  - 17. Grabmal Dr. med. Fritz Hammerschmidt, Grabstein mit Flachrelief zweier Trauernder, 1911
  - 18. Grabmal Franz Moritz Thalemann, Kgl. Musikdirektor und Seminaroberlehrer, Granit, 1911
  - 19. Grabmal Pfarrer Wilhelm Fricke, Porphyrtuff, Grabstein mit rundem Abschluss und Relief mit Gekreuzigtem, 1979
  - 20. Kriegerdenkmal für die Gefallenen des Ersten Weltkrieges, großer, grob behauener Porphyrstein mit Inschrifttafel aus Metall „Unseren gefallenen Kameraden“
  - 21. Kriegerdenkmal für die Gefallenen des Zweiten Weltkrieges, großer, grob behauener Porphyrstein mit Inschrifttafel aus Metall „Unseren gefallenen Brüdern“
  - 22. Grabanlage Familie Julius Karl Hartmann mit steinerner Einfriedung, Rochlitzer Porphyrtuff, große dreizonige Tafel mit Inschriften und ornamentalem Schmuck, seitliche Umrahmung durch Pilaster, Dreiecksgiebelbedachung
  - 23. Grabmal Familie Loser, Grabwand mit mittig angeordnetem Steinkreuz mit Kranz und Malteserkreuz sowie seitlichen Pfeilern mit flachem pyramidalem Abschluss. dekoriert mit Lorbeerlaub und Dolch (Galvanoreliefs), Inschrift auf Steinen beiderseits des Kreuzes, Material: Rochlitzer Porphyrtuff, vermutlich angelegt 1915 für den im Ersten Weltkrieg gefallenen Johannes Walther Löser.
  - 24. Grabmal für Alfred Heidel, verstorben 1995, vermutlich Verwendung eines älteren Grabmals aus den 1920er Jahren, Material: Rochlitzer Porphyrtuff, Sockelstein mit Spitzbogen, darin Inschrift, in den Flächen außerhalb der Bögen befinden sich Flachreliefs mit Darstellungen vermutlich der Naumburger Stifterfiguren Ekkehard und Uta, Aufbau mit zwei gedrungenen kannelierten Säulen, welche ein kräftiges Gebälk stützen, dazwischen kleines Steinkreuz mit Kranz
  - 25. Erbbegräbnis Familie Dr. Jochen Ihmels, für Dr. Jochen Ihmels, Superintendent, verstorben 1995 und dessen Frau, Christa Ihmels, verstorben 2004, möglicherweise älterer Grabstein bzw. Fragment eines älteren Grabsteins, durchbrochene Grabwand aus Rochlitzer Porphyrtuff mit dekorativer Rahmung und Bekrönung, in der Mitte des Grabmals weißes Steinkreuz mit Kranz, Sockelstein mit Inschrift: „WIR LEBEN ODER STERBEN, SO SIND WIR DES HERREN: RÖMER 14,8“
  - 26. Grabmal für den Fuhrunternehmer Bruno Bauch, verstorben 1950 und dessen Ehefrau Martha Bauch, verstorben 1968, Grabmal 1950, Material: Rochlitzer Porphyrtuff, erhabene Schrift sowie Flachreliefs mit Darstellung eines Pferdes, eines Hufeisens, einer Peitsche sowie Getreide
12. ↑  Wohnhaus (Markt 2):

Wie die  Inschrift über dem Portal der Haustür dokumentiert wurde das Gebäude „Nach dem großen Marktbrande am 2. April 1802 im selbigen Jahre wieder erbaut“. Der Stadtbrand 1802 vernichtete vor allem die Bebauung im Westteil der Stadt, vorrangig der Burgstraße, aber auch viele Häuser am Markt. Wie die meisten nach den Bränden des frühen 19. Jahrhunderts errichteten Häuser in der Rochlitzer Altstadt ist das Haus insgesamt einfach gestaltet, wobei es eine charakteristische Putzfassade mit Porphyrtuffgliederungen aufweist. Hervorgehoben ist der Hauseingang durch eine profilierte Rahmung, die als Bekrönung die eingangs genannte, von Volutenkonsolen einfasste Inschriftenplatte hat. Die weitgehende Öffnung des Erdgeschosses, das nach oben mit einem Gesims abgegrenzt ist, als Ladenfront ist jüngeren Umbauten zuzurechnen, was wohl auch für die heutige Form des Daches mit drei stehenden Gaupen gilt. Im ausgehenden 19. Jahrhundert war das Haus in Besitz der Familie Leonhardt, Seifensieder, dann Seifen- und Materialwarenhändler, Geschäft E. H. Leonhardt.

Das Gebäude ist ein Zeugnis der Bauentwicklung von Rochlitz. Es verweist auf den Wiederaufbau der Altstadt nach den Stadtbränden 1802 und 1804 und ist Teil der damals neu entstandenen Bebauung, die bis heute wesentlich das Erscheinungsbild von Rochlitz prägt. Außer auf die genannten einschneidenden Abschnitte der örtlichen Baugeschichte veranschaulicht das Objekt auf die Wohn- und Lebensverhältnisse der Rochlitzer Bürgerschaft in der Vergangenheit. Unter diesen Gesichtspunkten hat es ortsentwicklungs- und baugeschichtliche Bedeutung.
13. ↑  Wohnhaus (Markt 4):

Das wohl 1802 nach Stadtbrand errichtete Gebäude ist Teil der historischen Altstadtbebauung am Markt. Bei dem Wiederaufbau sind möglicherweise ältere Teile, auf jeden Fall die vorhandenen Kelleranlagen, weiterverwendet worden. Besitzer und Nutzer des Hauses war die 1783 gegründete Firma Scheff & Sohn (Johann Georg Scheff), die mit Lebensmitteln, Tabak- und Kolonialwaren handelte. Die Handelsverbindungen der Firma Scheff reichten weit über den sächsischen Raum bis nach Hamburg, Frankfurt am Main und Triest hinaus. Später war das Gebäude im Besitz der Kaufleute Falck, dann Schüppel. Es zeigt die typisch nüchterne Gestaltung der Rochlitzer Altstadthäuser, wie sie nach den Stadtbränden des frühen 19. Jahrhunderts errichtet wurden und bis heute wesentlich das Bild der Altstadt prägen. Im Gegensatz zu den Obergeschossen mit ihren gleichmäßig gereihten und von Porphyrtuffgewänden eingefassten Fenstern zeigt sich das Erdgeschoss formenreicher. Haustor und Ladentür haben ebenfalls in Porphyrtuff hergestellte Gewände mit Segmentbogenabschluss und Schlussstein. Über dem schmalen Schaufenster in der Mittelachse ist das steinerne Hauszeichen bzw. die Handelsmarke der einstigen Besitzer eingelassen. Der mit dem Buchstaben S verschlungene Anker über Wellen verweist auf die weitreichende Geschäftstätigkeit der Firma Scheff, die mit eigenen Schiffen Handel mit Südfrüchten und Kolonialwaren betrieb. Von besonderem Wert sind weiterhin die aufwändig gestalteten Torflügel, deren Schmuck sowohl Zopfstilelemente als auch neugotische Anklänge vereint. Auch im Inneren das Gebäude haben sich bemerkenswerte historische Ausstattungselemente erhalten, hier sind vor allem die Kreuzgratgewölbe des Hausganges zu nennen.

Das Wohn- und Geschäftshaus ist ein Zeugnis der Rochlitzer Bau- und Stadtentwicklungsgeschichte. Es dokumentiert den Wiederaufbau der Stadt nach den jüngeren Stadtbränden und veranschaulicht die Wohn- und Lebensverhältnisse der Stadtbevölkerung in der Vergangenheit. Im Zusammenwirken mit anderen Bauten seiner Art und Zeit prägt es wesentlich das Bild der Rochlitzer Altstadt und verleiht ihr so Charakter und Identität. Aus diesen Gründen eignet dem Objekt stadt- und baugeschichtliche Bedeutung. Eine besonderen historischen Stellen- und Aussagewert erlangt es durch seine einstigen Besitzer mit ihren weitreichenden Handelsverbindungen.
14. ↑  Wohnhaus (Markt 5):

Das an der Ecke der ehemaligen Buttergasse, später Marktgasse, stehende Gebäude wurde – wie viele Bauten der Rochlitzer Altstadt – in seiner jetzigen Form wahrscheinlich nach den großen Stadtbränden von 1802 oder 1804 errichtet. Einzelformen wie Kreuzgewölbe im Hausflur und teilweise im Ladenbereich lassen aber vermuten, dass in dem Bau noch ältere Teile erhalten sind. Die ungewöhnliche Größe, insbesondere Breite, des Gebäudes könnte weiterhin auf eine spätere Vereinigung von ursprünglich zwei Hausstellen hindeuten. Durch die besondere Größe, wozu auch das hohe Krüppelwalmdach beträgt, gehört es zu den markantesten Bauten am Markt, obgleich seine Fassade die typische schlichte Gestaltung des frühen 19. Jahrhunderts zeigt. Diese ist gekennzeichnet durch die gleichmäßige Reihung der Fenster mit Porphyrtuffrahmungen, wobei hier eine Zweiteilung durch den leicht größeren Abstand in der Mitte auffällt. Ende des 19. Jahrhunderts war Bäckermeister Kirsten jun. Besitzer des Gebäudes. Die Umgestaltung des Erdgeschosses als einheitliche Laden- und Schaufensterzone mit Porphyrtuffverkleidung stammt aus den 1930er Jahren. Dahinter befanden sich die Räumlichkeiten von Konditorei und Café Paul Kirsten.

Das Gebäude ist ein Zeugnis der Rochlitzer Bau- und Stadtentwicklungsgeschichte. Es ist Teil der nach den Stadtbränden 1802 und 1804 neu entstandenen Bebauung, die bis heute wesentlich das Erscheinungsbild der Rochlitzer Altstadt prägt und so wesentlich zu ihrer Identität beiträgt. Zudem veranschaulicht es die früheren Wohn- und Lebensverhältnisse der Rochlitzer Bürgerschaft. Unter diesen Aspekten erlangt es ortsentwicklungs- und baugeschichtliche Bedeutung.
15. ↑  Wohnhaus (Markt 9):

In seiner jetzigen Form wurde das Gebäude wahrscheinlich nach dem Stadtbrand 1802 errichtet. Dieser vernichtete vor allem die Bebauung im Westteil der Stadt, vorrangig der Burgstraße, aber auch viele Häuser am Markt. Wie die meisten nach den Bränden des frühen 19. Jahrhunderts errichteten Häuser in der Rochlitzer Altstadt zeigt das Haus eine einfache, aber charakteristische Fassadengestaltung. Hauptschmuck der Putzfassade sind die Porphyrtuffgliederungen. Hierbei ist der Hauseingang durch seine profilierte Rahmung betont. Auch die drei mittleren Fenster des ersten Obergeschosses haben Gewände mit Profilierungen. Die Öffnung des Erdgeschosses mit Schaufenstern ist jünger, erkennbar an der Verwendung eiserner Bauteile historistischer Formen. Das Fenster nördlich des Hauseingangs ist wahrscheinlich ein ursprünglicher, nur etwas veränderter Laden. Ein Gesims schließt das Erdgeschoss oben ab, über dem Hauseingang ist es als Bedachung vorgekröpft und hebt so mit der darüber eingelassenen Steinplatte diesen zusätzlich hervor. Zum denkmalwerten Bestand gehören auch historische Elemente im Innern des Gebäudes wie Kreuzgewölbe im Hausflur und Türen. Im ausgehenden 19. Jahrhundert war das Haus in Besitz des Kaufmanns Franz Emil Richter.

Das Gebäude dokumentiert den Wiederaufbau der Altstadt nach den Stadtbränden 1802 und 1804 und ist Teil der damals neu entstandenen Bebauung, die bis heute wesentlich das Erscheinungsbild von Rochlitz prägt. Außer dem Zeugniswert für jene einschneidenden Abschnitte der örtlichen Baugeschichte verweist das Objekt auch auf die Wohn- und Lebensverhältnisse der Rochlitzer Bürgerschaft in der Vergangenheit. Unter diesen Aspekten hat es ortsentwicklungs- und baugeschichtliche Bedeutung.
16. ↑  Wohnhaus (Markt 23):

Laut Datierung im Schlussstein des Hauseingangs wurde das Gebäude 1805 errichtet. Demnach wurde der Vergängerbau bei den großen Stadtbränden 1802 oder 1804 zerstört, denen viele Altstadthäuser zum Opfer fielen. Wie die meisten Gebäude des Wiederaufbaus nach diesen Bränden hat das Haus eine einfache Putzfassade mit Porphyrtuffgliederungen. Hauptschmuck der Fassade ist die Portalrahmung des Hauseingangs, deren Schlussstein zum Baudatum auch den Berufsstand des damaligen Besitzers dokumentiert. In einer noch barock gestalteten Kartusche ist hier das Zunftzeichen der Böttcher dargestellt. In den Obergeschossen bestimmt die gleichmäßige Reihung der Fenster das Fassadenbild.

Das Gebäude ist ein Zeugnis für den Wiederaufbau der Altstadt nach den Stadtbränden 1802 und 1804. Es gehört zu der damals neu entstandenen Bebauung, die bis heute wesentlich die Innenstadtansicht von Rochlitz prägt. Außer dem Zeugniswert für jene einschneidenden Abschnitte der örtlichen Baugeschichte veranschaulicht das Objekt auch die Wohn- und Lebensverhältnisse der Rochlitzer Bürgerschaft in der Vergangenheit. Unter diesen Gesichtspunkten hat es ortsentwicklungs- und baugeschichtliche Bedeutung.
17. ↑  Wohnhaus, mit Seitenflügel sowie Schlussstein (Rathausstraße 15):

Der Bauform nach wurde der Baubestand des Grundstücks – bestehend aus Hauptgebäude und Seitenflügel – im frühen 19. Jahrhundert errichtet, nachdem der Vergänger wohl einem der damaligen Stadtbrände zum Opfer gefallen war. An diesen erinnert möglicherweise der im Seitenflügel eingelassene Schlussstein mit Hausmarke, Initialen FK und Datierung 1766. Die Hausmarke Anker mit 4 ist ein auch anderorts anzutreffendes Zeichen, dessen Bedeutung leider nicht genau bekannt ist. Mitte des 19. Jahrhunderts nahm Johanne Sophie John als Pächterin des Garküchenprivilegs in dem Gebäude den Betrieb der Speiseanstalt auf, die vor allem für die Versorgung der unteren Bevölkerungsschichten wichtig war. In alten Zeiten befand sich die städtische Garküche der Überlieferung zufolge lange in diesem Bereich hinter dem Rathaus. Wie für das 17. Jahrhundert belegt, handelte es sich dabei um einen bescheidenen Holzbau. Die meist auf drei Jahre vergebene Garküchenpacht erhielten vorrangig Mitglieder der Fleischerinnung. Im 18. Jahrhundert nahm die Bedeutung der Garküche ab, auch wurde sie nun in Privathäusern betrieben. Nach Einführung der Gewerbefreiheit 1862 wurde die Garküche als Restaurant fortgeführt, seit 1864 von Fleischermeister Franz Ernst Kurth, dann von dessen Bruder Franz Richard Kurth, der 1877 das Anwesen kaufte und dieses 1882 durch Erwerb des anstoßenden Hauses des Schumachermeisters Karl Ludwig Zimmermann erweiterte. Nach einem Brand 1909 kam es zur baulichen Erneuerung, damaliger Besitzer war Fleischermeister Franz Richard Wolf. Das breitgelagerte Hauptgebäude ist zweigeschossig und zeigt eine einfache Fassadengestaltung mit Porphyrtuffgliederungen. Der Hauseingang liegt auf der Ostseite, ansonsten war das Erdgeschoss dem Restaurant und Laden mit Zugang auf der Westseite vorbehalten. Am Westgiebel hat sich die reiche Putzgestaltung erhalten, die von der Erneuerung 1909 stammt. Bei dem damals hergestellten neuen Fassaden lag tatsächlich das Hauptaugenmerk auf der Giebelgestaltung, an der Straßenfront waren nur die Obergeschossfenster mit geputzten Bekrönungen in damals modernem Jugendstildekor ausgeschmückt worden. Zum Wiederaufbau nach Brand gehört auch das große gestaffelte Zwerchhaus. Der an das Hauptgebäude westlich angeschlossene Seitenflügel tritt mit niedrigerem Dach und schlichter Erscheinung diesem gegenüber deutlich zurück.

Die Bauten des Grundstücks sind Zeugnisse des Wiederaufbaus der Altstadt nach den Stadtbränden im frühen 19. Jahrhundert. Sie sind Teil der damals neu entstandenen Bebauung, die bis heute wesentlich das Erscheinungsbild von Rochlitz prägt. Zudem veranschaulichen sie die einstigen Lebensverhältnisse der Rochlitzer Bürgerschaft: Dabei ist insbesondere auf die hier betriebene Garküche zu verweisen, wodurch die Erinnerung an eine Versorgungseinrichtung wachgehalten wird, die einst im städtischen Leben eine wichtige Rolle spielte. Unter diesen Gesichtspunkten erlangen die Objekte ortsentwicklungs- und baugeschichtliche Bedeutung. Zu letzterer trägt auch die repräsentative Giebelgestaltung von 1909 bei, die das Straßenbild wirkungsvoll bereichert.
18. ↑  Doppelwohnhaus (Winklersches Haus, Rathausstraße 20):

Das „Winklersche Haus“ zählt zu den stattlichsten Bürgerbauten von Rochlitz. Es ist als Doppelhaus ausgeführt. Dabei ist der westliche Gebäudeteil etwas älter und wurde nach Datierung auf dem Konsolstein im ersten Obergeschoss 1805 errichtet. 1817 folgte dann die Erweiterung mit dem etwas schmaleren, östlichen Gebäudeteil, auch hier ist das Entstehungsjahr im ersten Obergeschoss angegeben. Bis auf die unterschiedliche Breite entsprechen beide Gebäudeteile einander in der Fassadengestaltung, die wie bei den meisten Gebäuden der Rochlitzer Altstadt durch Porphyrtuffgliederungen geprägt ist. Eine zweiachsige Vorlage betont jeweils die Fassadenmitte. Hier führen Toreinfahrten mit Segmentbogen und Schlussstein in die Gebäude und auf die Hofseite. Die darüber gelegenen Fenster des ersten Obergeschosses sind durch eine Pilasterstellung mit Gesims zusammengefasst und durch vegetabiles Ornament in den Verdachungsfeldern besonders ausgeschmückt. Im Dachbereich enden die Vorlagen in einem Zwerchhaus mit Dreieckgiebel. Vasenbekrönungen und Okuli der Dreieckgiebel sowie ein Palmettenfries auf Traufhöhe gehören zum zeitgenössischen, vom Klassizismus beeinflussten Architekturvokabular. Sie verleihen der insgesamt zurückhaltenden Fassadengestaltung eine dem Zeitgeschmack entsprechende Eleganz.

Das Doppelhaus diente einst als Wohnhaus und Arbeitsstätte der Wollwarenfabrik Winkler & Sohn. Das Unternehmen war 1753 von Johann Christian Winkler gegründet worden und erlangte durch seine Tucherzeugnisse (u. a. Merinos, Satins, Cachanez), die es auf großen Messen u. a. in Leipzig und Frankfurt erfolgreich absetzte, ein großes Renommee. 1810 wurde die Firma Winkler & Sohn wegen ihrer besonderen Verdienste um die sächsische Industrie mit der großen goldenen Medaille ausgezeichnet. 1813 nahm im Winklerschen Haus General Fürst Józef Antoni Poniatowski Quartier. Später war es auch zeitweiliger Aufenthaltsort des Komponisten Conradin Kreutzer, dessen Tochter, die Sopranistin Cäcilie Kreutzer, den Fabrikanten Alexander Winkler geheiratet hatte. In der zweiten Hälfte des 19. Jahrhunderts waren Friedrich Moritz Winkler (seit 1839) und Heinrich Julius Hartmann (seit 1861) Inhaber der Wollwarenfabrik Winkler & Sohn. Das Adressbuch von 1887 nennt Julius Hartmann als Eigentümer des Grundstücks. Im Gebäudeinnern sind verschiedene originale Ausstattungselemente wie Gewölbe und Türen erhalten. Zum Denkmalbestand gehören auch die beiden unterschiedlich langen Hofflügel.
19. ↑  Schloss Rochlitz (Sachgesamtheit):

Auf einem Felsrücken über dem Westufer der Zwickauer Mulde gelegen, zählt das Schloss zu den eindrucksvollsten und bedeutendsten Bauwerken des sächsischen Burgen- und Schlösserbestandes. Sein äußeres Erscheinungsbild verdankt es vor allem der Bautätigkeit im letzten Viertel des 14. Jahrhunderts sowie zwei größeren Renovierungs- bzw. Umbauphasen um/nach 1470 und um 1588/89. Als deutscher Burgwardmittelpunkt schriftlich schon seit 1009 belegt, war die ehemalige Reichsburg im 11. Jahrhundert mehrfach Aufenthaltsort deutscher Könige und Kaiser. 1143 schenkte König Konrad III. dem Markgrafen von Meißen den Burgward Rochlitz. Nach dessen Tod 1156 begannen massive Ausbauten zu einer Burg mit Residenzcharakter.1210 fiel die Burg an die wettinische Hauptlinie zurück und wurde als Vogtei in den markmeißnischen Territorialzusammenhang gestellt. Bis in die 1. Hälfte des 14. Jahrhunderts war die Burg Nebenresidenz von Markgraf Heinrich dem Erlauchten und des Markgrafen Friedrich I. Im ausgehenden 14. und im 15. Jahrhundert erlebte die Burg diverse Bauphasen und erhielt nun ihren Schlosscharakter. Letztmals kam es 1588/89 zu größeren Baumaßnahmen. Von 1591 bis 1601 diente das Schloss als Witwensitz für die Witwe des Kurfürsten Christian I., Anfang des 17. Jahrhunderts als Jagdschloss, nach dem Dreißigjährigen Krieg war es Amts- und Behördensitz. 1717 wurde die Ruine des Oberschlosses abgetragen, weitere Gebäude seit 1789: im Bereich des Unterschlosses die Schösserei und das Torwächterhaus an der Ostseite, das Kornhaus an der Südseite und der Große Pferdestall an der Nordseite. Im Bereich des Oberschlosses das erkerartige Brunnenhaus, das an den Palas zur Flussseite hin angebaut war, der Südwehrgang zum Turm „Lichte Jupe“ sowie das Badehaus am nördlichen Wehrgang. 1850 wurde im Schloss ein Bezirksgericht eingerichtet, 1852 deshalb weiterer Umbau und Errichtung einer Haftanstalt im Anschluss an das Fürstenhaus. 1945–47 Kriegsgefangenenlager. Erste Restaurierungen 1934–36, seit 1963, Abriss der Haftanstalt 1990/91.

Ursprünglich zum Schloss gehörende Gärten: Ehemaliger Hohe Garten, Zwingergarten, Langer Garten, Bleichgarten (früher Kirchgarten), Obere Garten (früher „kleiner Garten“) und Teile des Kirchgartens, Teich mit Wiese, Oberer Schlossgraben (Teil der historischen Wehranlage), Mittlerer Schlossgraben mit ehemaligem Bärenzwinger (Teil der ehemaligen Wehranlage, Trennung von Ober- und Unterschloss), Wallgraben (unterer Schlossgraben), Lohbach, Brücken des Schlosses (obere, mittlere und untere Bogenbrücke), Weg zum Schloss (zwischen unterer und mittlerer Brücke), Schlosshof, nördlicher Schlossberg, ehemalige Gärten gegenüber dem Hohen Garten, ehemaliger Küchengarten (früher Mietgarten).
20. ↑  Einzeldenkmale der Sachgesamtheit Schloss Rochlitz:

  - Schloss: Die Gebäude des Oberschlosses um einen unregelmäßigen, gestreckten Hof gruppiert, Gesamtlänge etwa 90 m. Östlich das sogenannte Querhaus (mit Kemenate und Torturm) sowie die Kapelle, daran nordwestlich anschließend das Fürstenhaus und der Wehrgang bis zu den mächtigen Türmen der Westseite. An der Südseite Wohntürme und Wirtschaftsgebäude.
  - Querhaus: Aus romanischer Zeit erhalten unterer Teil der Kemenate sowie südlicher Torturm um 1150, Aufstockung der Kemenate und Einbindung des Torturms in den Baukörper vor 1482, nach 1482 Überformung des Obergeschosses, hoher querriegelartiger Putzbau mit Porphyrgliederung, Walmdach, Durchfahrt mit großen spitzbogigen Portalen, im Obergeschoss mehrere spätgotische Räume mit Balkendecken erhalten, „Herzoginstube“ nach 1537 entstanden, von den Erkern nur noch einer erhalten, dieser mit Spitzbogen und zellengewölbter Nische mit Vorhangbogenfenster.
  - Kapelle: Stadtseite unverputzter Porphyrbau mit 5/8-Schluss, Dachaufbau mit verschiefertem Fachwerk noch spätgotisch, 1519 als „Frauenzimmer“ bezeichnet, Dachreiter 1589 abgebrochen. Auffallend die drei großen dreibahnigen Fenster, Innenraum mit Netzgewölbe, Westseite mit breiter Empore, südlich anschließend eine ebenfalls gewölbte Loge, sogenannte Herzogenempore, steinerne Kanzel an der Nordwand, davon nur noch Unterbau erhalten, bedeutende Reste spätgotischer Ausmalung erhalten, Restaurierung 1973/74 und 1990/91, Deckenbemalung, an der Nordwand geschweifte spitzbogige Sakramentsnische, an der Westwand mehrere Inschriftgrabsteine aus Rochlitzer Porphyr, 16.–18. Jahrhundert, auf Westempore zwei spätgotische Madonnen, Ende 15./Anfang 16. Jahrhundert sowie zwei spätgotische Einbaumtruhen. Ein kleiner Wendelstein verbindet die Kapelle mit der Westempore und den fürstlichen Wohnräumen.
  - Fürstenhaus: Errichtet um 1390, Umbau um 1470 zu einem zweischiffigen Saalbau, der ehemals über dem Weinkeller die „große Hofe Stube“ im Erdgeschoss enthielt, im 1. Obergeschoss die „Tafelstube“ und im 2. Obergeschoss einen Festsaal mit freitragender Decke. Dieser Saal war über den kleinen Wendelstein von 1390 direkt mit dem Weinkeller verbunden. Um 1537 erste Unterteilung der Räume zur Nutzung als repräsentative Wohnräume, weitere Umbauten um 1588, Abbruch des gotischen Giebels an der Westseite und Veränderung des Daches, Bau des Großen Wendelsteins, Festsaal wurde in zwei Etagen unterteilt, in der unteren entstand ein repräsentativer Wohntrakt mit vier Räumen, abermalige Unterteilung für Diensträume 1852. Seit 1996 Restaurierung. Viergeschossiger Bau mit Krüppelwalmdach, Rechteckfenster, spitzbogiges Portal, das Innere heute von Einbauten 1852 geprägt, im Roten Gemach Renaissancedecke mit illusionistischer Kassettenmalerei, mittelalterlicher Wehrgang mit hoher Fachwerkbrüstung bis zum Nordturm, 1588 und 1990/91 erneuert.
  - Die Gebäude der Südseite niedriger und aus verschiedenen Bauzeiten:
    - Palas oder das „Alte Haus“, um 1180/90, Erdgeschoss ursprünglich über große Arkaden zum Hof hin geöffnet, nach 1537 Unterteilung des großen Saals im Obergeschoss
    - Wohnturm des 11. Jahrhunderts, enthielt im Erdgeschoss die „kleine Küche“, Obergeschoss seit dem 12. Jahrhundert Teil des Palassaales
    - Wohnturm des 14. Jahrhunderts, in Baulücke eingefügt, im Erdgeschoss „Hofstube“, 1593 als „Gewelbe“ (=Speisekammer) bezeichnet, Lehmschlagdecke um 1360/90, im Obergeschoss „Marschalls Stube“
    - Kellerhaus mit „Kellerstüblein“, Obergeschoss verbrettert.
    - Große Hofe Küche, 1360/90 errichtet, Raum von 91 m² mit Rauchfang, Kreuzrippengewölbe aus der 1. Hälfte des 15. Jahrhunderts
    - Kleines Haus mit drei „Speisegewölben“ im Erdgeschoss, im Obergeschoss ehem. der „kleine Saal“.
    - Stadtbildprägende Türme „Lichte und Finstere Jupe“, über quadratischem Grundriss, im unteren Teil Ende 12. Jahrhundert, der obere Teil Ende 14. Jahrhundert, die Turmhelme um 1360/90. In den Obergeschossen der „Lichten Jupe“ vor 1838 Gefängniszellen, Türme durch Westwehrgang verbunden, zweigeschossiges Gebäude zwischen den Türmen, 1586, im Erdgeschoss ehemals der „Reisige Stall“ für Pferde, im Obergeschoss die „Harnisch Cammer“.

Dehio Bd. I S. 855–859 / Ingolf Gräßler, Stefan Reuther: Die Burg- und Schlosskapellen des Schlosses Rochlitz. Staatliche Schlösser, Burgen und Gärten. Jahrbuch 2005, Bd. 13, S. 24.
21. ↑  Wohnhaus (Wallgasse 5):

Das Wohnhaus wurde laut Datierung im Schlussstein der Haustürrahmung 1803 erbaut. Es ist Teil eines einheitlichen Straßenzuges, der unmittelbar vor der inneren Stadtmauer am ehemaligen, damals wohl noch vorhandenen Wallgraben entstand, worauf der Straßenname Wallgasse verweist. Der zweigeschossige Bau ist im Erdgeschoss massiv, im Obergeschoss in Fachwerk ausgeführt und hat eine einheitlich verputzte Fassade und ein Mansarddach als Abschluss. Prägend für das Fassadenbild sind die Porphyrtuffgewände des Erdgeschosses. Die größere, nördliche Öffnung ist ein ehemaliger Laden und deutet darauf hin, dass Erbauer und Bewohner des Hauses einst Handwerker oder Gewerbetreibende waren, was nachweislich für die Nachbargebäude ebenfalls gilt. Für das späte 19. Jahrhundert ist durch die Adressbücher der Schuhmacher Emil Rudolf Thieme als Eigentümer belegt.

Als Bestandteil der historischen Altstadtbebauung dokumentiert das Objekt die Bauentwicklung von Rochlitz im frühen 19. Jahrhundert; es verweist auf die einstige Bauweise und Bewohnerschaft speziell in den Bereichen, die außerhalb der inneren Stadtmauer lagen. Es veranschaulicht die vergleichsweise einfachen Lebensverhältnisse der hier ansässigen Handwerker und Hauseigentümer, die trotz aller Bescheidenheit durch die Verwendung von Porphyrtuffgliederungen ihren Häusern ein gewisses Ansehen zu geben suchten. Unter den genannten Aspekten erlangt das Objekt bau- und stadtentwicklungsgeschichtliche Bedeutung.
22. ↑  Vierseithof Noßwitzer Hauptstraße 6 in Noßwitz:

Der Vierseithof mit landschaftstypischen Fachwerkbauten ist Teil der historischen Bebauung des einst eigenständigen Ortsteils Hellerdorf, der südlich der Ortslage Noßwitz liegt. Heute ist die ehemalige Trennung von Noßwitz und Hellerdorf kaum noch wahrnehmbar, da die Bebauung der Ortsteile ineinander übergeht. Wie in Noßwitz prägten in der Vergangenheit größere Drei- und Vierseithöfe vorwiegend das Ortsbild von Hellerdorf. Eine dieser prägenden Hofanlagen ist der Vierseithof Noßwitzer Hauptstraße 6. Sein Wohnstallhaus, das auf der Nordwestseite steht, trägt im Sturz der Haustür die Inschrift „18 J. G. Gerlach 58“, womit wohl ein Umbau angezeigt ist. Der Fachwerkkonstruktion nach ist der Bau eher in das späte 18. Jahrhundert zu datieren. Dicht stehende Ständer, verbunden durch Brust- und Kopfriegel, ergeben ein insgesamt kleinteiliges Rastergefüge. Die profilierte Schwelle über dem Wohnteil des Erdgeschosses deutet darauf, dass hier ursprünglich wahrscheinlich ein Umgebinde vorhanden war, das später, vielleicht 1858, massiv ersetzt wurde. Der ehemalige Kuhstall ist dreischiffig unterteilt und mit flachen böhmischen Kappen auf Porphyrtuffsäulen überwölbt. Das Seitengebäude nordöstlich des Wohnstallhauses ist ein ebenfalls bemerkenswerter Fachwerkbau. Seine Besonderheit besteht vor allem in seiner Oberlaube, die sich in zwei breiten Korbbögen zum Hof öffnet. Auch dieser Bau entstand wohl in der zweiten Hälfte des 18. Jahrhunderts. Jünger sind dagegen die anderen beiden Hofgebäude. Der ehemalige Pferdestall mit Remise auf der Südwestseite wurde vermutlich in der ersten Hälfte des 19. Jahrhunderts erbaut. Seine Hoffront zeigt eine betonte Mitte mit Ladetür und Dreieckgiebel. Die große, teils in Fachwerk, teils massiv ausgeführte Scheune auf der Südostseite entstammt in der heutigen Form der zweiten Hälfte des 19. Jahrhunderts, wobei ihre Errichtung möglicherweise unter Verwendung älterer Teile erfolgte.

Die Hofanlage ist ein wichtiges Zeugnis der ländlichen Architektur in der Region. Sie veranschaulicht die bäuerliche Bau- und Lebensweise in der Vergangenheit. Hierdurch erlangt sie einen baugeschichtlichen und heimatgeschichtlichen Aussagewert, der hier durch die Geschlossenheit der Anlage besonders eindrücklich ist.
23. ↑  Vierseithof Noßwitzer Hauptstraße 14 in Noßwitz:

Der Vierseithof gehört zur historischen Bebauung des einst eigenständigen Ortsteils Hellerdorf, der südlich der Ortslage Noßwitz liegt. Mittlerweile ist die ehemalige Trennung von Noßwitz und Hellerdorf kaum noch wahrnehmbar, da die Bebauung der Ortsteile ineinander übergeht. Wie in Noßwitz prägten in der Vergangenheit größere Drei- und Vierseithöfe vorwiegend das Ortsbild von Hellerdorf. Zu diesen prägenden Hofanlagen zählt der Vierseithof Noßwitzer Hauptstraße 14. Sein Wohnstallhaus auf der Westseite des Hofes ist inschriftlich 1878 datiert. Die Datierung auf dem Türsturz der Haustür dokumentiert wahrscheinlich einen Umbau des Fachwerkhauses unter dem in der Inschrift benannten, damaligen Hofbesitzer G. Liebers. Der Fachkonstruktion nach wurde der Bau in der ersten Hälfte des 19. Jahrhunderts errichtet. Auch andere Bauformen wie der überwölbte ehemalige Kuhstall auf Porphyrtuffsäulen sprechen für diese Entstehungszeit. Außer in der regelmäßigen Fachwerkkonstruktion zeigt sich die zeit- und landschaftstypische Eigenart des Gebäudes in der Verwendung von Porphyrtuff für die Gliederungselemente des massiven Erdgeschosses. Der zugewandte, nördliche Geibel des Hauses ist verschiefert. Nach Westen erweitert ein Anbau das Gebäude. Auf der Nordseite des Hofes – diesen zur Straße abschließend – steht das ehemalige Auszugshaus. Es ist überwiegend massiv in verputztem Mauerwerk ausgeführt; das Obergeschoss der Hofseite besteht aus Fachwerk. Wichtig für sein Erscheinungsbild sind wiederum die Porphyrtuffelemente. Als Bauzeit ist die Mitte des 19. Jahrhunderts anzunehmen. Auch die übrigen beiden Hofgebäude – der ehemalige Pferdestall auf der Ostseite und die Scheune auf der Südseite – stammen wohl aus dieser Zeit. An dem massiv ausgeführten Pferdestall fällt besonders die Kumthalle auf, die sich mit dreifacher Bogenstellung auf Porphyrtuffsäulen zum Hof öffnet. Die Scheune – teils aus Fachwerk, teils aus Bruchsteinmauerwerk bestehend –- war einst mit einem hohen Satteldach bedeckt, dieses ist heute auf eine flacher geneigte Form reduziert. Zum Denkmalbestand der Hofanlage gehören die Toreinfahrt mit kugelbekrönten Torpfeilern und die Einfriedung auf der Nordwestseite mit Zaunpfosten in Porphyrtuff.
Die Hofanlage dokumentiert und veranschaulicht die bäuerliche Bau- und Lebensweise in der Vergangenheit am Ort und in der Region. Bis heute hat sie ihre prägende Wirkung für das Erscheinungsbild des einst eigenständigen Ortes Hellerdorf bewahrt. Unter diesen Aspekten erlangt sie einen bau- und heimatgeschichtlichen Aussagewert.
24. ↑  Bauernhof Noßwitzer Hauptstraße 26 in Noßwitz:

Die drei Wirtschaftsgebäude der Hofanlage stellen aufgrund ihres Alters und ihrer Ausprägung einen bemerkenswerten Denkmalbestand dar. Das derzeit nachweislich älteste Gebäude des Hofes ist die Scheune, die – merkwürdig schräg und zurückgesetzt angeordnet – auf der Südostseite des Hofes steht. Dendrochronologisch konnte der Bau 1699 datiert werden. Wahrscheinlich zeitgleich oder nur wenig später wurde das westlich der Scheune stehende Seitengebäude errichtet. Die Besonderheit des Fachwerkbaus ist die auch auf den Giebelseiten umlaufende Oberlaube mit ihren balusterartigen Stützen. Im massiven Erdgeschoss befinden sich Ställe. Türen und Fenster haben Werksteinrahmungen in Porphyrtuff. Das nordöstliche, den Hof straßenseitig abschließende Seitengebäude entstand laut Datierung im Türgewände des Kellerabgangs am Giebel 1750. An dem ebenfalls im Kern als Fachbau errichteten Gebäude hat es augenscheinlich einige Veränderungen gegeben.

Die Wirtschaftsgebäude der Hofanlage verkörpern einen wichtigen Dokumentations- und Zeugniswert für die ländliche Bauweise in der Region. Sie veranschaulichen das bäuerliche Leben in der Vergangenheit, insbesondere den Bereich der bäuerlichen Wirtschaft. Hieraus ergibt sich die bau- und heimatgeschichtliche Bedeutung der Objekte.
25. ↑  Vierseithof Noßwitzer Hauptstraße 32 in Noßwitz:

1820 wurde das Haberkornsche Gut bei heftigen Gewittern vom Blitz getroffen und offenbar weitgehend zerstört. Es folgte ein Wiederaufbau, auf den die einheitlich geschlossene Hofanlage mit ihrem stattlichen Gebäudebestand zurückgeht. Inschriften bezeugen den Wiederaufbau. Am Wohnhaus, das die Ostseite des Hofes einnimmt, dokumentiert eine Tafel über der Haustür: "Diese Wohnung ward durch den Blitz versehrt den 12. August 1820 und wiederaufgebaut von T. G. Haberkorn, a. D. 1821". Das Torhaus, das den Hof nach Norden abschließt, trägt im Schlussstein der Tordurchfahrt die Datierung 1822. Die Gebäude sind allesamt als massive, damit mehr Feuersicherheit gewährende Putzbauten ausgeführt und tragen zeittypische Krüppelwalmdächer. Prägend für das Erscheinungsbild sind vor allem die Gliederungselemente in Porphyrtuff, die auch gestalterische Akzente setzen. So sind die Toreinfassungen durch Kapitell- und Schlusssteine geschmückt. Charakteristische Formen der Bauzeit sind ebenfalls Fenstergestaltungen wie das Thermenfenster an der Giebelseite des Torhauses oder das Venezianische Fenster an der Scheune. An solchen Details zeigt sich, dass auch die ländliche Architektur neben den vorrangigen praktischen Zwecken von Ansprüchen an Repräsentation und Schönheit bestimmt war. In diesem Zusammenhang ist ebenso auf die aufwändigen Torflügel der Hofeinfahrt zu verweisen. An den Ecken ist der Hof teils durch Überbauung, teils durch Nebentor und Pforte geschlossen. Nach Osten hat das Wohnhaus einen vermutlich jüngeren, fast gleich großen Anbau.

Zum Denkmalbestand gehört die Einfriedung, teils Bruchsteinmauer, die das Anwesen auf der Ostseite umschließt.

Die stattliche und repräsentativ gestaltete Hofanlage dokumentiert eindrucksvoll die Entwicklung der ländlichen Architektur im frühen 19. Jahrhundert. Sowohl die Größe des Hofes als auch die Solidität seiner Gebäude spricht dafür, dass das Gut seinerzeit sehr erfolgreich bewirtschaftet wurde. Dabei spielte vermutlich auch eine Rolle, dass sich seit dem ausgehenden 18. Jahrhundert neue Wirtschaftsmethoden verbreiteten, die zur Intensivierung der Landwirtschaft führten. In dieser Hinsicht veranschaulicht die Hofanlage die dörfliche Lebens- und Wirtschaftsweise in der Vergangenheit am Ort und in der Region und erlangt somit bau- und heimatgeschichtliche Bedeutung.
26. ↑  Vierseithof Rochlitzer Straße 5 in Noßwitz:

Die Hofanlage ist Teil der historischen Ortsbebauung von Noßwitz, die einst im Wesentlichen aus Vierseithöfen bestand. Dabei gehört sie wahrscheinlich zu den ältesten Hofstellen im Kernbereich des Rundweilers. Der Baubestand des Hofes, bestehend aus Fachwerkbauten, geht teils auf das 18. Jahrhundert zurück, stammt aber überwiegend aus dem 19. Jahrhundert. Das stattliche Wohnstallhaus, das die Westseite des Hofes einnimmt, entstand im Kern wohl 1745, darauf deutet zumindest der neben der Haustür eingemauerte, datierte Schlussstein hin. Mit der Datierung des Türstocks der Haustür 1847 ist ein Umbau des Gebäudes angezeigt, zu dem das regelmäßige Fachwerk und die Gestaltung des zugewandeten, massiv ausgeführten Giebels passen. Auffälliges und prägendes Element ist hier das venezianische Fenster, begleitet von Rundbogenöffnungen. Als bemerkenswerte Details des Inneren sind das sternförmige Gratgewölbe im Hausflur und der ehemalige Kuhstall mit Kappengewölben auf Porphyrtuffsäulen hervorzuheben. Das Seitengebäude, das die zur Straße gerichtete Nordseite des Hofes abschließt, öffnet sich nach außen mit zwei großen Bogentoren. Von der Datierung auf einem der Schlusssteine sind leider nur noch die Anfangsziffern 18[…] lesbar, nach Fachwerk und Dachform lässt sich das Gebäude der Zeit um oder vielleicht etwas vor dem Umbau des Wohnstallhauses zuweisen. Gleiches gilt für das östliche, kleiner Seitengebäude. Die Scheune auf der Südseite wurde in der jetzigen Form wahrscheinlich erst nach der Mitte des 19. Jahrhunderts errichtet. Zum Denkmalbestand der Hofanlage gehört das Hofpflaster (Natursteinpflaster im Wildverband).
Die Hofanlage ist ein wichtiges Zeugnis der bäuerlichen Bau- und Lebensweise in der Vergangenheit am Ort und in der Region. Sie dokumentiert die historische Bebauung von Noßwitz und hat auch eine ortsbildprägende Wirkung. Unter diesen Aspekten erlangt sie bau- und heimatgeschichtliche Bedeutung.